# حرب البوسنة والهرسك
حرب البوسنة والهرسك هي عملية نزاع دولي مسلح حدثت في البوسنة والهرسك من مارس 1992 حتى نوفمبر 1995. وكان هناك دول كثيرة دخلت كأطراف في هذه الحرب. وحسب قول محكمة الجزاء الدولية في يوغسلافيا، فأطراف الصراع هي البوسنة والهرسك وجمهورية يوغوسلافيا وكرواتيا. وتبعا لتقارير محكمة العدل الدولية فإن صربيا قد ساهمت في تلك الحرب بجيشها ودعمها المالي للقوات الصربية والتي أصبحت فيما بعد جيش يوغسلافيا الشعبي. وقد قدمت كرواتيا قواتها أيضاً. أما بالنسبة للبوسنة فقد كانت قوات الحكومة البوسنية تقود جيش جمهورية البوسنة والهرسك.

## الحرب البوسنية (1992 - 1995)
قادت انتخابات 1990 إلى تكوين مجلس برلماني يهيمن عليه ثلاثة أحزاب على أساس عرقي وطائفي، وقد شكلت تحالفا فضفاضا لطرد الشيوعيين من السلطة. ثم أعلنت كلا من كرواتيا واعقبتها سلوفينيا الاستقلال، فالحرب التي تلت ذلك وضعت البوسنة والهرسك والشعوب الثلاثة المكونة لها في موقف حرج. وقد كان هناك انقسام كبير سرعان ماتطور ووضع مسألة ما إذا كان البقاء ضمن الإتحاد اليوغوسلافي (ويؤيده الصرب بشكل ساحق) أو طلب الاستقلال (ويؤيده البشناق والكروات بشكل ساحق). فأعضاء البرلمان الصرب، وخاصة من حزب الصربي الديموقراطي، تركوا البرلمان المركزي في سراييفو وشكلوا برلمانا أسموه المجلس الوطني لصرب البوسنة ولهرسك وذلك في 24 أكتوبر 1991، مما أنهى التعاون العرقي الثلاثي الذي حكم البلاد في أعقاب انتخابات 1990، وهذا المجلس انشأ جمهورية صرب البوسنة والهرسك يوم 9 يناير 1992، ثم غير الاسم إلى الجمهورية الصربية في أغسطس 1992. وفي 18 نوفمبر 1991 كان فرع البوسنة والهرسك للحزب الحاكم في كرواتيا المسمى الاتحاد الديموقراطي الكرواتي (HDZ) أعلن عن إنشاء مايسمى بالمجتمع الكرواتي للبوسنة والهرسك وهو منفصل سياسيا وثقافيا واقتصاديا بكامل أراضيه عن إقليم البوسنة والهرسك وله جيش خاص به يسمى بمجلس الدفاع الكرواتي. وهو مالم تعترف به الحكومة البوسنية. واعلنت المحكمة الدستورية البوسنية مرتين بأن تلك الجمهورية غير شرعية، بالمرة الأولى بتاريخ 14 سبتمبر 1992 والثانية في 20 يناير 1994.
تم الإعلان عن سيادة البوسنة والهرسك في تشرين الأول عام 1991، ثم اعقبها استفتاء على الاستقلال عن يوغوسلافيا في فبراير ومارس 1992 وقد قاطعته الغالبية العظمى من الصرب. وكانت نسبة المشاركة في الاستفتاء على الاستقلال 63.4% وقد صوت لصالح الاستقلال 99.7% من الناخبين. وتم اعلان استقلال البوسنة والهرسك بعدها بفترة قصيرة. وبعد فترة من التوتر وتصاعد حدته وقيام حوادث عسكرية متفرقة، اندلعت حرب مفتوحة في سراييفو في 6 أبريل.

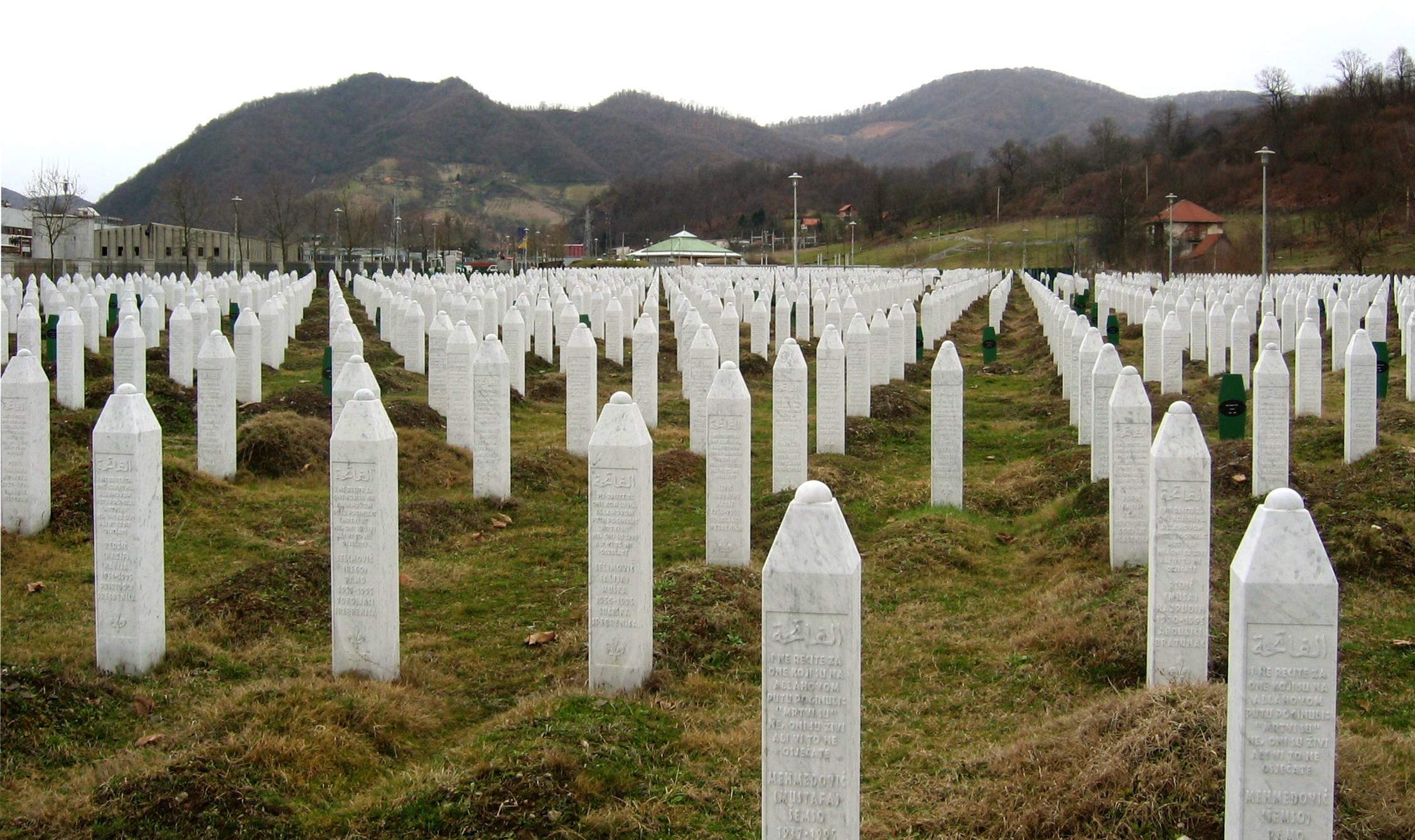
شواهد قبور لضحايا مذبحة سربرنيتشا.

في أوائل مارس 1991 عقدت مباحثات سرية ما بين فرانيو تودجمان وسلوبودان ميلوسيفيتش لتقسيم البوسنة بين الصرب والكروات والمعروفة باسم اتفاق كارادورديفو فبعيد إعلان استقلال جمهورية البوسنة والهرسك، هاجم الصرب مناطق عدة من البوسنة، مما أثر على إدارة الدولة في تلك الجمهورية بشكل قوي فتوقف العمل فيها بعد أن فقدت السيطرة على أراضيها. وقد كان الصرب يسعون لاحتلال المناطق ذات الأغلبية الصربية شرق وغرب البوسنة، بينما سعى الكروات بزعامة تودجمان إلى مايسمى بتأمين أجزاء من البوسنة والهرسك كمناطق كرواتية. فسياسات كرواتيا تجاه البوسنة والهرسك لم تكن واضحة وشفافة، فقد سعت إلى تطبيق هدف تودجمان المتمثل في توسيع حدود كرواتيا على حساب البوسنة. فأضحى المسلمون البشناق هدفا سهلا، وهم المجموعة العرقية الوحيدة الموالية للحكومة البوسنية، وذلك لأن قوات الحكومة البوسنية كانت سيئة التجهيز وغير مهيئة للحرب.
بعد الاعتراف الدولي بالبوسنة والهرسك ازدادت الضغوط الدبلوماسية لسحب الجيش الشعبي اليوغسلافي من مناطق البوسنة، وهو ماتم فعله بشكل رسمي، لكن بالواقع فإن أعضاء الجيش من الصرب البوسنيين غيروا شاراتهم العسكرية، وشكلوا ما يسمى جيش جمهورية صرب البوسنة واستمروا في الحرب، مستحوذين على مخزونات الجيش اليوغسلافي الموجودة في الأراضي البوسنية، وتلقوا الدعم من المتطوعين وقوات شبه عسكرية من صربيا، واستمر الدعم اللوجستي والمالي من جمهورية يوغسلافيا الاتحادية، وقد كان نية جيش صرب البوسنة في هجومهم سنة 1992 هو الاستحواذ والسيطرة على أكبر قدر ممكن من الأراضي.
في البداية هاجمت القوات الصربية التجمعات المدنية لغير الصرب في شرق البوسنة. فما أن وقعت تلك القرى والبلدات في أيديهم، حتى بدأت تلك القوات مع الشرطة والمليشيات شبه العسكرية وأحيانا بمساعدة أهالي القرى الصرب في تنفيذ خطة محددة: نهب وإحراق منازل وممتلكات البشناق بصورة منهجية، وتجميع المدنيين من مسلمي البوسنة أو القبض عليهم، وقد يتعرضون للضرب المبرح أو قتل جراء تلك العمليات. وقد تم تهجير ما يقارب 2.2 مليون بوسني عن أراضيهم (من الطوائف الثلاث). فاحتجز الكثير من الرجال في مخيمات. أما النساء فكان يحتفظ بهن في مراكز اعتقال متعددة حيث يعشن في ظروف قاسية وغير صحية، ويتعرضن لأسوأ المعاملات بما فيها الاعتداءات الجنسية المتكررة. فقد يأتي الجنود الصرب أو رجال الشرطة إلى مراكز الاعتقال تلك، فينتقون من النساء مايشاءون لقضاء وطرهم واغتصابهن.
ثم بعد ذلك اتجهت الأنظار صوب نوفي ترافنيك وغورني فاكوف سنة 1992 حيث محاولات مجلس الدفاع الكرواتي لزيادة قوته. وفي 18 يونيو 92 استلم الدفاع البوسني لمنطقة نوفي ترافنيك إنذار نهائي من الكروات والذي تضمن قائمة مطالب لإلغاء مؤسسات البوسنة والهرسك الموجودة بها، وبسط سلطة الكروات في البوسنة والهرسك والتعهد بالولاء لها، واخضاع الدفاع عن تلك المنطقة لمجلس الدفاع الكرواتي وطرد اللاجئين المسلمين، كل ذلك يكون خلال 24 ساعة. فبدأ الهجوم يوم 19 يونيو، فتعرضت مدرسة ابتدائية ومكتب بريد للهجوم والتدمير. أما غورني فاكوف فتعرضت للهجوم يوم 20 يونيو 92، ولكن الهجوم تم احباطه. أدى اتفاق غراتس إلى التسبب بالانقسام العميق داخل المجتمع الكرواتي وعززت المجموعة الانفصالية التي قادت الصراع مع البشناق. وقد قتل أحد الزعماء الكروات المؤيدين للاتحاد وهو بلاز كراليوفيتش (أحد زعماء مجموعات قوة الدفاع الكرواتية) على يد جنود مجلس الدفاع الكرواتي في أغسطس 92، مما زاد من الضعف الشديد في فريق المعتدلين الذين يأملون في الحفاظ على التحالف الكرواتي البوسني حيا. فازداد الوضع خطورة في أكتوبر 1992 عندما هاجمت قوة كرواتية تجمعا للبشناق في بروزور. وحسب لوائح الإتهام ضد أحد زعماء الكروات وهو جادرانكو بريليتش، فإن مجلس الدفاع الكرواتي قد قام بعملية تطهير عرقي للمسلمين من قرية بروزور والقرى المحيطة بها. وفي نفس الوقت فإن الكروات في بلدات كونياك وبوجونيا قد تم ترحليهم قسريا من منازلهم. وفي ذلك فقد انتهى التحالف الكرواتي البشناقي وتم ترحيل الأقليات من مناطق الأغلبية العرقية الأخرى.
عند اندلاع النزاع المسلح بين الحكومة التي يغلب عليها البوسنيون في سراييفو وجمهورية كروات البوسنة، كان حوالي 70% من أراضي البوسنة تحت سيطرة جمهورية صرب البوسنة. فالانتهاكات التي ترتكب ضد السكان من غير الصرب من تطهير عرقي وضياع الحقوق المدنية كانت متفشية في تلك المناطق. واستخدمت فرق البحث عن الحمض النووي لجمع أدلة عن الفظائع التي ارتكبتها القوات الصربية خلال هذه الحملات. أحد أبرز الأمثلة على مذبحة سربرنيتشا، سيطرت الإبادة الجماعية على جلسات المحكمة الجنائية الدولية ليوغوسلافيا السابقة. فقد قتل حوالي 200,000 بوسني مسلم بواسطة السلطات الصربية السياسية. في مارس 1994 تم التوقيع على اتفاقات واشنطن بين قادة الحكومة الجمهورية البوسنة والهرسك وأدى إلى إنشاء اتحاد البوسنة والهرسك المشتركة بين مسلمي البشناق والكروات، التي استردت أراضي جمهورية كروات البوسنة من قبل جيش جمهورية البوسنة والهرسك. هذا الاتحاد حرر بعد ذلك مقاطعة غرب البوسنة ذاتية الحكم الصغيرة.
بعد حدوث مذبحة سربرنيتشا بدأت الحملة الجوية للناتو ضد جيش جمهورية صرب البوسنة في أغسطس 1995، ورافقها هجوم بري للقوات المتحالفة من الكروات والبوسنيين التي انشئت بعد معاهدة منفردة ما بين تودجمان وبيغوفيتش لطرد القوات الصربية من المناطق التي تم اخذها في غرب البوسنة والتي مهدت السبيل إلى المفاوضات.
وفي ديسمبر تم التوقيع على اتفاقية دايتون في مدينة دايتون بين رؤساء كل من البوسنة والهرسك علي عزت بيغوفيتش والكرواتي فرانيو تودجمان والصربي سلوبودان ميلوسيفيتش لوقف الحرب والبدء بإنشاء الهيكل الأساسي للدولة الحالية. رقم الضحايا المتعرف عليهم يصل حاليا إلى 97,207، والفحوصات الحالية لتقدير العدد الإجمالي للقتلى يقل عن 110,000 قتيل ما بين مدني وعسكري، وتم تهجير حوالي 1.8 شخص عن مناطقهم. وقد تم اعلان هذا من قبل اللجنة الدولية لشؤون المفقودين. وفقا للأحكام العديدة التي أصدرتها محكمة الجنائية الدولية ليوغوسلافيا السابقة في النزاع الحاصل بين البوسنة وجمهورية يوغوسلافيا الإتحادية (والمسماة لاحقا بصربيا والجبل الأسود) وأيضا كرواتيا.
اتهمت الحكومة البوسنية صربيا في محكمة العدل الدولية باشتراكها في جريمة الإبادة الجماعية للبوسنة خلال الحرب. فقرار محكمة العدل الدولية جاء على نحو فعال بتحديد بأن طبيعة الحرب هي دولية، بالرغم من تبرئة صربيا من المسؤولية المباشرة عن الإبادة الجماعية التي ارتكبتها القوات الصربية في جمهورية صرب البوسنة. إلا أن المحكمة خلصت بأن صربيا فشلت في منع الإبادة الجماعية التي ارتكبتها القوات الصربية وفشلت في معاقبة أولئك الذين نفذوا الإبادة الجماعية، وخاصة القائد راتكو ملاديتش ومن ثم تقديمهم إلى العدالة.
وقررت المحكمة بأن معايير الإبادة الجماعية مع النية المبيتة لقتل المسلمين البوسنيين قد وجدت فقط في سربرنيتشا أو في شرق البوسنة سنة 1995. وخلصت المحكمة بأن الجرائم التي اقترفت خلال حرب 1992-1995 قد ترقى إلى جرائم ضد الإنسانية حسب القانون الدولي، ولكن تلك الأفعال بذاتها لم تكن إبادة جماعية.
وكذلك قررت المحكمة بعد إعلان الجبل الأسود الاستقلال في مايو 2006 بأن صربيا أضحت الطرف الوحيد من المدعى عليها في هذه القضية، ولكن «أية مسؤولية عن أحداث ماضية لها علاقة في ذلك الوقت ستتحملها الدولة المكونة من صربيا والجبل الأسود».

## التسلسل الزمني
هناك جدل حول تاريخ بدء حرب البوسنة. بدأت الاشتباكات بين مسلمي البوسنة والكروات والصرب في أواخر فبراير 1992 و«اندلعت الأعمال العدائية على نطاق واسع بحلول 6 أبريل» في نفس اليوم الذي اعترفت الولايات المتحدة والسوق الأوروبية المشتركة بالبوسنة والهرسك. ميشا جليني تعطي تاريخ 22 مارس وتوم جالاغر يعطي 2 أبريل بينما ماري كالدور ولورا سيلبر وألان ليتل يعطون 6 أبريل. ادعى فيليب هاموند أن الرأي الأكثر شيوعا هو أن الحرب بدأت في 6 أبريل 1992.
يعتبر الصرب أن إطلاق النار في زفاف في سراييفو عندما قتل والد العريس في اليوم الثاني من استفتاء استقلال البوسنة 1 مارس 1992 كان أول ضحية للحرب. ووقعت عمليات القتل ضد الصربيات في سيجيكوفاتش في 26 مارس ومذبحة بيليينا (معظمهم من البشناق) في 1-2 أبريل. في 5 أبريل عندما اقترب حشد كبير من الحواجز قتلت القوات الصربية متظاهرا.
تم إنهاء الحرب من خلال اتفاقية دايتون في البوسنة والهرسك التي تم التفاوض عليها في قاعدة رايت باترسون الجوية في دايتون بين 1 و 21 نوفمبر 1995 وتم التوقيع عليها في باريس في 14 ديسمبر 1995.

## الخلفية

### تفكك يوغوسلافيا
نشأت الحرب في البوسنة والهرسك نتيجة لانهيار جمهورية يوغوسلافيا الاشتراكية الاتحادية. ظهرت أزمة في يوغوسلافيا نتيجة لإضعاف النظام الكونفدرالي في نهاية الحرب الباردة. في يوغوسلافيا فقد الحزب الشيوعي القومي رابطة شيوعيي يوغسلافيا قوته الإيديولوجية. في غضون ذلك شهدت القومية العرقية نهضة في الثمانينيات بعد اندلاع العنف في كوسوفو. بينما كان هدف القوميين الصرب هو مركزية يوغوسلافيا كانت القوميات الأخرى في يوغسلافيا تتطلع إلى الفيدرالية واللامركزية في الدولة.
كانت البوسنة والهرسك وهي مقاطعة عثمانية سابقة تاريخيا دولة متعددة الأعراق. وفقا لتعداد عام 1991 اعتبر 44٪ من السكان أنفسهم مسلمين (بوسنيين) و 32.5٪ صربا و 17٪ كرواتيين و 6٪ يصفون أنفسهم بأنهم يوغوسلافيين.
في مارس 1989 تعمقت الأزمة في يوغوسلافيا بعد اعتماد تعديلات على الدستور الصربي سمحت لحكومة صربيا بالسيطرة على مقاطعتي كوسوفو وفويفودينا. حتى ذلك الحين كانت عملية صنع القرار في كوسوفو وفويفودينا مستقلة وكان لكل من المقاطعتين المتمتعتين بالحكم الذاتي تصويت على المستوى الفيدرالي اليوغوسلافي. وهكذا تمكنت صربيا في ظل الرئيس المنتخب حديثا سلوبودان ميلوسيفيتش من السيطرة على ثلاثة من أصل ثمانية أصوات في الرئاسة اليوغوسلافية. مع أصوات إضافية من الجبل الأسود تمكنت صربيا بالتالي من التأثير بشدة على قرارات الحكومة الفيدرالية. أدى هذا الوضع إلى اعتراضات من الجمهوريات الأخرى ودعوات لإصلاح الاتحاد اليوغوسلافي.
في المؤتمر الاستثنائي الرابع عشر لعصبة الشيوعيين في يوغسلافيا في 20 يناير 1990 لم تتمكن وفود الجمهوريات من الاتفاق على القضايا الرئيسية التي تواجه الاتحاد اليوغوسلافي. ونتيجة لذلك غادر مندوبو سلوفينيا وكرواتيا المؤتمر. طالب الوفد السلوفيني برئاسة ميلان كوتشان بتغييرات ديمقراطية واتحاد أكثر مرونة بينما عارضه الوفد الصربي برئاسة ميلوسيفيتش.
في أول انتخابات متعددة الأحزاب في البوسنة والهرسك في نوفمبر 1990 تم الإدلاء بالأصوات إلى حد كبير وفقا للعرق مما أدى إلى نجاح حزب العمل الديمقراطي البوسني والحزب الديمقراطي الصربي والاتحاد الكرواتي الديمقراطي.
قسمت الأحزاب السلطة على أسس عرقية بحيث كان رئيس جمهورية البوسنة والهرسك الاشتراكية بوسنيا وكان رئيس البرلمان صربيا وكان رئيس الوزراء كرواتيا. حصلت الأحزاب القومية الانفصالية على السلطة في جمهوريات أخرى بما في ذلك كرواتيا وسلوفينيا.

### بداية الحروب اليوغوسلافية

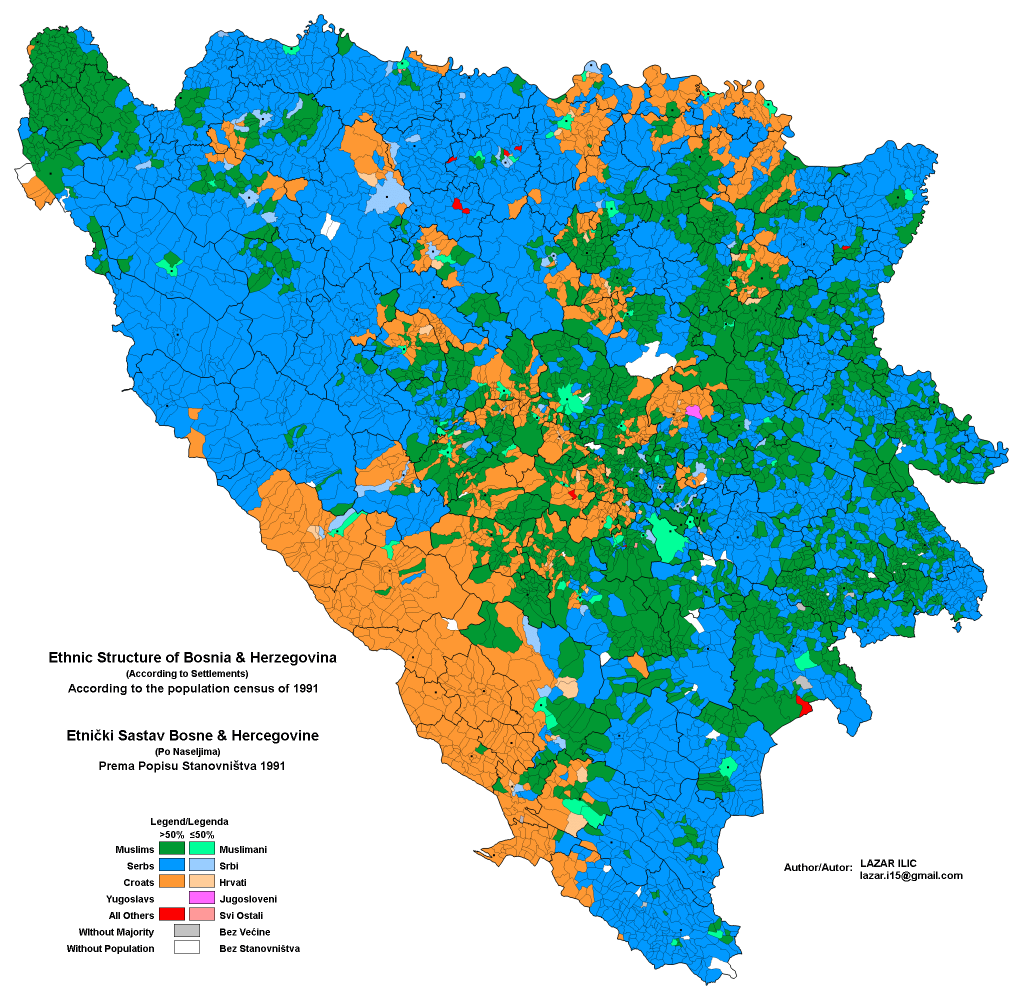
الخريطة العرقية للبوسنة والهرسك في عام 1991
بشناق
صرب
كروات

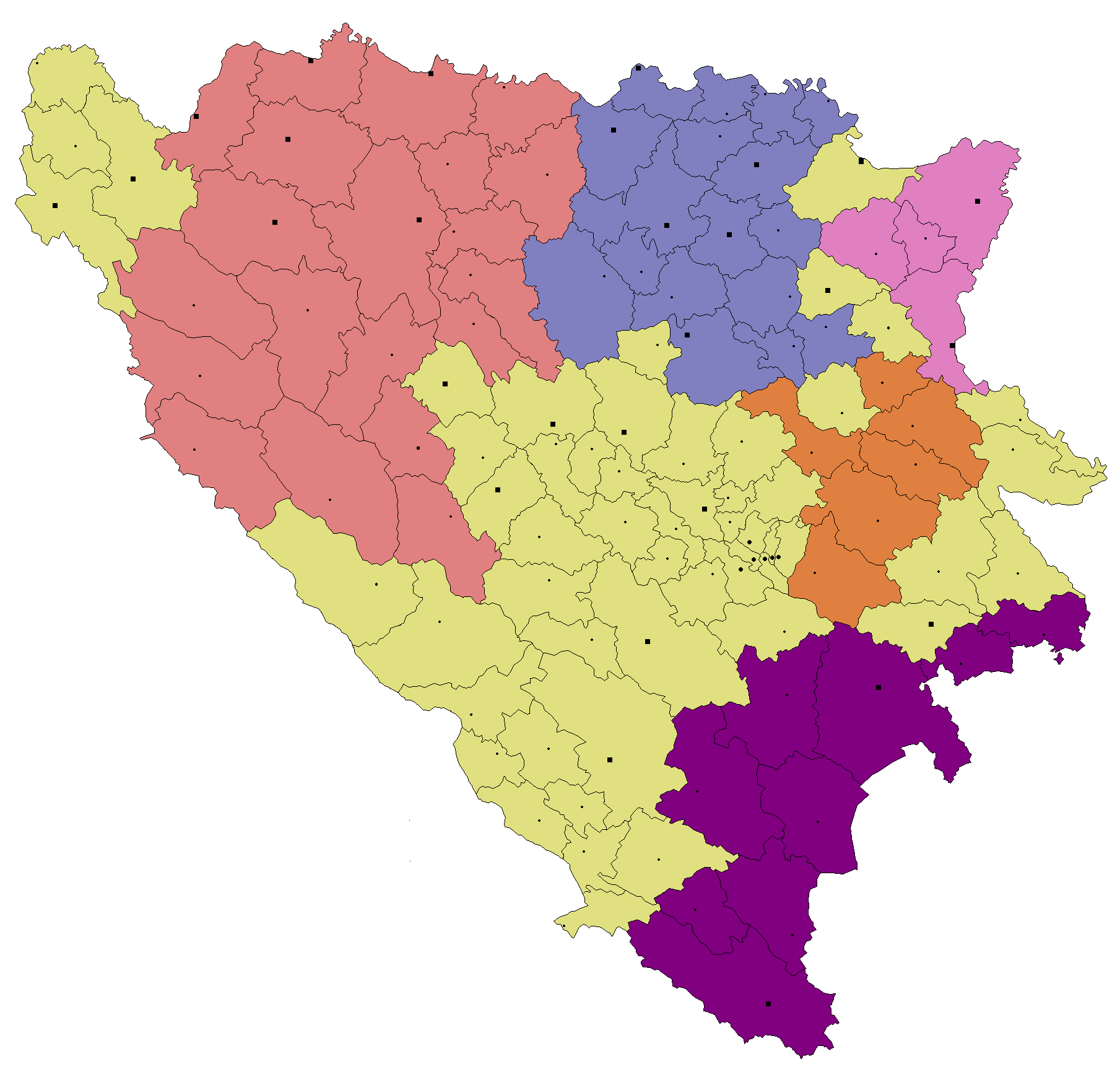
الأقاليم الصربية المستقلة في نوفمبر 1991.

عُقدت اجتماعات عديدة في أوائل عام 1991 بين زعماء جمهوريات يوغوسلافيا الست والمنطقتين المتمتعتين بالحكم الذاتي لمناقشة الأزمة المستمرة في يوغوسلافيا. فضلت القيادة الصربية الحل الفيدرالي في حين فضلت القيادة الكرواتية والسلوفينية تحالف الدول ذات السيادة. اقترح الزعيم البوسني علي عزت بيغوفيتش اتحادا غير متكافئ في فبراير حيث ستحافظ سلوفينيا وكرواتيا على علاقات فضفاضة مع الجمهوريات الأربع المتبقية. بعد ذلك بوقت قصير غير موقفه واختار البوسنة ذات سيادة كشرط مسبق لمثل هذا الاتحاد.
في 25 مارس عقد فرانيو تودجمان والرئيس الصربي سلوبودان ميلوسيفيتش اجتماعا في كاراراشيفو. أصبح الاجتماع مثيرا للجدل في الأشهر اللاحقة بسبب مزاعم بعض السياسيين اليوغوسلافيين بأن الرئيسين اتفقا على تقسيم البوسنة والهرسك.
في 6 يونيو اقترح عزت بيغوفيتش والرئيس المقدوني كيرو غليغوروف كونفدرالية ضعيفة بين كرواتيا وسلوفينيا واتحاد الجمهوريات الأربع الأخرى والذي رفضه ميلوسيفيتش.
في 25 يونيو 1991 أعلنت كل من سلوفينيا وكرواتيا الاستقلال مما أدى إلى نزاع مسلح قصير في سلوفينيا يسمى حرب الأيام العشرة وتصعيد حرب الاستقلال الكرواتية في المناطق ذات السكان العرقيين الصرب. في النصف الثاني من عام 1991 اشتدت الحرب في كرواتيا. كما هاجم جيش يوغوسلافيا الشعبي كروات البوسنة والهرسك.
في يوليو 1991 قام ممثلو الحزب الديمقراطي الصربي بما في ذلك رئيس الحزب الديمقراطي الصربي رادوفان كاراديتش ومحمد فيليبوفيتش وعادل ذو الفقارباشيتش من منظمة البشناق الإسلامية بصياغة اتفاقية تعرف باسم اتفاقية ذو الفقارباش-كاراديتش التي من شأنها أن يقوم اتحاد بين جمهورية البوسنة والهرسك الاشتراكية وجمهورية صربيا الاشتراكية وجمهورية الجبل الأسود الاشتراكية. ونددت بالاتفاق الأحزاب السياسية الكرواتية. على الرغم من الترحيب بالمبادرة في البداية إلا أن عزت بيغوفيتش رفض لاحقا الاتفاق.
بين سبتمبر ونوفمبر 1991 نظم الحزب الديمقراطي الصربي إنشاء ستة «مناطق الحكم الذاتي الصربية». جاء ذلك ردا على خطوات البشناق نحو الانفصال عن يوغوسلافيا. واتخذ الكروات البوسنيون خطوات مماثلة.
في أغسطس 1991 استضافت السوق الأوروبية المشتركة مؤتمرا في محاولة لمنع البوسنة والهرسك من الانزلاق إلى الحرب.
في 25 سبتمبر 1991 أصدر مجلس الأمن التابع للأمم المتحدة القرار 713 بفرض حظر على الأسلحة على جميع الأراضي اليوغوسلافية السابقة. لم يكن للحظر تأثير يذكر على جيش يوغوسلافيا الشعبي والقوات الصربية. وبحلول ذلك الوقت استولت القوات الكرواتية على كميات كبيرة من الأسلحة من جيش يوغوسلافيا الشعبي خلال معركة الثكنات. كان للحصار تأثير كبير في البوسنة والهرسك في بداية حرب البوسنة. ورثت القوات الصربية أسلحة ومعدات جيش يوغوسلافيا الشعبي. بينما حصلت القوات الكرواتية والبوسنية على أسلحة عبر كرواتيا في انتهاك للحظر.
في 19 سبتمبر 1991 نقل جيش يوغوسلافيا الشعبي قوات إضافية إلى المنطقة المحيطة بمدينة موستار والتي احتجت علنا من قبل الحكومة المحلية. في 20 سبتمبر 1991 نقل جيش يوغوسلافيا الشعبي القوات إلى الجبهة في فوكوفار عبر منطقة فيسيغراد شمال شرق البوسنة. وردا على ذلك أقام الكروات والبشناق المحليون حواجز ونصبوا رشاشات. أوقفوا رتل من 60 دبابة تابعة لجيش يوغوسلافيا الشعبي لكن تم تفريقهم بالقوة في اليوم التالي. واضطر أكثر من 1000 شخص إلى الفرار من المنطقة. تسبب هذا الإجراء قبل ما يقرب من سبعة أشهر من بدء حرب البوسنة في أولى الخسائر في الحروب اليوغوسلافية في البوسنة. في الأيام الأولى من أكتوبر هاجم جيش يوغوسلافيا الشعبي قرية رافنو الكرواتية في شرق الهرسك وسويتها في طريقهم لمهاجمة دوبروفنيك في جنوب كرواتيا.
في 6 أكتوبر 1991 أصدر الرئيس البوسني علي عزت بيغوفيتش إعلانا متلفزا عن الحياد تضمن بيانا «أنها ليست حربنا». في غضون ذلك أدلى عزت بيغوفيتش بالبيان التالي أمام البرلمان البوسني في 14 أكتوبر فيما يتعلق بجيش يوغوسلافيا الشعبي: «لا تفعل أي شيء ضد الجيش. (...) إن وجود الجيش هو عامل استقرار بالنسبة لنا ونحن بحاجة إلى ذلك الجيش (...). حتى الآن لم تكن لدينا مشاكل مع الجيش ولن نواجه مشاكل لاحقا».
طوال عام 1990 تم تطوير خطة الإطار من قبل الحزب الديمقراطي الصربي ومجموعة من الضباط الصرب المختارين من جيش يوغوسلافيا الشعبي بغرض تنظيم الصرب خارج صربيا وتعزيز السيطرة على الأحزاب الحزب الديمقراطي الصربي الوليدة وتجهيز الأسلحة والذخيرة مسبقا.
كانت الخطة تهدف إلى إعداد الإطار ليوغسلافيا ثالثة حيث يعيش جميع الصرب في أراضيهم معا في نفس الدولة.
قام الصحفي جوزيبي زكريا بتلخيص اجتماع لضباط الجيش الصرب في بلغراد في عام 1992 وأفادوا بأنهم اعتمدوا سياسة صريحة لاستهداف النساء والأطفال باعتبارهم الجزء الأكثر ضعفا من الهيكل الديني والاجتماعي الإسلامي. يعتقد أن خطة الإطار قد تم وضعها في الثمانينيات. تم تسريب وجودها من قبل أنتي ماركوفيتش رئيس وزراء يوغوسلافيا وهو من أصل كرواتي. إن وجودها وتنفيذها المحتمل أثار قلق الحكومة البوسنية.

### الأزمة السياسية الأخيرة
في 15 أكتوبر 1991 أقر برلمان جمهورية البوسنة والهرسك الاشتراكية في سراييفو «مذكرة بشأن سيادة البوسنة والهرسك» بأغلبية بسيطة. وقد اعترض أعضاء البرلمان الصرب البوسنيون على المذكرة بشدة بحجة أن تعديل الدستور يتطلب ضمانات إجرائية وأغلبية ثلثي هذه القضايا. تم مناقشة المذكرة على أي حال مما أدى إلى مقاطعة البرلمان من قبل صرب البوسنة وخلال المقاطعة تم تمرير التشريع. أعلن الممثلون السياسيون الصرب جمعية جمهورية صرب البوسنة الوطنية في 24 أكتوبر 1991 معلنين أن الصرب يرغبون في البقاء في يوغوسلافيا. كان حزب العمل الديمقراطي بقيادة علي عزت بيغوفيتش عازما على تحقيق الاستقلال وحظي بدعم من أوروبا والولايات المتحدة. أوضح الحزب الديمقراطي الصربي أنه إذا تم الإعلان عن الاستقلال فإن الصرب سينفصلون لأن من حقهم ممارسة حق تقرير المصير.
تم إنشاء الاتحاد الديمقراطي الكرواتي للبوسنة والهرسك كفرع للحزب الحاكم في كرواتيا الاتحاد الديمقراطي الكرواتي. في حين دعا إلى استقلال البلاد كان هناك انقسام في الحزب حيث دعا بعض الأعضاء إلى انفصال المناطق ذات الأغلبية الكرواتية. في نوفمبر 1991 نظمت القيادة الكرواتية مجتمعات مستقلة في مناطق ذات أغلبية كرواتية. في 12 نوفمبر 1991 أُنشئت الجمهورية الكرواتية في البوسنة والهرسك في بوسانسكي برود. غطت ثماني بلديات في شمال البوسنة. في 18 نوفمبر 1991 تأسست الجمهورية الكرواتية في البوسنة والهرسك في موستار. تم اختيار ماتي بوبان رئيسا لها. وقالت الوثيقة التأسيسية لها: «ستحترم الجماعة الحكومة المنتخبة ديمقراطيا لجمهورية البوسنة والهرسك طالما كان هناك استقلال دولة البوسنة والهرسك فيما يتعلق بيوغوسلافيا السابقة أو أي دولة أخرى».
وتبين مذكرات بوريساف يوفيتش أنه في 5 ديسمبر 1991 أمر ميلوسيفيتش بإعادة تنظيم قوات جيش يوغوسلافيا الشعبي في البوسنة والهرسك وسحب أفرادها غير البوسنيين في حالة ما إذا كان الاعتراف سيؤدي إلى تصور جيش يوغوسلافيا الشعبي كقوة أجنبية وسيشكل صرب البوسنة نواة جيش صرب البوسنة. وبناء على ذلك وبحلول نهاية الشهر كان 10-15٪ فقط من أفراد جيش يوغوسلافيا الشعبي في البوسنة والهرسك من خارج الجمهورية. لاحظ سيلبر وليتل أن ميلوسيفيتش أمر سرا بنقل جميع جنود جيش يوغوسلافيا الشعبي المولودين في البوسنة إلى البوسنة والهرسك. تشير مذكرات يوفيتش إلى أن ميلوسيفيتش خطط لهجوم على البوسنة في وقت مبكر.
في 9 يناير 1992 أعلن الصرب البوسنيون «جمهورية الشعب الصربي في البوسنة والهرسك» (فيما بعد جمهورية صرب البوسنة) لكنهم لم يعلنوا رسميا الاستقلال. ذكرت لجنة التحكيم في مؤتمر السلام في يوغوسلافيا في الرأي رقم 4 في 11 يناير 1992 بشأن البوسنة والهرسك أنه لا ينبغي الاعتراف باستقلال البوسنة والهرسك لأن البلاد لم تعقد بعد استفتاءا على الاستقلال.
في 25 يناير 1992 بعد ساعة من تأجيل جلسة البرلمان دعا البرلمان إلى استفتاء على الاستقلال في 29 فبراير و 1 مارس. انتهى النقاش بعد انسحاب النواب الصرب بعد أن رفضت أغلبية المندوبين البوسنيين والكروات اقتراحا بوضع سؤال الاستفتاء أمام مجلس المساواة الوطنية الذي لم يتم إنشاؤه بعد. تم تبني مقترح الاستفتاء بالشكل الذي اقترحه النواب المسلمون في غياب أعضاء الحزب الديمقراطي الصربي. كما لاحظ بورغ وشوب «وضع القرار حكومة البوسنة والصرب في مسار تصادم». تسبب الاستفتاء القادم في قلق دولي في فبراير.
ستؤدي الحرب الكرواتية إلى إصدار قرار مجلس الأمن التابع للأمم المتحدة رقم 743 في 21 فبراير 1992 الذي أنشأ قوة الأمم المتحدة للحماية.

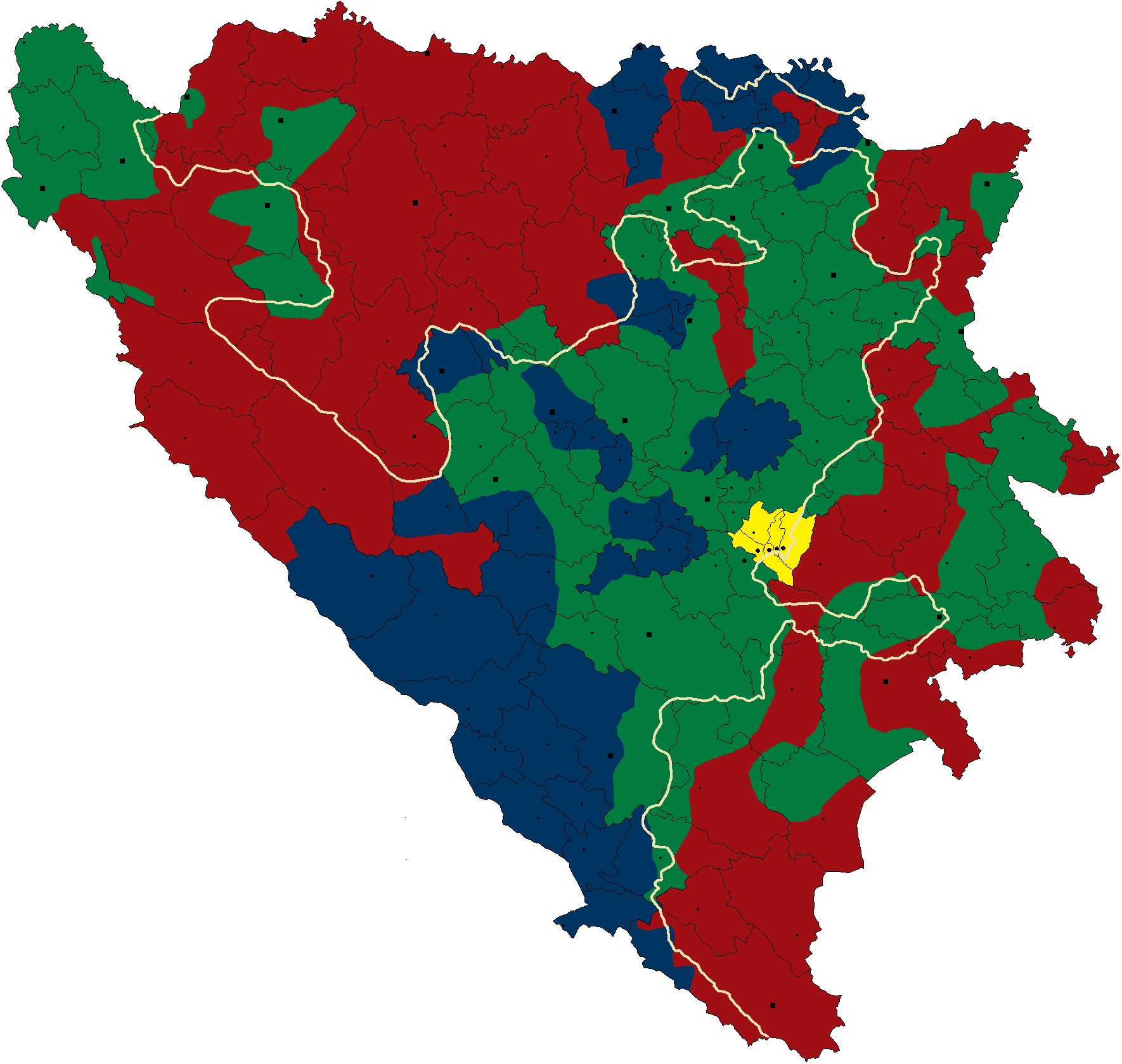
الكانتونات الصربية تظهر باللون الأحمر والكانتونات البوسنية باللون الأخضر والكانتونات الكرواتية باللون الأزرق.

خلال محادثات لشبونة في 21-22 فبراير قدم وسيط المفوضية الأوروبية خوسيه كوتيليرو خطة سلام والتي اقترحت تقسيم دولة البوسنة المستقلة إلى ثلاث وحدات تأسيسية. وقد شجبت القيادة البوسنية الاتفاق في 25 فبراير. في 28 شباط 1992 أعلن دستور جمهورية البوسنة والهرسك أن أراضي تلك الجمهورية تضمنت «أراضي مناطق ومقاطعات الصرب المتمتعة بالحكم الذاتي وغيرها من الكيانات العرقية الصربية في البوسنة والهرسك بما في ذلك المناطق التي ظل فيها الصرب أقلية بسبب الإبادة الجماعية التي ارتكبت ضدها في الحرب العالمية الثانية» وأعلن أنها جزء من يوغوسلافيا.
نصح أعضاء مجلس صرب البوسنة الصرب بمقاطعة الاستفتاءات التي أجريت في 29 فبراير و 1 مارس 1992. وقد تم الإبلاغ عن نسبة المشاركة في الاستفتاءين بنسبة 63.7 ٪ حيث صوت 92.7 ٪ من الناخبين لصالح الاستقلال (مما يعني أن صرب البوسنة الذين شكلوا حوالي 34٪ من السكان قاطعوا الاستفتاء إلى حد كبير). استخدمت القيادة السياسية الصربية الاستفتاءات كذريعة لإقامة حواجز الطرق احتجاجا. أعلن الاستقلال البوسني رسميا في 3 مارس 1992.

### اضطرابات مارس 1992
أثناء الاستفتاء الذي أجري في 1 مارس كانت سراييفو هادئة باستثناء إطلاق النار على حفل زفاف صربي. اعتبر المسلمون أن التلويح بالأعلام الصربية في باششارشيا كان استفزازا متعمدا يوم الاستفتاء والذي كان مدعوما من معظم الكروات البوسنيين والمسلمين ولكن قاطعه معظم صرب البوسنة. قتل نيكولا جاردوفيتش والد العريس وأصيب كاهن صربي أرثوذكسي. وحدد الشهود القاتل باسم رامز ديلاليتش المعروف أيضا باسم «سيلو» وهو رجل عصابات صغير أصبح مجرما وقحا على نحو متزايد منذ سقوط الشيوعية وقيل أيضا أنه عضو في جماعة «القبعات الخضراء» شبه العسكرية البوسنية. وصدرت أوامر اعتقال ضده ومعتدي آخر مشتبه به. شجب الحزب الديمقراطي الصربي القتل وادعى أن عدم القبض عليه كان بسبب حزب العمل الديمقراطي أو تواطؤ الحكومة البوسنية. وذكر متحدث باسم الحزب الديمقراطي الصربي أنالحادثة دليل على أن الصرب في خطر مميت وسيكونون كذلك في البوسنة المستقلة وهو الأمر الذي رفضه سفير خليلوفيتش مؤسس الرابطة الوطنية الذي ذكر أنه لم يكن حفل زفاف بل استفزاز واتهم بأن ضيوف الزفاف هم من نشطاء الحزب الديمقراطي الصربي. ظهرت الحواجز في الصباح الباكر التالي في نقاط عبور رئيسية في جميع أنحاء المدينة وكان يديرها أنصار مسلحون وملثمون.
بعد إعلان استقلال البوسنة والهرسك عن يوغوسلافيا في 3 مارس 1992 اندلع قتال متقطع بين الصرب والقوات الحكومية في جميع أنحاء الإقليم.
في 18 مارس 1992 وقعت الأطراف الثلاثة على اتفاق لشبونة: علي عزت بيغوفيتش عن البشناق ورادوفان كاراديتش عن الصرب وماتي بوبان عن الكروات. ومع ذلك في 28 مارس 1992 سحب عزت بيغوفيتش بعد اجتماعه مع سفير الولايات المتحدة آنذاك في يوغوسلافيا وارن زيمارمان في سراييفو توقيعه وأعلن معارضته لأي نوع من التقسيم العرقي للبوسنة.
في أواخر مارس 1992 كان هناك قتال بين الصرب وقوات الكروات والبشناق مجتمعة في وبالقرب من بوسانسكي برود مما أسفر عن مقتل القرويين الصرب في سييكوفاتش. ارتكبت القوات شبه العسكرية الصربية مذبحة بيليينا ومعظم ضحاياها من البشناق في 1-2 أبريل 1992.

## الفصائل
كانت هناك ثلاث فصائل في حرب البوسنة:
- البوسنيون الموالون لجمهورية البوسنة والهرسك
- الكروات الموالون للجمهورية الكرواتية في البوسنة والهرسك وكرواتيا
- الصرب (أو يوغسلافيا) الموالون لجمهورية صرب البوسنة وجمهورية يوغوسلافيا الاتحادية

دعمت المجموعات العرقية الثلاث في الغالب فصيلها العرقي أو القومي: البشناق والكروات والصرب. كان هناك متطوعون أجانب في كل فصيل.

### البوسنيون

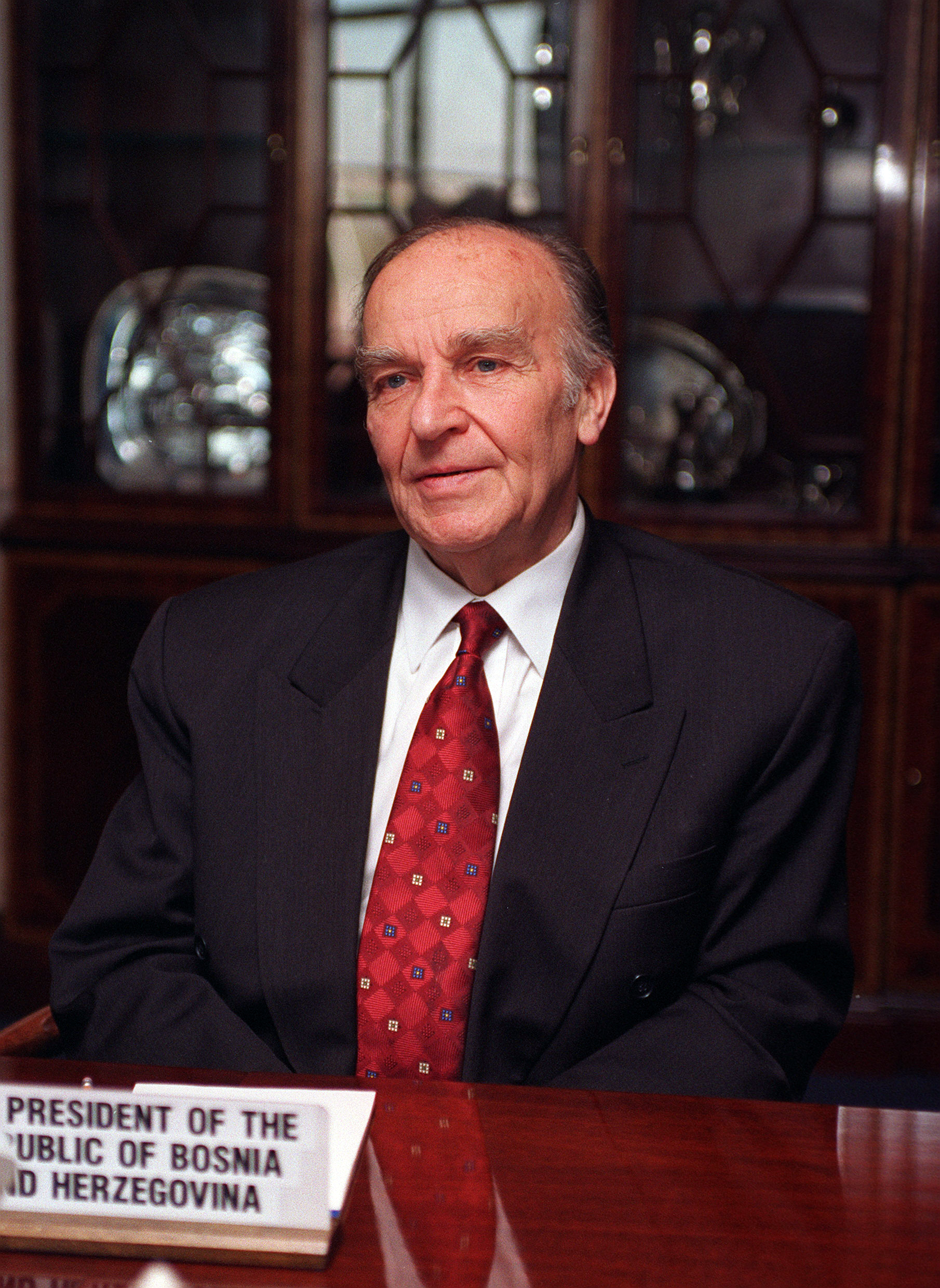
علي عزت بيغوفيتش خلال زيارته للولايات المتحدة عام 1997.

تم تنظيم البشناق بشكل رئيسي في جيش جمهورية البوسنة والهرسك كقوات مسلحة في جمهورية البوسنة والهرسك. تم تقسيم قوات جمهورية البوسنة والهرسك إلى خمسة فيالق. عمل الفيلق الأول في منطقة سراييفو وغورايد في حين تم وضع الفيلق الخامس الأقوى في جيب بوسانسكا كرايينا الغربي الذي تعاون مع وحدات الكروات في بيخاتش وحولها. كانت القوات الحكومية البوسنية سيئة التجهيز وغير مهيأة للحرب.
ادعى سيفير خليلوفيتش رئيس أركان الدفاع الإقليمي البوسني في يونيو 1992 أن قواته كانت تتكون من 70٪ مسلمين و 18٪ كروات و 12٪ صرب. كانت نسبة الجنود الصرب والكروات في الجيش البوسني مرتفعة بشكل خاص في سراييفو وموستار وتوزلا. كان نائب قائد مقر قيادة الجيش البوسني الجنرال يوفان ديفياتش وهو صاحب أعلى رتبة لصربي في الجيش البوسني. الجنرال ستيبان سيبر وهو من العرق الكرواتي كان النائب الثاني للقائد. عين إزيتبغوفيتش أيضا العقيد بلاي كراليفيتش قائد قوات الدفاع الكرواتية في الهرسك ليكون عضوا في مقر قيادة الجيش البوسني قبل سبعة أيام من اغتيال كراليفيتش من أجل تجميع جبهة دفاع متعددة الأعراق مؤيدة للبوسنة. كان هذا التنوع يتقلص على مدار الحرب.
ضغطت الحكومة البوسنية من أجل رفع حظر الأسلحة لكن هذا عارضته المملكة المتحدة وفرنسا وروسيا. كانت اقتراحات الولايات المتحدة لمتابعة هذه السياسة تعرف باسم الرفع والإضراب. أصدر الكونجرس الأمريكي قرارين يطالبان برفع الحصار لكن الرئيس بيل كلينتون اعترض على كليهما خوفا من إحداث خلاف بين الولايات المتحدة والدول المذكورة أعلاه. ومع ذلك استخدمت الولايات المتحدة كلا من وسائل النقل «السوداء» من طراز C-130 والقنوات الخلفية بما في ذلك الجماعات الإسلامية لتهريب الأسلحة إلى القوات البوسنية المسلمة فضلا عن السماح للأسلحة التي زودتها إيران بالمرور عبر كرواتيا إلى البوسنة. ومع ذلك في ضوء معارضة الناتو الواسعة النطاق للمساعي الأمريكية (وربما التركية) لتنسيق «الرحلات الجوية السوداء لتوزلا» أعربت المملكة المتحدة والنرويج عن رفضهما لهذه التدابير وآثارها العكسية على إنفاذ الناتو لحظر الأسلحة.
كما لعبت وكالة الاستخبارات الباكستانية دورا نشطا خلال 1992-1995 وزودت المقاتلين المسلمين سرا بالأسلحة والذخيرة والصواريخ المضادة للدبابات الموجهة لمنحهم فرصة القتال ضد الصرب. تحدت باكستان الحظر الذي فرضته الأمم المتحدة على توريد الأسلحة إلى مسلمي البوسنة وقال الجنرال جافيد ناصر في وقت لاحق أن المخابرات الباكستانية نقلت جوا صواريخ موجهة مضادة للدبابات إلى البوسنة مما أدى في نهاية المطاف إلى تحويل التيار لصالح المسلمين البوسنيين وأُجبر الصرب على رفع الحصار.
في كتابه «أشرطة كلينتون: تاريخ المصارعة مع الرئيس» من عام 2009 أعلن المؤرخ والمؤلف تايلور برانش صديق الرئيس الأمريكي بيل كلينتون علنا أكثر من 70 جلسة مسجلة مع الرئيس خلال فترة رئاسته من 1993 حتى 2001. ووفقا لجلسة مسجلة في 14 أكتوبر 1993 ورد ما يلي:

### الكروات
بدأ الكروات في تنظيم قواتهم العسكرية في أواخر عام 1991. في 8 أبريل 1992 تم إنشاء مجلس الدفاع الكرواتي ليكون «الهيئة العليا للدفاع الكرواتي في البوسنة والهرسك». تم تنظيم مجلس الدفاع الكرواتي في أربع مناطق تشغيلية ومقرها الرئيسي في موستار وتوميسلافغراد وفيتيز وأوراسجي. في فبراير 1993 قدرت هيئة الاركان الرئيسية في مجلس الدفاع الكرواتي قوة مجلس الدفاع الكرواتي عند 34,080 عسكري. تضمنت أسلحتها حوالي 50 دبابة قتال رئيسية بشكل رئيسي T-34 و T-55 و 500 سلاح مدفعي مختلف.
في بداية الحرب ساعدت الحكومة الكرواتية في تسليح كل من القوات الكرواتية والبوسنية. تم إنشاء مراكز لوجستية في زغرب ورييكا لتجنيد جنود في جيش جمهورية البوسنة والهرسك. كان الحرس الوطني الكرواتي الذي أعيد تسميته لاحقا رسميا إلى الجيش الكرواتي متورطا في بوسافينا البوسنية والهرسك وغرب البوسنة ضد القوات الصربية. أثناء النزاع الكرواتي - البوسني قدمت الحكومة الكرواتية أسلحة لمجلس الدفاع الكرواتي ونظمت إرسال وحدات من المتطوعين من أصول البوسنة والهرسك إلى مجلس الدفاع الكرواتي.
قاتلت قوات الدفاع الكرواتية الجناح شبه العسكري لحزب الحقوق الكرواتي ضد القوات الصربية مع مجلس الدفاع الكرواتي وجيش جمهورية البوسنة والهرسك. تم حل قوات الدفاع الكرواتية بعد فترة وجيزة من وفاة قائدهم بلاج كرالييفيتش ودمجها في مجلس الدفاع الكرواتي وجيش جمهورية البوسنة والهرسك.

### الصرب
تم تأسيس جيش جمهورية صرب البوسنة في 12 مايو 1992. وكان مخلصا لجمهورية صرب البوسنة الدولة الصربية المنشقة التي سعت إلى الوحدة مع جمهورية يوغوسلافيا الاتحادية.
قدمت صربيا الدعم اللوجستي والأموال واللوازم إلى جيش جمهورية صرب البوسنة. كان صرب البوسنة يشكلون جزءا كبيرا من فيلق ضباط جيش يوغوسلافيا الشعبي. اعتمد ميلوسيفيتش على صرب البوسنة لكسب الحرب بأنفسهم. كانت معظم سلسلة القيادة والأسلحة والأفراد العسكريين الأعلى رتبة بما في ذلك الجنرال راتكو ملاديتش من جيش يوغوسلافيا الشعبي.

### شبه العسكريون والمتطوعون
عملت وحدات شبه عسكرية مختلفة أثناء حرب البوسنة: «النسور البيضاء» الصربية و «ميليشيا المتطوعين الصرب» والمعروف أيضا باسم «نمور أركان» والرابطة البوسنية و «القبعات الخضراء» و«قوات الدفاع الكرواتية»، إلخ. شارك في القوات شبه العسكرية الصربية والكرواتية متطوعين من صربيا وكرواتيا ودعمتهم أحزاب سياسية قومية في تلك البلدان.
اجتذبت الحرب المقاتلين والمرتزقة الأجانب من مختلف البلدان. جاء المتطوعون للقتال لأسباب متنوعة بما في ذلك الولاءات الدينية أو العرقية وفي بعض الحالات من أجل المال. كقاعدة عامة تلقى البشناق الدعم من الدول الإسلامية والصرب من الدول الأرثوذكسية الشرقية والكروات من الدول الكاثوليكية. إن وجود مقاتلين أجانب موثق جيدا ولكن لم تشكل أي من هذه المجموعات أكثر من 5 في المائة من إجمالي قوة القوى العاملة في الجيوش المعنية.
تلقى الصرب البوسنيون الدعم من المقاتلين المسيحيين السلاف من دول مختلفة في أوروبا الشرقية بمن فيهم متطوعون من دول مسيحية أرثوذكسية أخرى. وشمل ذلك مئات الروس وحوالي 100 يوناني وبعض الأوكرانيين والرومانيين. يقدر البعض ما يصل إلى 1000 متطوع من هذا القبيل. وبحسب ما ورد شارك متطوعون يونانيون من ميليشيا المتطوعين اليونانيين في مذبحة سربرنيتسا حيث تم رفع علم اليونان في سريبرينيتسا عندما سقطت البلدة في أيدي الصرب.
تطوع بعض الأفراد من دول أوروبية أخرى للقتال في الجانب الكرواتي بما في ذلك النازيين الجدد مثل جاكي أركلوف الذي اتهم بارتكاب جرائم حرب عند عودته إلى السويد. بعد ذلك اعترف بأنه ارتكب جرائم حرب ضد مدنيين بوسنيين مسلمين في مخيمي هيليودروم ودريتلي كعضو في القوات الكرواتية.
تلقى البوسنيون الدعم من الجماعات الإسلامية. دعمت باكستان البوسنة أثناء تقديم الدعم الفني والعسكري. أدارت وكالة الاستخبارات الباكستانية برنامجا استخباراتيا عسكريا نشطا خلال حرب البوسنة التي بدأت في عام 1992 واستمرت حتى عام 1995. وقد قام البرنامج الذي أشرف عليه الفريق الباكستاني جاويد ناصر بتوفير اللوجستيات وإمدادات الذخيرة إلى مجموعات مختلفة من المجاهدين البوسنيين خلال الحرب. تم تنظيم فرقة وكالة الاستخبارات الباكستانية البوسنية بمساعدة مالية مقدمة من المملكة العربية السعودية بحسب المؤرخ البريطاني مارك كيرتس.
طبقا لصحيفة واشنطن بوست قدمت السعودية 300 مليون دولار من الأسلحة للقوات الحكومية في البوسنة بمعرفة وتعاون ضمني من الولايات المتحدة وهو ما نفاه مسؤولون أمريكيون. وانضم المقاتلون المسلمون الأجانب أيضا إلى صفوف المسلمين البوسنيين بما في ذلك من جماعة حزب الله اللبنانية والمنظمة العالمية لتنظيم القاعدة.

## مقدمة
خلال الحرب في كرواتيا كانت الأسلحة تتدفق على البوسنة. سلّحت الشرطة الوطنية اليوغوسلافية الصرب البوسنيين وقامت قوات الدفاع الكرواتية بتسليح الكروات الهرسكيين. تم تأسيس القبعات الخضراء المسلمة البوسنية والرابطة الوطنية بالفعل في خريف 1991 ووضعوا خطة دفاعية في فبراير 1992. قُدر عدد المسلحين البوسنيين بنحو 250-3000000 وأن حوالي 10,000 كانوا يقاتلون في كرواتيا. بحلول مارس 1992 تم المطالبة بثلاثة أرباع البلاد من قبل القوميين الصرب والكروات. في 4 أبريل 1992 أمر عزت بيغوفيتش جميع جنود الاحتياط والشرطة في سراييفو بالتعبئة ودعا الحزب الديمقراطي الصربي في البوسنة والهرسك إلى إخلاء صرب المدينة مما يشير إلى «تمزق محدد بين الحكومة البوسنية والصرب». حصلت البوسنة والهرسك على اعتراف دولي في 6 أبريل 1992. الرأي الأكثر شيوعا هو أن الحرب بدأت في ذلك اليوم.

## مسار الحرب

### 1992

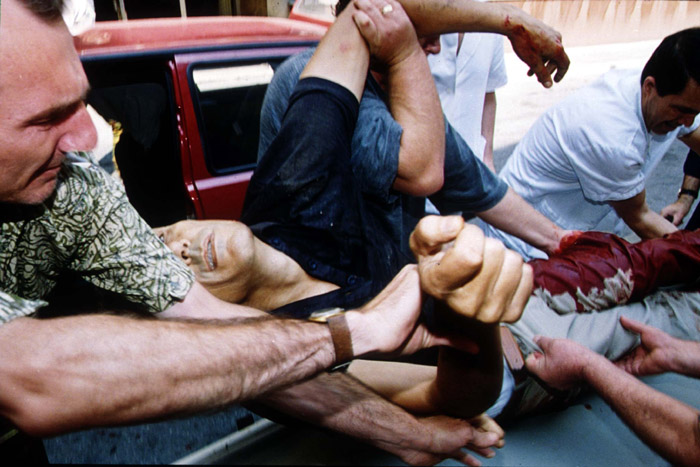
ضحية هجوم بقذائف الهاون تم تسليمها إلى مستشفى سراييفو في عام 1992.

صرح الزعيم السياسي الصربي البوسني رادوفان كاراديتش بأن «هدفنا هو صربيا الكبرى وإذا لم يكن الأمر كذلك فإن هدفنا هو يوغوسلافيا الاتحادية». تصاعدت الحرب في البوسنة في أبريل. في 3 أبريل بدأت معركة كوبريس بين جيش يوغوسلافيا الشعبي وقوة مجلس الدفاع الكرواتي وانتهت بانتصار جيش يوغوسلافيا الشعبي. في 6 أبريل بدأت القوات الصربية في قصف سراييفو وفي اليومين التاليين عبرت درينا من صربيا الوسطى وحاصرت مدن زفورنيك وفيسغراد وفوتشا ذات الأغلبية المسلمة. كانت البوسنة كلها غارقة في الحرب بحلول منتصف أبريل. في 23 أبريل قام جيش يوغوسلافيا الشعبي بإجلاء أفراده بطائرة هليكوبتر من تشابليينا التي كانت محاصرة منذ 4 مارس. كانت هناك بعض الجهود لوقف العنف. في 27 أبريل أمرت الحكومة البوسنية بوضع جيش يوغوسلافيا الشعبي تحت السيطرة المدنية أو طرده وتبعتها سلسلة من النزاعات في أوائل مايو بين الطرفين. استولى الصرب على برييدور في 30 أبريل. في 2 مايو ردت ميليشيا القبعات الخضراء وأعضاء العصابات المحلية على هجوم صربي غير منظم يهدف إلى قطع سراييفو إلى قسمين. في 3 مايو تم اختطاف عزت بيغوفيتش في مطار سراييفو على أيدي ضباط الجيش الوطني اليوغوسلافي واستخدم للحصول على ممر آمن لقوات جيش يوغوسلافيا الشعبي من وسط مدينة سراييفو. ومع ذلك فقد هاجمت القوات البوسنية قافلة جيش يوغوسلافيا الشعبي المغادرة والتي أصابت جميع الأطراف. تم التوقيع على وقف لإطلاق النار واتفاق على إخلاء جيش يوغوسلافيا الشعبي في 18 مايو وفي 20 مايو أعلنت الرئاسة البوسنية أن جيش يوغوسلافيا الشعبي قوة احتلال.
تم تأسيس جيش جمهورية صرب البوسنة حديثا ووضعه تحت قيادة الجنرال راتكو ملاديتش في مرحلة جديدة من الحرب. ونسب إطلاق القذائف على سراييفو في 24 و 26 و 28 و 29 مايو إلى ملاديتش الأمين العام للأمم المتحدة بطرس بطرس غالي. أدت الخسائر في صفوف المدنيين من قصف المدينة في 27 مايو إلى تدخل غربي في شكل عقوبات فرضت في 30 مايو من خلال قرار مجلس الأمن التابع للأمم المتحدة رقم 757. في نفس اليوم هاجمت القوات البوسنية ثكنات جيش يوغوسلافيا الشعبي في المدينة وأعقبها قصف عنيف. في 5 و 6 يونيو غادر آخر أفراد جيش يوغوسلافيا الشعبي المدينة خلال قتال عنيف في الشوارع. تم وقف إطلاق النار في 20 يونيو الذي تم تنفيذه من أجل استيلاء الأمم المتحدة على مطار سراييفو للرحلات الجوية الإنسانية حيث تقاتل الجانبان للسيطرة على المنطقة الواقعة بين المدينة والمطار. أدت أزمة المطار إلى إنذار بطرس غالي في 26 يونيو بأن الصرب يوقفون الهجمات على المدينة ويسمحون للأمم المتحدة بالسيطرة على المطار ووضع أسلحتهم الثقيلة تحت إشراف الأمم المتحدة. في غضون ذلك أفادت وسائل الإعلام أن بوش فكر في استخدام القوة في البوسنة. كان الرأي العام العالمي «حاسماً ودائماً ضد الصرب» بعد تقارير إعلامية عن القنص والقصف في سراييفو.

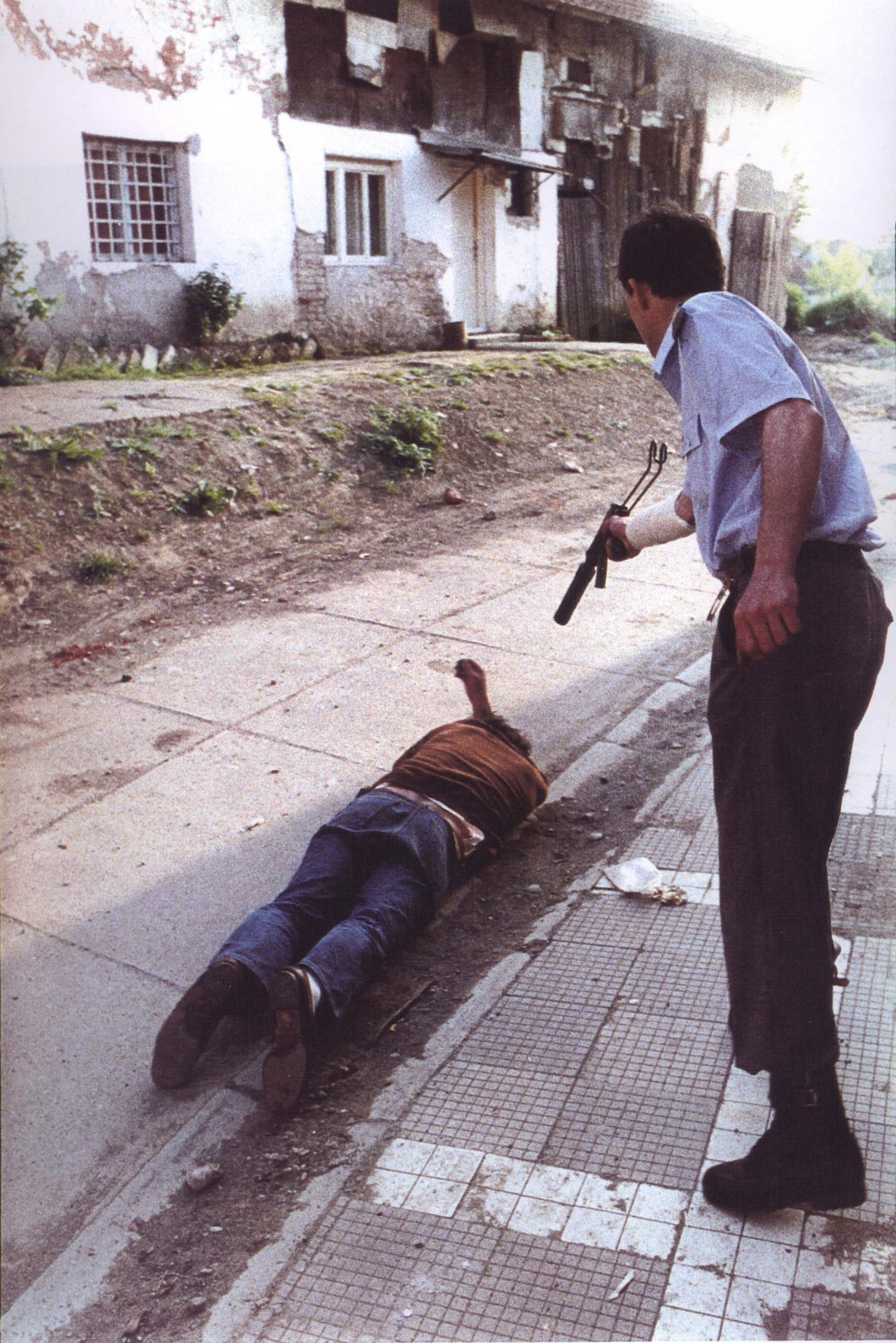
غوران جيليزيتش يطلق النار على ضحية مسلم بوسني في برتشكو عام 1992.

خارج سراييفو تباينت نجاحات المقاتلين بشكل كبير في عام 1992. استولى الصرب على مدن ذات أغلبية مسلمة على طول نهري درينا وسافا وطردوا سكانها المسلمين في غضون أشهر. هجوم مشترك بوسني كرواتي في مايو بعد الاستفادة من الارتباك بعد انسحاب جيش يوغوسلافيا الشعبي عكس التقدم الصربي في بوسافينا ووسط البوسنة. استمر الهجوم جنوبا محاصرا دوبوي وبالتالي قطع القوات الصربية في بوسانسكا كرايينا من سمبيريا وصربيا. في منتصف مايو استعادت القوات البوسنية سربرنيتشا تحت قيادة ناصر أوريتش. عانت القوات الصربية من هزيمة باهظة الثمن في شرق البوسنة في مايو عندما كشفت المصادر الصربية أن قوة أفدو باليتش تعرضت لكمين بالقرب من سريبرينيتشا مما أسفر عن مقتل 400 شخص. من مايو إلى أغسطس حاصر جيش جمهورية صرب البوسنة غورازده حتى تم طردهم من قبل جيش جمهورية البوسنة والهرسك. في أبريل 1992 دخل مجلس الدفاع الكرواتي مدينة أورايسجي ووفقا للمصادر الكرواتية بدأ حملة مضايقة جماعية ضد المدنيين الصرب المحليين بما في ذلك التعذيب والاغتصاب والقتل.
في 15 مايو 1992 نُصب كمين لقافلة جيش يوغوسلافيا الشعبي في توزلا. تلقى اللواء 92 التابع لجيش يوغوسلافيا الشعبي (المتمركز في ثكنات «هوسنسكا بونا» في توزلا) أوامر بمغادرة مدينة توزلا والبوسنة والهرسك ودخول صربيا. تم الاتفاق مع الحكومة البوسنية على السماح لوحدات جيش يوغوسلافيا الشعبي حتى 19 مايو بمغادرة البوسنة بسلام. على الرغم من الاتفاق تعرضت القافلة للهجوم في منطقة توزلا في برانسكا مالطا بالبنادق وقاذفات الصواريخ. كما تم وضع الألغام على طول طريقها. قُتل 52 جنديا من جيش يوغوسلافيا الشعبي وأصيب أكثر من 40 معظمهم من الصرب.
تم قبول جمهورية البوسنة والهرسك كدولة عضو في الأمم المتحدة في 22 مايو 1992.

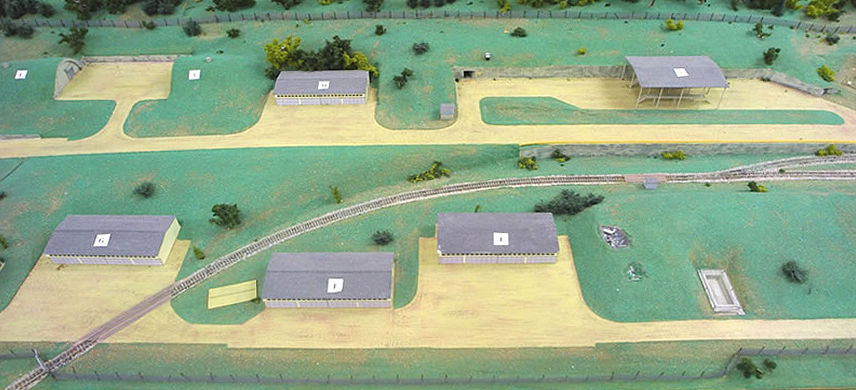
نموذج لمعسكر تشيليبيتشي بالقرب من كونييتش قدم كدليل في محاكمة ميوتشيتش.

من مايو إلى ديسمبر 1992 قامت وزارة الداخلية البوسنية ومجلس الدفاع الكرواتي ولاحقا قوات الدفاع الإقليمية البوسنية بإدارة معسكر سجن تشيليبيتشي. وقد استُخدم لاحتجاز 700 أسير حرب من صرب البوسنة والهرسك ألقي القبض عليهم خلال عمليات عسكرية كان الغرض منها إلغاء الطرق المؤدية إلى سراييفو وموستار في مايو 1992 والتي كانت القوات الصربية قد أغلقتها في وقت سابق. توفي 13 سجينا من أصل 700 سجين. وتعرض المعتقلون في المخيم للتعذيب والاعتداء الجنسي والضرب والمعاملة القاسية واللاإنسانية. تم إطلاق النار على بعض السجناء وقتلهم أو ضربهم حتى الموت.
في 6 مايو 1992 التقى ماتي بوبان مع رادوفان كاراديتش في غراتس في النمسا حيث توصلوا إلى اتفاق لوقف إطلاق النار وناقشوا تفاصيل ترسيم الحدود بين الوحدة الإقليمية الكرواتية والصربية في البوسنة والهرسك. ومع ذلك تم كسر وقف إطلاق النار في اليوم التالي عندما شنت قوات جيش يوغوسلافيا الشعبي وقوات صرب البوسنة هجوما على المواقع التي يسيطر عليها الكروات في موستار.
وبحلول يونيو 1992 بلغ عدد اللاجئين والنازحين 2.6 مليون شخص. بحلول سبتمبر 1992 قبلت كرواتيا 335,985 لاجئا من البوسنة والهرسك معظمهم من المدنيين البوسنيين (باستثناء الرجال في سن التجنيد). أدى العدد الكبير من اللاجئين إلى إجهاد الاقتصاد والبنية التحتية الكرواتية بشكل كبير. حاول سفير الولايات المتحدة اللاحق في كرواتيا بيتر قالبرايث وضع عدد اللاجئين المسلمين في كرواتيا في منظور مناسب في مقابلة في 8 نوفمبر 1993. وقال إن الوضع سيكون مساويا للولايات المتحدة التي تستقبل 30.000.000 لاجئ. وقد تجاوز عدد اللاجئين البوسنيين في كرواتيا في ذلك الوقت فقط عدد المشردين داخليا داخل البوسنة والهرسك نفسها حيث بلغ 588,000 شخص. استقبلت صربيا 252,130 لاجئا من البوسنة بينما استقبلت جمهوريات يوغسلافية سابقة أخرى 148,657 شخصا.

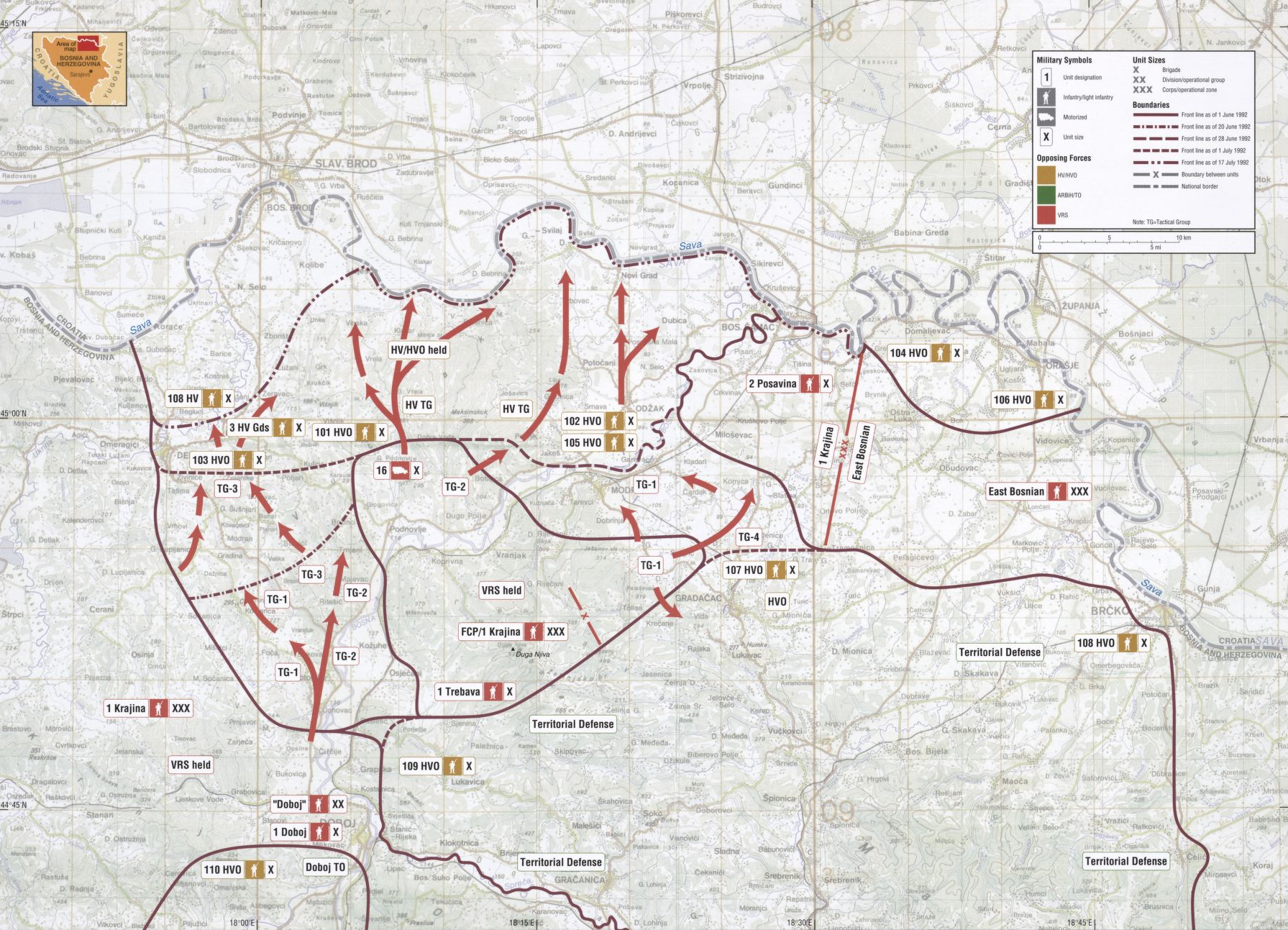
خريطة عملية الممر 92 التي كانت بين جيش جمهورية صرب البوسنة ومجلس الدفاع الكرواتي.

في يونيو 1992 بدأ الصرب البوسنيون عملية الممر في شمال البوسنة ضد قوات مجلس الدفاع الكرواتي لتأمين طريق مفتوح بين بلغراد وبانيا لوكا وكنين. تم الإبلاغ عن وفاة 12 طفلا حديث الولادة في مستشفى بانيا لوكا بسبب نقص الأوكسجين المعبأ في الحاضنات كسبب مباشر للعمل ولكن تم التحقق من صحة هذه الوفيات منذ ذلك الحين. ادعى بوريساف يوفيتش وهو مسؤول صربي رفيع المستوى معاصر وعضو في الرئاسة اليوغوسلافية أن التقرير كان مجرد دعاية في زمن الحرب مشيرا إلى أن بانيا لوكا كان لديها مصنعان لإنتاج الأكسجين المعبأ في زجاجات في جوارها المباشر وكان عمليا يعتمد على الذات في هذا الصدد. بدأت عملية الممر في 14 يونيو 1992 عندما بدأ اللواء 16 من جيش جمهورية صرب البوسنة من كرايينا بمساعدة من دبابات جيش جمهورية صرب البوسنة من دوبوي الهجوم بالقرب من درفنتا. استولى جيش جمهورية صرب البوسنة على مودريكشا في 28 يونيو ودرفنتا في 4-5 يوليو وأوراسيي في 12 يوليو. تم نقل قوات مجلس الدفاع الكرواتي إلى مواقع معزولة حول بوسانسكي برود وأوراسيي والتي استمرت خلال شهري أغسطس وسبتمبر. تمكن جيش جمهورية صرب البوسنة من اختراق خطوطهم في أوائل أكتوبر واحتلال بوسانسكي برود. انسحبت معظم القوات الكرواتية المتبقية شمالا إلى كرواتيا. استمر مجلس الدفاع الكرواتي في الاحتفاظ بجيب أوراسيي وتمكنوا من صد هجوم جيش جمهورية صرب البوسنة في نوفمبر.
في 21 يونيو 1992 دخلت القوات البوسنية قرية راتكوفيتش الصربية البوسنية بالقرب من سربرنيتسا وقتلت 24 مدنيا صربيا.
وفي يونيو 1992 مددت قوة الأمم المتحدة للحماية المنتشرة أصلا في كرواتيا ولايتها إلى البوسنة والهرسك في البداية لحماية مطار سراييفو الدولي. في سبتمبر تم توسيع دور قوة الحماية لحماية المساعدة الإنسانية والمساعدة في إيصال الإغاثة في البوسنة والهرسك بأكملها وكذلك للمساعدة في حماية اللاجئين المدنيين عندما تطلب اللجنة الدولية للصليب الأحمر ذلك.
في 4 أغسطس 1992 حاول لواء الفارس الرابع من جيش جمهورية البوسنة والهرسك اختراق الدائرة المحيطة بسراييفو واندلعت معركة شرسة بين جيش جمهورية البوسنة والهرسك وجيش جمهورية صرب البوسنة في وحول مصنع فاموس المتضرر في ضاحية هراسنيتشا. صد جيش جمهورية صرب البوسنة الهجوم لكنه فشل في أخذ هراسنيتشا في هجوم مضاد حاسم.
في 12 أغسطس 1992 تم تغيير اسم جمهورية البوسنة والهرسك الصربية إلى جمهورية صرب البوسنة. بحلول نوفمبر 1992 كانت 1000 كيلومتر مربع (400 ميل مربع) من شرق البوسنة تحت سيطرة المسلمين.

#### العلاقات الكرواتية - البوسنية في أواخر عام 1992
غالبا لم يكن التحالف الكرواتي - البوسني الذي تم تشكيله في بداية الحرب متناغما. تسبب وجود قائدين متوازيين في مشاكل في تنسيق الجيشين ضد جيش صرب البوسنة. فشلت محاولة إنشاء مقر عسكري مشترك بين قوة الدفاع الإقليمية لجمهورية البوسنة والهرسك ومجلس الدفاع الكرواتي في منتصف أبريل. في 21 يوليو 1992 تم التوقيع على اتفاقية الصداقة والتعاون من قبل تودمان وعزت بيغوفيتش وإنشاء تعاون عسكري بين الجيشين. في جلسة عقدت في 6 أغسطس قبلت الرئاسة البوسنية مجلس الدفاع الكرواتي كجزء لا يتجزأ من القوات المسلحة البوسنية.
على الرغم من هذه المحاولات ازدادت التوترات بشكل مطرد خلال النصف الثاني من عام 1992. وقع نزاع مسلح في بوسوفاتشا في أوائل مايو ونزاع آخر في 13 يونيو. في 19 يونيو اندلع صراع بين وحدات قوة الدفاع الإقليمية لجمهورية البوسنة والهرسك من جانب ووحدات مجلس الدفاع الكرواتي وقوات الدفاع الكرواتية على الجانب الآخر في نوفي ترافنيك. كما سُجلت حوادث في كونييتش في يوليو وفي كيسيلاك ومستوطنة ستوب الكرواتية في سراييفو خلال أغسطس. في 14 سبتمبر أعلنت المحكمة الدستورية للبوسنة والهرسك أن إعلان الهرسك - البوسنة غير دستوري.
في 18 أكتوبر تصاعد الخلاف حول محطة وقود بالقرب من نوفي ترافنيك بين الجيشين إلى نزاع مسلح في وسط المدينة. تفاقم الوضع بعد مقتل قائد مجلس الدفاع الكرواتي إيفيكا ستوياك بالقرب من ترافنيك في 20 أكتوبر. في نفس اليوم تصاعد القتال على حاجز طريق جيش جمهورية البوسنة والهرسك على الطريق الرئيسي عبر وادي لاشفا. انتشرت الاشتباكات العفوية في جميع أنحاء المنطقة وأسفرت عن ما يقرب من 50 ضحية حتى تم التفاوض على وقف إطلاق النار من قبل قوة الحماية في 21 أكتوبر. في 23 أكتوبر بدأت معركة كبيرة بين جيش جمهورية البوسنة والهرسك ومجلس الدفاع الكرواتي في بلدة بروزور في شمال الهرسك وأسفرت عن انتصار مجلس الدفاع الكرواتي.
في 29 أكتوبر استولى جيش صرب البوسنة على يايتش. تم الدفاع عن البلدة من قبل كل من مجلس الدفاع الكرواتي وجيش جمهورية البوسنة والهرسك لكن نقص التعاون بالإضافة إلى ميزة في حجم القوات وقوة النيران لجيش صرب البوسنة أدت إلى سقوط البلدة. فر اللاجئون الكروات من يايتش إلى الهرسك وكرواتيا بينما استقر حوالي 20000 لاجئ بوسني في ترافنيك ونوفي ترافنيك وفيتيز وبوسوفوفا وقرى بالقرب من زينيتسا. على الرغم من مواجهات أكتوبر ومع اتهام كل طرف للطرف الآخر بسقوط يايتش لم تكن هناك اشتباكات واسعة النطاق ولا يزال التحالف العسكري العام ساريا. التقى تودمان وعزت بيغوفيتش في زغرب في 1 نوفمبر 1992 واتفقا على إنشاء قيادة مشتركة بين مجلس الدفاع الكرواتي وجيش جمهورية البوسنة والهرسك.

### 1993

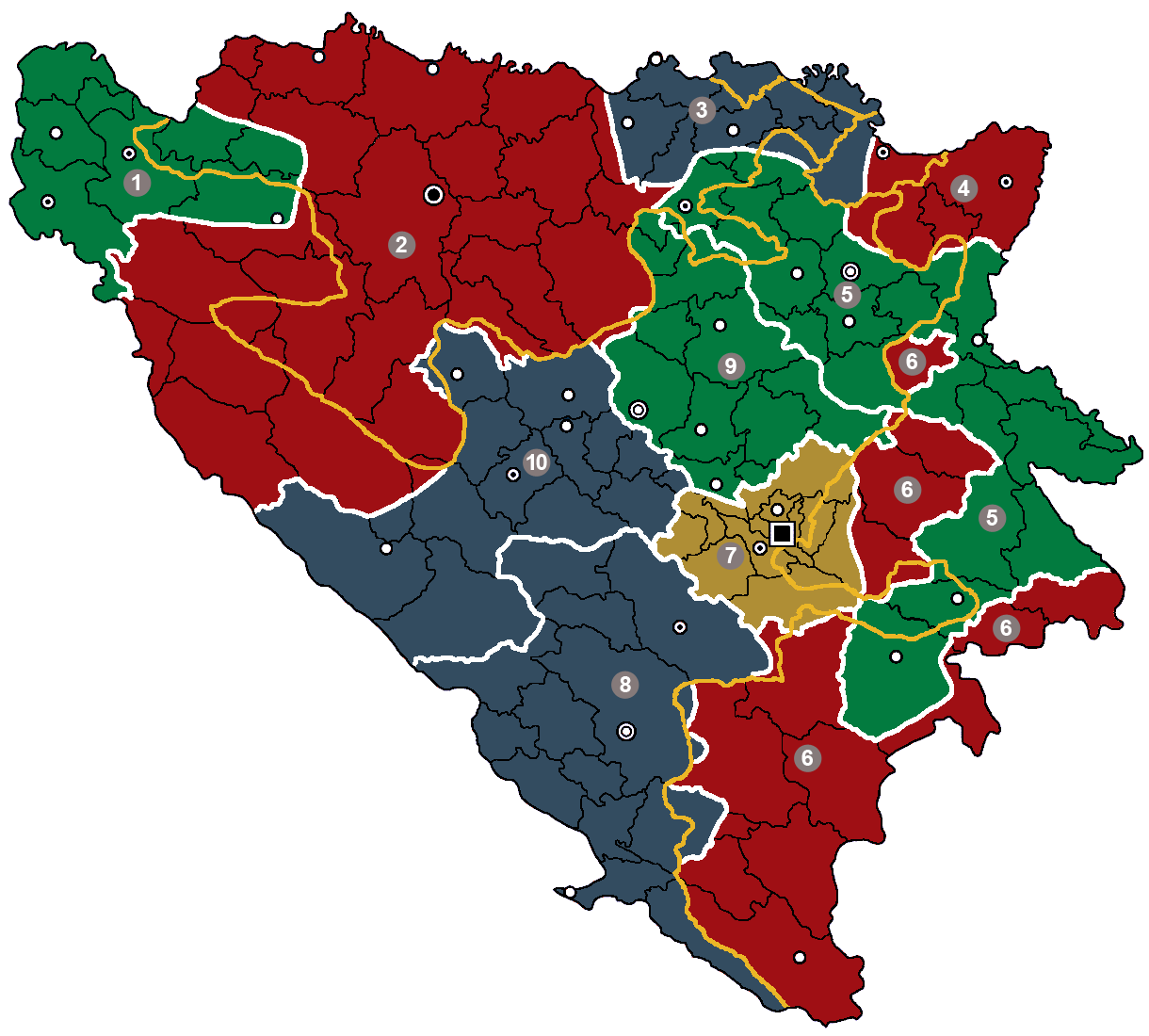
النسخة الأولى من خطة فانس أوين التي كانت ستنشئ 10 مقاطعات
محافظة البشناق
محافظة كروات البوسنة والهرسك
محافظة صرب البوسنة والهرسك
منطقة سراييفو
الحدود الإدارية الحالية

في 7 يناير 1993 يوم عيد الميلاد الأرثوذكسي هاجمت وحدة العمليات الثامنة سريبرينيتشا وهي وحدة تابعة لجيش جمهورية البوسنة والهرسك بقيادة ناصر أوريتش قرية كرافيكا بالقرب من براتوناك. قتل في الهجوم 46 صربيا: 35 جنديا و 11 مدنيا. كان الهجوم في العطلة مقصودا لأن الصرب لم يكونوا مستعدين. استخدمت القوات البوسنية منطقة سريبرينيتشا الآمنة (حيث لم يُسمح لأي عسكري) بشن هجمات على القرى الصربية بما في ذلك كرافيكا ثم فروا مرة أخرى إلى المنطقة الآمنة قبل أن يتمكن جيش جمهورية صرب البوسنة من القبض عليهم. توفي 119 مدنيا صربيا و 424 جنديا صربيا في براتوناك أثناء الحرب. وادعت جمهورية صرب البوسنة أن قوات جيش جمهورية البوسنة والهرسك أحرقت منازل الصرب وذبحت المدنيين. ومع ذلك لا يمكن التحقق من ذلك بشكل مستقل خلال محاكمات المحكمة الجنائية الدولية ليوغوسلافيا السابقة التي خلصت إلى أن العديد من المنازل قد دمرت بالفعل في السابق وأن حصار سربرينيتسا تسبب في الجوع مما اضطر البشناق إلى مهاجمة القرى الصربية المجاورة للحصول على الغذاء والأسلحة من أجل البقاء. في عام 2006 أدانت المحكمة الجنائية الدولية ليوغوسلافيا السابقة أوريتش بتهمة عدم منع قتل الصرب ولكن تمت تبرئته فيما بعد من جميع التهم عند الاستئناف.
في 16 يناير 1993 هاجم جنود جيش جمهورية البوسنة والهرسك قرية لصرب البوسنة سكيلاني بالقرب من سربرنيتسا. قُتل 69 شخصا وجُرح 185. وكان من بين الضحايا 6 أطفال.
في 8 يناير 1993 قتل الصرب نائب رئيس وزراء البوسنة والهرسك هاكييا تورايليتش بعد إيقاف قافلة الأمم المتحدة التي أخذته من المطار.
تم اقتراح عدد من خطط السلام من قبل الأمم المتحدة والولايات المتحدة والجماعة الأوروبية ولكن لم يكن لها تأثير يذكر على الحرب. وشملت هذه خطة فانس أوين للسلام التي تم الكشف عنها في يناير 1993. قدم الخطة المبعوث الخاص للأمم المتحدة سايرس فانس وممثل المفوضية الأوروبية ديفيد أوين. تصورت البوسنة والهرسك كدولة لامركزية مع عشر مقاطعات ذاتية الحكم.
في 22 فبراير 1993 أصدر مجلس الأمن التابع للأمم المتحدة القرار 808 الذي قرر «إنشاء محكمة دولية لمحاكمة الأشخاص المسؤولين عن الانتهاكات الجسيمة للقانون الإنساني الدولي». في 15-16 مايو تم رفض خطة فانس أوين للسلام في استفتاء. واعتبر البعض خطة السلام أحد العوامل المؤدية إلى تصاعد النزاع الكرواتي - البوسني في وسط البوسنة.
في 25 مايو 1993 تم إنشاء المحكمة الجنائية الدولية ليوغوسلافيا السابقة رسميا بموجب القرار 827 لمجلس الأمن التابع للأمم المتحدة. في 31 مارس 1993 أصدر مجلس الأمن التابع للأمم المتحدة القرار 816 داعيا الدول الأعضاء إلى فرض منطقة حظر طيران فوق البوسنة والهرسك. في 12 أبريل 1993 بدأ الناتو عملية حظر الطيران لفرض منطقة حظر الطيران هذه.

#### وسط البوسنة
تميزت بداية أبريل بسلسلة من الحوادث الطفيفة في وسط البوسنة بين المدنيين والجنود البوسنيين والكروات بما في ذلك الاعتداءات والقتل والمواجهات المسلحة. كانت أخطر الحوادث اختطاف أربعة من أعضاء مجلس الدفاع الكرواتي خارج نوفي ترافنيك وقائد مجلس الدفاع الكرواتي كويفكو توتيتش بالقرب من زينيتشا من قبل المجاهدين. ونفى ممثلو جيش جمهورية البوسنة والهرسك أي تورط في هذه الحوادث وتم تشكيل لجنة جيش جمهورية البوسنة والهرسك-مجلس الدفاع الكرواتي المشتركة للتحقيق فيها. وفيما بعد تم تبادل أفراد مجلس الدفاع الكرواتي مع أسرى الحرب الذين اعتقلتهم مجلس الدفاع الكرواتي. وتصاعدت حوادث أبريل إلى صراع مسلح في 15 أبريل في منطقة فيتيز وبوسوفاتشا وكيسيلياك وزينيتشا. انتصر جيش جمهورية البوسنة والهرسك المتفوق عدديا على مجلس الدفاع الكرواتي في بلدية زينيتشا بسرعة وتلاها نزوح كبير للمدنيين الكروات.
في بلدية بوسوفاتشا حصل جيش جمهورية البوسنة والهرسك على بعض الأراضي وأوقع خسائر فادحة في مجلس الدفاع الكرواتي لكن مجلس الدفاع الكرواتي احتفظ ببلدة بوسوفاتشا وتقاطع كاونيك بين بوسوفاتشا وفيتيز. فشل جيش جمهورية البوسنة والهرسك في قطع جيب مجلس الدفاع الكرواتي الذي يحتفظ به كيسيلياك إلى عدة أجزاء أصغر وعزل بلدة فوينيتشا من كيسيلياك. تم اعتقال العديد من المدنيين البوسنيين أو أجبروا على مغادرة كيسيلياك.
في منطقة فيتيز استخدم بلاشكيتش قواته المحدودة لتنفيذ هجمات مدمرة على جيش جمهورية البوسنة والهرسك وبالتالي منع جيش جمهورية البوسنة والهرسك من قطع طريق ترافنيك-بوسوفاتشا والاستيلاء على مصنع المتفجرات في فيتيز. في 16 أبريل شن مجلس الدفاع الكرواتي هجوما مدمرا على قرية أحميتشي شرق فيتيز. بعد أن خرقت الوحدات المهاجمة خطوط جيش جمهورية البوسنة والهرسك ودخلت القرية انتقلت مجموعات من وحدات مجلس الدفاع الكرواتي غير النظامية من منزل إلى منزل وأحرقوهم وقتلوا المدنيين. أسفرت المجزرة التي وقعت في أهميتشي عن مقتل أكثر من 100 مدني بوسني. وفي مكان آخر بالمنطقة قام مجلس الدفاع الكرواتي بحجب قوات جيش جمهورية البوسنة والهرسك في حي ستاري فيتيز في فيتيز ومنع تقدم جيش جمهورية البوسنة والهرسك في جنوب المدينة.
في 24 أبريل هاجمت قوات المجاهدين قرية ميليتشي شمال شرق ترافنيك وقتلت أربعة مدنيين كروات. تم نقل بقية المدنيين الذين تم أسرهم إلى معسكر بوليانيتش. ومع ذلك لم يمتد الصراع إلى ترافنيك ونوفي ترافنيك على الرغم من أن كل من مجلس الدفاع الكرواتي وجيش جمهورية البوسنة والهرسك جلبوا تعزيزات في هذه المنطقة. في 25 أبريل وقع عزت بيغوفيتش وبوبان على اتفاق لوقف إطلاق النار. التقى رئيس أركان جيش جمهورية البوسنة والهرسك سيفير خليلوفيتش ورئيس أركان مجلس الدفاع الكرواتي ميليفوي بيتكوفيتش أسبوعيا لحل القضايا الجارية وتنفيذ وقف إطلاق النار. ومع ذلك لم يتم احترام الهدنة على الأرض وكانت قوات مجلس الدفاع الكرواتي وجيش جمهورية البوسنة والهرسك لا تزال تعمل في منطقة بوسوفاتشا حتى 30 أبريل.

#### الهرسك

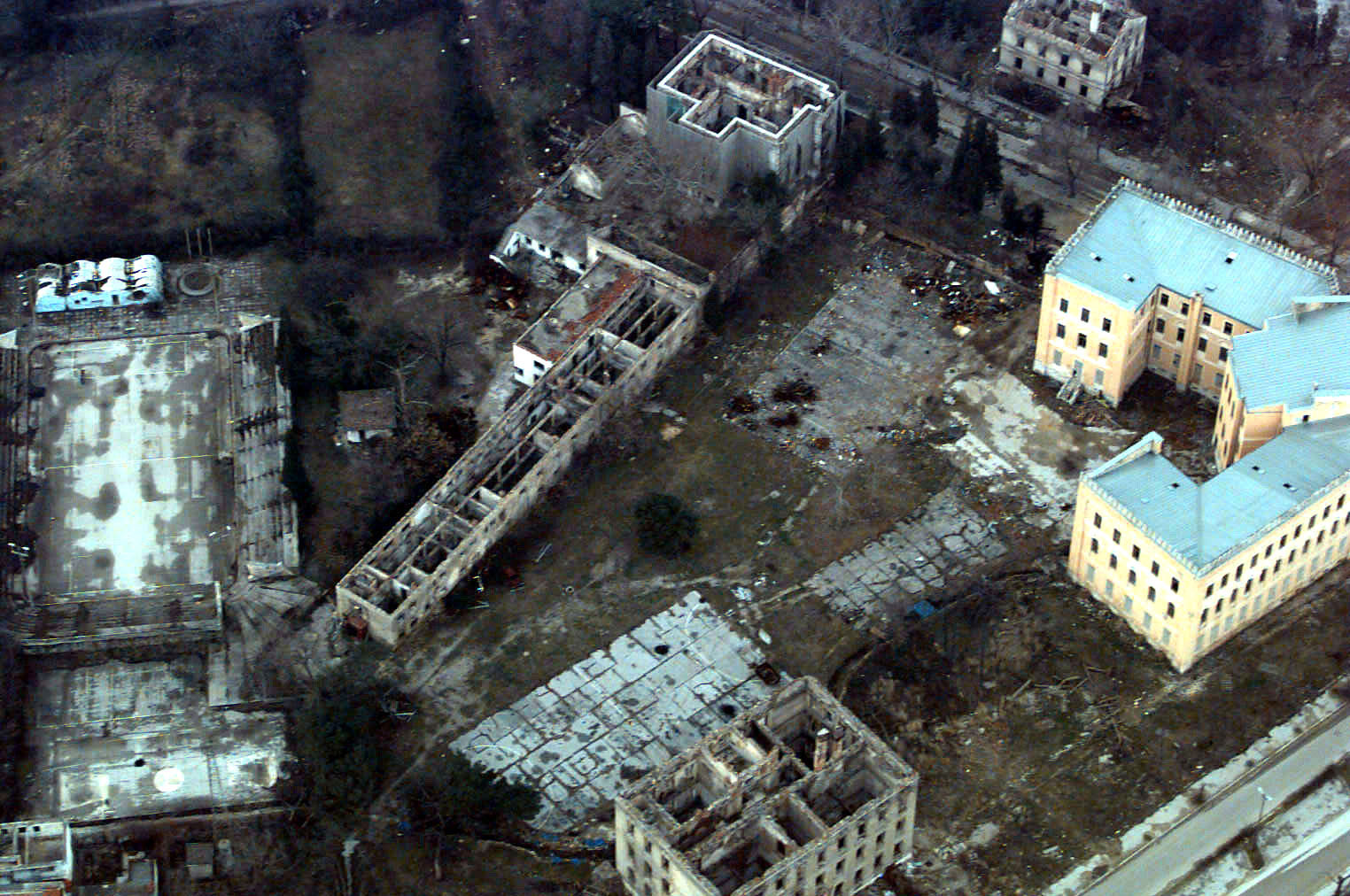
صورة جوية للمباني المدمرة في موستار.

امتدت الحرب الكرواتية البوسنية من وسط البوسنة إلى شمال الهرسك في 14 أبريل بهجوم جيش جمهورية البوسنة والهرسك على قرية تحت سيطرة مجلس الدفاع الكرواتي خارج كونييتش. رد مجلس الدفاع الكرواتي بالاستيلاء على ثلاث قرى شمال شرق يابلانيتشا. في 16 أبريل قُتل 15 مدنيا كرواتيا و 7 أسرى حرب على يد جيش جمهورية البوسنة والهرسك في قرية تروسينا شمال يابلانيتشا. استمرت معارك كونييتش ويابلانيتشا حتى مايو مع سيطرة جيش جمهورية البوسنة والهرسك بشكل كامل على كل من المدن والقرى الصغيرة المجاورة.
بحلول منتصف أبريل أصبحت موستار مدينة مقسمة حيث الجزء الغربي ذو الغالبية الكرواتية يسيطر عليه مجلس الدفاع الكرواتي والجزء الشرقي الأكبر ذو الغالبية من البشناق يهيمن عليه جيش جمهورية البوسنة والهرسك. بدأت معركة موستار في 9 مايو عندما تعرض الجزءان الشرقي والغربي من المدينة لقصف مدفعي. تبع ذلك معارك شرسة في الشوارع على الرغم من وقف إطلاق النار الموقع في 13 مايو من قبل ميليفوي بيتكوفيتش وسيفر خليلوفيتش استمرت حتى 21 مايو. أنشأ مجلس الدفاع الكرواتي معسكرات سجون في دريتيلي بالقرب من تشابليينا وهيليودروم بينما شكل جيش جمهورية البوسنة والهرسك معسكرات سجون في بوتوسي وفي مدرسة في شرق موستار. تم تجديد المعركة في 30 يونيو. قام جيش جمهورية البوسنة والهرسك بتأمين الطرق الشمالية إلى موستار والجزء الشرقي من المدينة لكن تقدمهم إلى الجنوب صده مجلس الدفاع الكرواتي.

#### هجمات يونيو - يوليو

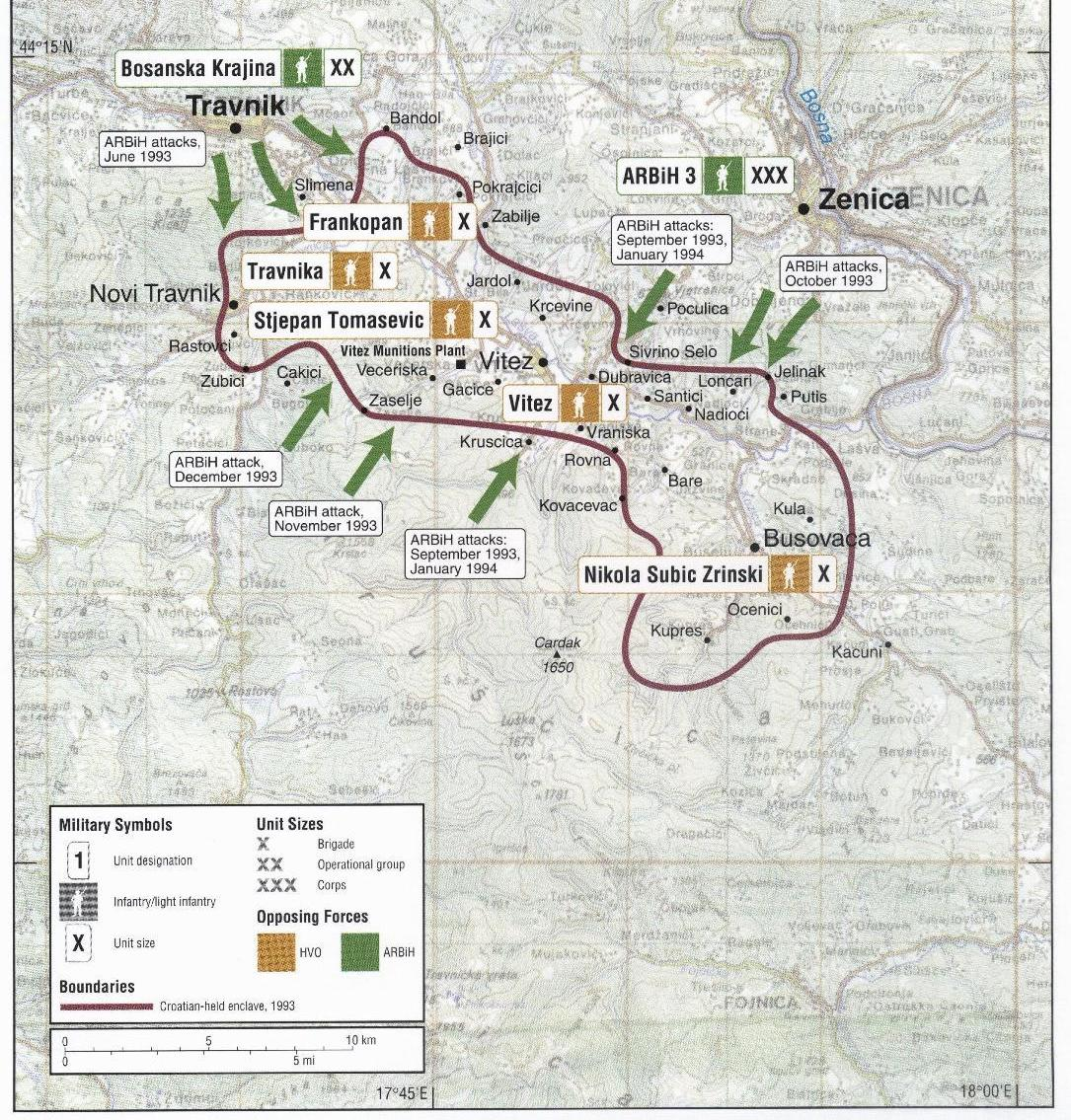
الخطوط الأمامية في وادي لاشفا في عام 1993 بين جيش جمهورية البوسنة والهرسك و مجلس الدفاع الكرواتي بما في ذلك نوفي ترافنيك وفيتيز وبوسوفاتشا.

في الأسبوع الأول من شهر يونيو هاجم جيش جمهورية البوسنة والهرسك مقر مجلس الدفاع الكرواتي في بلدة ترافنيك ووحدات مجلس الدفاع الكرواتي المتمركزة على الخطوط الأمامية ضد جيش جمهورية صرب البوسنة. بعد ثلاثة أيام من القتال في الشوارع هُزمت قوات مجلس الدفاع الكرواتي التي يفوق عددها مع فرار الآلاف من المدنيين والجنود الكروات إلى المناطق التي يسيطر عليها الصرب حيث تم قطعهم عن مواقع مجلس الدفاع الكرواتي. استمر هجوم جيش جمهورية البوسنة والهرسك شرق ترافنيك لتأمين الطريق إلى زينيتشا والذي تم تحقيقه بحلول 14 يونيو. في 8 يونيو قُتل 24 مدنيا وكرواتيا من أسرى الحرب على يد المجاهدين بالقرب من قرية بيكوشي. انتقل المجاهدون إلى القرى الكرواتية المهجورة في المنطقة بعد انتهاء الهجوم.
حدث تطور مماثل في نوفي ترافنيك. في 9 يونيو هاجم جيش جمهورية البوسنة والهرسك وحدات مجلس الدفاع الكرواتي المتمركزة شرقي المدينة في مواجهة جيش جمهورية صرب البوسنة في دوني فاكوف وفي اليوم التالي تبع القتال العنيف في نوفي ترافنيك. بحلول 15 يونيو قام جيش جمهورية البوسنة والهرسك بتأمين المنطقة شمال غرب المدينة بينما احتفظ مجلس الدفاع الكرواتي بالجزء الشمالي الشرقي من البلدية وبلدة نوفي ترافنيك. استمرت المعركة في يوليو مع تغييرات طفيفة فقط على الخطوط الأمامية.
تم اجتياح مواقع مجلس الدفاع الكرواتي في بلدة كاكاني في منتصف يونيو وفر حوالي 13-15000 لاجئ كرواتي إلى كيسيلياك وفاريش. في جيب كيسيلياك أوقف مجلس الدفاع الكرواتي هجوما على كريشيفو لكنه فقد فوينيتشا في 3 يوليو. في 24 يونيو بدأت معركة تشيبتش التي انتهت بهزيمة جيش جمهورية البوسنة والهرسك في 30 يونيو. في أواخر يوليو سيطر جيش جمهورية البوسنة والهرسك على بوغوينو مما أدى إلى رحيل 15000 من الكروات. تم إنشاء معسكر للسجن في استاد المدينة لكرة القدم حيث تم إرسال حوالي 800 من الكروات.
في بداية سبتمبر أطلق جيش جمهورية البوسنة والهرسك عملية تعرف باسم عملية نيريتفا 93 ضد مجلس الدفاع الكرواتي في الهرسك ووسط البوسنة على جبهة بطول 200 كم. كانت واحدة من أكبر هجماتها في عام 1993. قام جيش جمهورية البوسنة والهرسك بتوسيع أراضيه غرب يابلانيتشا وتأمين الطريق إلى شرق موستار في حين أبقى مجلس الدفاع الكرواتي منطقة بروزور وأعاد قواته إلى الخلف في غرب موستار. خلال ليلة 8/9 سبتمبر قُتل ما لا يقل عن 13 مدنيا كرواتيا على يد جيش جمهورية البوسنة والهرسك في مذبحة غرابوفيتشا. قُتل 29 مدنيا كرواتيا في مذبحة أوزبول في 14 سبتمبر.
في 23 أكتوبر قُتل 37 بوسنيا على يد مجلس الدفاع الكرواتي في مذبحة ستوبني دو. تم استخدام المذبحة كذريعة لهجوم جيش جمهورية البوسنة والهرسك على جيب فاريش الذي تسيطر عليه مجلس الدفاع الكرواتي في بداية نوفمبر. تخلى المدنيون والجنود الكروات عن فاريش في 3 نوفمبر وهربوا إلى كيسيلياك. دخل جيش جمهورية البوسنة والهرسك فاريش في اليوم التالي التي نهبت بعد الاستيلاء عليها.

#### ملحق الأمم المتحدة للمناطق الآمنة في مايو - يونيو 1993
في محاولة لحماية المدنيين تم توسيع دور قوة الحماية كذلك في مايو 1993 لحماية «الملاذات الآمنة» التي أعلنها مجلس الأمن التابع للأمم المتحدة حول سراييفو وغورازده وسربرنيتسا وتوزلا وشيبا وبيخاتش في القرار 824 المؤرخ 6 مايو 1993. في 4 يونيو 1993 أصدر مجلس الأمن الدولي القرار 836 الذي يجيز استخدام القوة من قبل قوة الحماية في حماية المناطق الآمنة. في 15 يونيو 1993 بدأت عملية الحارس الذكي وهي حصار بحري في البحر الأدرياتيكي من قبل الناتو واتحاد أوروبا الغربية واستمرت حتى رفعها في 18 يونيو 1996 عند إنهاء حظر الأسلحة الذي تفرضه الأمم المتحدة.
استمر مجلس الدفاع الكرواتي وجيش جمهورية البوسنة والهرسك في القتال جنبا إلى جنب ضد جيش جمهورية صرب البوسنة في بعض مناطق البوسنة والهرسك بما في ذلك جيب بيهاتش وبوسافينا البوسنية ومنطقة تيشاني. على الرغم من بعض العداء قاتل لواء مجلس الدفاع الكرواتي الذي يضم حوالي 1500 جندي مع جيش جمهورية البوسنة والهرسك في سراييفو. في المناطق الأخرى التي انهار فيها التحالف تعاون جيش جمهورية صرب البوسنة أحيانا مع كل من مجلس الدفاع الكرواتي وجيش جمهورية البوسنة والهرسك واتبع سياسة موازنة محلية والتحالف مع الجانب الأضعف.

### 1994
استمرت عمليات الترحيل القسري للبشناق من الأراضي التي يسيطر عليها الصرب وأزمة اللاجئين الناتجة عنها في تصاعد. كان آلاف الأشخاص يتم نقلهم خارج البوسنة كل شهر ويتم تهديدهم لأسباب دينية. ونتيجة لذلك تعرضت كرواتيا للتوتر بسبب 500000 لاجئ وفي منتصف عام 1994 منعت السلطات الكرواتية دخول مجموعة من 462 لاجئ يفرون من شمال البوسنة مما أجبر قوة الحماية على توفير مأوى لهم.

#### مذبحة ماركال

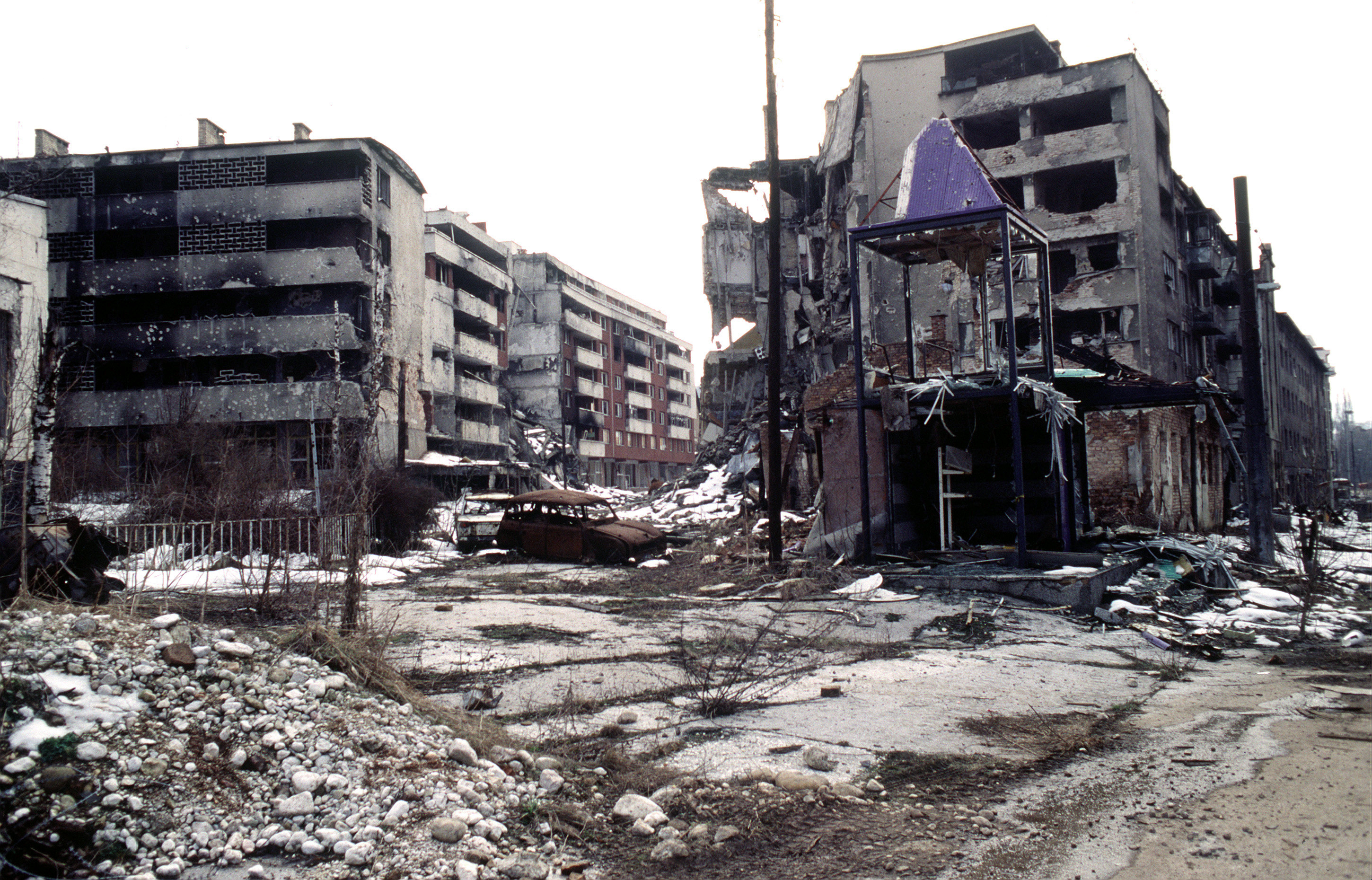
المباني المتضررة في فربافيتشا خلال حصار سراييفو.

في 5 فبراير 1994 عانت سراييفو من أكثر الهجمات دموية أثناء الحصار بأكمله في مذبحة ماركال الأولى عندما سقطت قذيفة هاون عيار 120 ملم في وسط السوق المزدحمة مما أسفر عن مقتل 68 شخصا وجرح 144 آخرين. طلب أمين عام الأمم المتحدة بطرس بطرس غالي رسميا من حلف شمال الأطلسي تأكيد أن الطلبات المستقبلية بشن غارات جوية ستنفذ على الفور.
في 9 فبراير 1994 أذن حلف شمال الأطلسي لقائد القوات المتحالفة في جنوب أوروبا الأدميرال الأمريكي جيريمي بوردا بشن غارات جوية - بناء على طلب الأمم المتحدة - ضد مواقع المدفعية وقذائف الهاون في سراييفو أو حولها والتي تحددها قوة الأمم المتحدة للحماية والتي تكون مسؤولة عن شن هجمات على أهداف مدنية. فشلت اليونان فقط في دعم استخدام الضربات الجوية لكنها لم تعترض على الاقتراح.
كما أصدر الناتو إنذارا نهائيا لصرب البوسنة يطالبونه بإزالة الأسلحة الثقيلة حول سراييفو بحلول منتصف ليلة 20-21 فبراير وإلا سيواجهون غارات جوية. في 12 فبراير تمتعت سراييفو بأول يوم خال من الإصابات منذ أبريل 1992. وبدأت عملية الإزالة الواسعة النطاق للأسلحة الثقيلة من صرب البوسنة في 17 فبراير 1994.

#### اتفاقية واشنطن
انتهت الحرب الكرواتية - البوسنية بتوقيع اتفاق وقف إطلاق النار بين رئيس أركان مجلس الدفاع الكرواتي الجنرال أنت روسو ورئيس أركان جيش جمهورية البوسنة والهرسك الجنرال راسم ديليتش في 23 فبراير 1994 في زغرب. دخلت الاتفاقية حيز التنفيذ في 25 فبراير. أُبرم اتفاق سلام عُرف باتفاقية واشنطن بوساطة أمريكية في 2 مارس من قبل ممثلي جمهورية البوسنة والهرسك وكرواتيا والهرسك-البوسنة. تم التوقيع على الاتفاقية في 18 مارس 1994 في واشنطن. بموجب هذا الاتفاق تم تقسيم الأراضي المشتركة التي تحتفظ بها مجلس الدفاع الكرواتي وجيش جمهورية البوسنة والهرسك إلى كانتونات مستقلة داخل اتحاد البوسنة والهرسك. كما وقع تودمان وعزت بيغوفيتش على اتفاقية مبدئية حول كونفدرالية بين كرواتيا واتحاد البوسنة والهرسك. تم تجديد التحالف الكرواتي - البوسني على الرغم من أن الخلافات التي تفصل بينهما لم يتم حلها.
كان أول جهد عسكري تم تنسيقه بين مجلس الدفاع الكرواتي وجيش جمهورية البوسنة والهرسك بعد اتفاقية واشنطن هو التقدم نحو كوبريس الذي تم استعادته من جيش جمهورية صرب البوسنة في 3 نوفمبر 1994. في 29 نوفمبر بدأ القوات الكرواتية ومجلس الدفاع الكرواتي عملية الشتاء 94 في جنوب غرب البوسنة. بعد شهر من القتال استولت القوات الكرواتية على حوالي 200 كيلومتر مربع (77 ميلا مربعا) من الأراضي التي تسيطر عليها جيش جمهورية صرب البوسنة وهددت مباشرة طريق الإمداد الرئيسي بين جمهورية صرب البوسنة وكنين عاصمة جمهورية الصرب كرايينا. لم يتحقق الهدف الأساسي المتمثل في تخفيف الضغط على جيب بيهاتش على الرغم من أن جيش جمهورية البوسنة والهرسك صد هجمات جيش جمهورية صرب البوسنة على الجيب.

#### قوة الحماية وحلف شمال الأطلسي

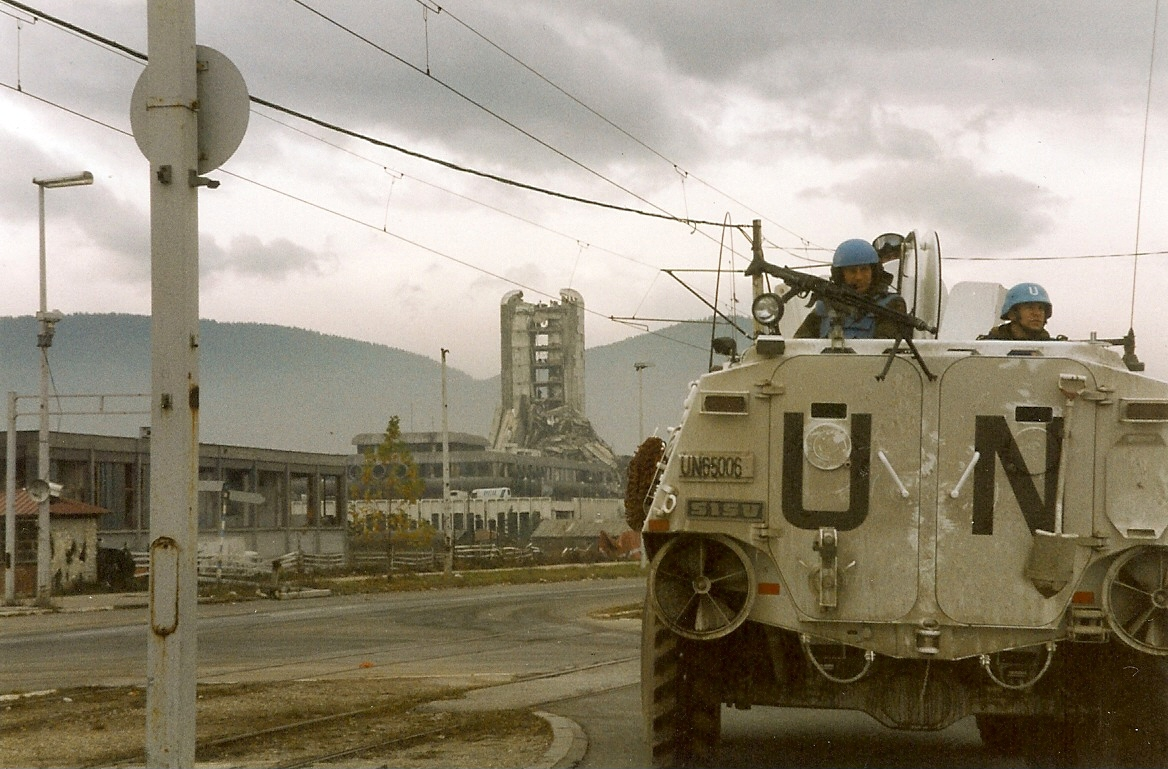
قوات الأمم المتحدة في طريقها إلى "زقاق القناص" في سراييفو.

تورط الناتو بنشاط عندما أسقطت طائراته أربع طائرات صربية فوق وسط البوسنة في 28 فبراير 1994 لانتهاكها منطقة حظر الطيران التابعة للأمم المتحدة. وفي 12 مارس 1994 قدمت قوة الحماية التابعة للأمم المتحدة أول طلب لها للحصول على دعم جوي من حلف شمال الأطلسي ولكن لم يتم نشر دعم جوي قريب بسبب عدد من التأخيرات المرتبطة بعملية الموافقة. في 20 مارس وصلت قافلة مساعدات مع الإمدادات الطبية والأطباء إلى ماغلاي المدينة التي يبلغ عدد سكانها 100.000 شخص والتي كانت تحت الحصار منذ مايو 1993 وكانت تستلم الإمدادات الغذائية التي أسقطتها الطائرات الأمريكية. اختطفت ونهبت قافلة ثانية في 23 مارس.
وفي 10-11 أبريل 1994 دعت قوة الأمم المتحدة للحماية إلى شن غارات جوية لحماية منطقة غورازده الآمنة مما أدى إلى قصف مركز قيادة عسكري صربي بالقرب من غورازده بواسطة طائرتين أمريكيتين من طراز إف-16. كانت هذه هي المرة الأولى في تاريخ الناتو التي يشن فيها ضربات جوية. ردا على ذلك أخذ الصرب 150 من أفراد الأمم المتحدة كرهائن في 14 أبريل. في 15 أبريل انهارت خطوط الحكومة البوسنية حول غورازده وفي 16 أبريل أسقطت القوات الصربية طائرة بريتش ايروسبيس هارير البحر البريطانية فوق غورازده.
في حوالي 29 أبريل 1994 نصب كمين للكتيبة الدانمركية نوردبات 2 المشاركة في مهمة حفظ السلام في البوسنة كجزء من كتيبة الشمال التابعة لقوة الأمم المتحدة للحماية الموجودة في توزلا عند محاولة إخلاء مركز المراقبة السويدي تانغو 2 حيث تعرضت لنيران مدفعية ثقيلة من قبل لواء تشيكوفيتشي التابع لصرب البوسنة والهرسك في قرية كاليسيا. تم إزالة الكمين عندما ردت قوات الأمم المتحدة بإطلاق نار كثيف فيما يعرف باسم عملية بوليبانك.
في 12 مايو اعتمد مجلس الشيوخ الأمريكي س.2042 الذي قدمه السناتور بوب دول لرفع حظر الأسلحة من جانب واحد ضد البوسنيين ولكن تم رفضه من قبل الرئيس كلينتون. في 5 أكتوبر وقع الرئيس على قانون 103-337 وذكر أنه إذا لم يقبل صرب البوسنة اقتراح مجموعة الاتصال بحلول 15 أكتوبر فيجب على الرئيس تقديم اقتراح في مجلس الأمن الدولي لإنهاء حظر الأسلحة وأنه إذا لم يتم تمريره بحلول 15 نوفمبر [فقط] فإن الأموال التي يطلبها جميع أعضاء الأمم المتحدة بموجب القرار 713 هي وحدها التي يمكن استخدامها لفرض الحظر وهو ما سينهي الحظر بشكل فعال. في 12-13 نوفمبر رفعت الولايات المتحدة من جانب واحد حظر الأسلحة المفروض على حكومة البوسنة.
في 5 أغسطس وبناء على طلب قوة الحماية هاجمت طائرات الناتو هدفا داخل منطقة سراييفو المحظورة بعد أن استولى صرب البوسنة على أسلحة من موقع لجمع الأسلحة بالقرب من سراييفو. وفي 22 سبتمبر 1994 شنت طائرات الناتو غارة جوية على دبابة لصرب البوسنة بناء على طلب قوة الأمم المتحدة للحماية. كانت عملية أماندا بعثة لقوة الحماية بقيادة قوات حفظ سلام دانمركية بهدف استعادة نقطة مراقبة بالقرب من جراداتشاتس في البوسنة والهرسك في 25 أكتوبر 1994.
في 19 نوفمبر 1994 وافق مجلس شمال الأطلسي على تمديد الدعم الجوي القريب لكرواتيا لحماية قوات الأمم المتحدة في ذلك البلد. وهاجمت طائرات الناتو مطار أودبينا في كرواتيا التي يسيطر عليها الصرب في 21 نوفمبر ردا على الهجمات التي شنت من ذلك المطار على أهداف في منطقة بيهاتش بالبوسنة والهرسك. في 23 نوفمبر بعد هجمات شنت من موقع صاروخ أرض-جو جنوب أوتوكا (شمال غرب البوسنة والهرسك) على طائرتين تابعتين للناتو تم شن غارات جوية ضد رادارات الدفاع الجوي في تلك المنطقة.

### 1995

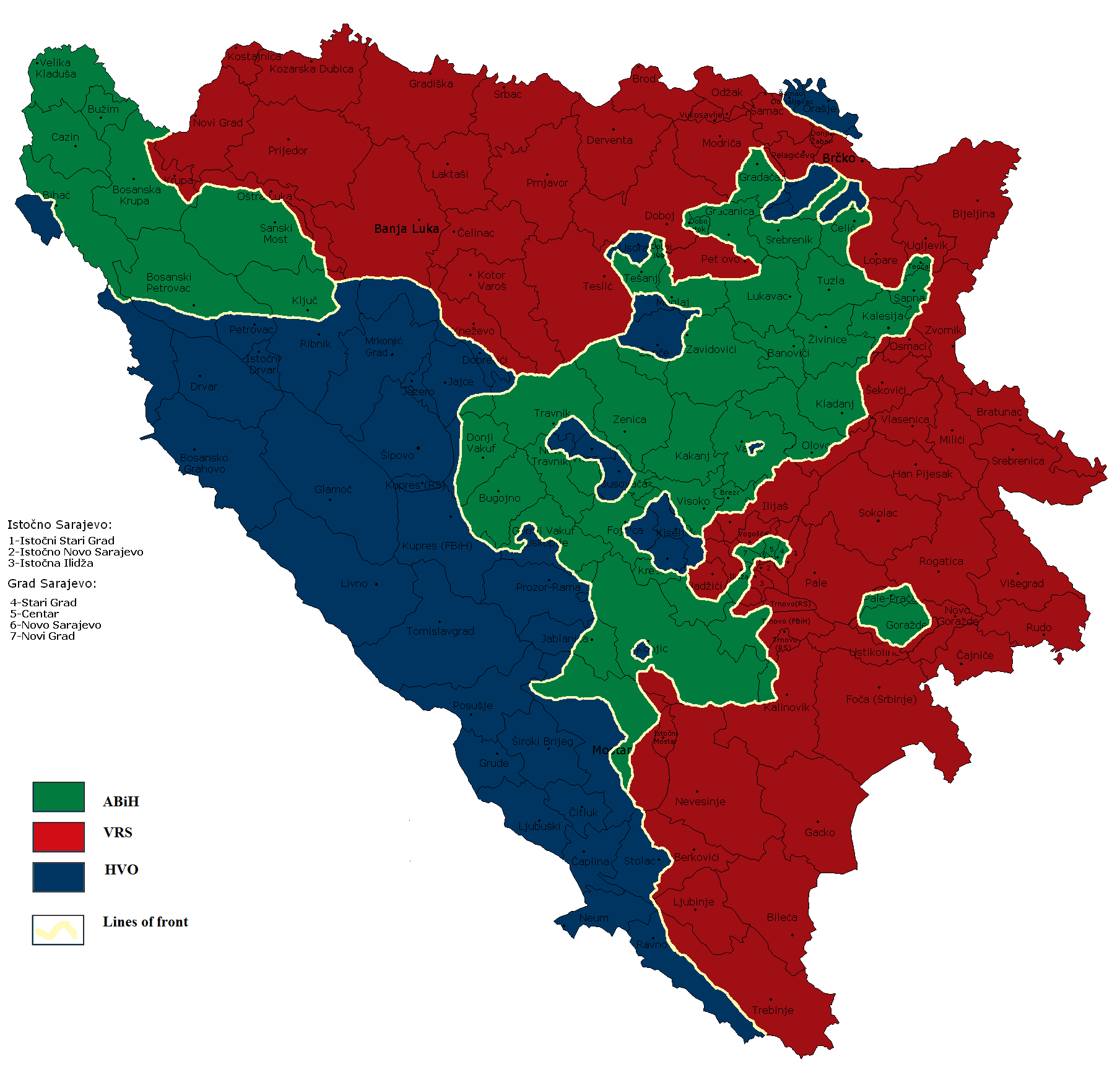
البوسنة والهرسك قبل اتفاقية دايتون.

في 25 مايو 1995 قصف الناتو مواقع جيش جمهورية صرب البوسنة في بالي بسبب فشلهم في إعادة الأسلحة الثقيلة. ثم قصف جيش جمهورية صرب البوسنة جميع المناطق الآمنة بما في ذلك توزلا. قُتل حوالي 70 مدنيا وجُرح 150. خلال أبريل ويونيو شنت القوات الكرواتية هجومين معروفين باسم الطفرة 1 والطفرة 2. بهذه الهجمات أمنتا ما تبقى من وادي ليفنو وهددت بلدة بوسانسكو غراهوفو التي تسيطر عليها جمهورية صرب البوسنة.
في 11 يوليو 1995 احتلت قوات جيش جمهورية صرب البوسنة بقيادة الجنرال راتكو ملاديتش «المنطقة الآمنة» التابعة للأمم المتحدة في سربرنيتسا في شرق البوسنة حيث قتل أكثر من 8000 رجل في مذبحة سربرنيتسا (تم طرد معظم النساء إلى الأراضي التي يسيطر عليها البوسنيون). فشلت قوة الحماية التابعة للأمم المتحدة ممثلة على الأرض من قبل قوة مكونة من 400 فرد من قوات حفظ السلام الهولندية داتشبات في منع جيش جمهورية صرب البوسنة من الاستيلاء على المدينة والمذبحة اللاحقة. حكمت المحكمة الجنائية الدولية ليوغوسلافيا السابقة بهذا الحدث على أنه إبادة جماعية في قضية كرستيتش.
تماشيا مع اتفاقية الانقسام الموقعة بين تومان وعزت بيغوفيتش في 22 يوليو وقع هجوم عسكري مشترك من قبل القوات الكرواتية ومجلس الدفاع الكرواتي يحمل الاسم الرمزي عملية الصيف 95 في غرب البوسنة. سيطرت قوة القوات الكرواتية ومجلس الدفاع الكرواتي على غلوماتش وبوسانسكو غراهوفو وعزلت كنين من جمهورية صرب البوسنة. في 4 أغسطس أطلق الجيش الكرواتي عملية العاصفة التي حلت جمهورية كرايينا الصربية فعليا. مع ذلك حصل التحالف البوسني الكرواتي على زمام المبادرة في الحرب حيث أخذ الكثير من غرب البوسنة من جيش جمهورية صرب البوسنة في العديد من العمليات في سبتمبر وأكتوبر. بدأت العملية الأولى عملية أونا في 18 سبتمبر 1995 عندما عبرت القوات الكرواتية نهر أونا ودخلت البوسنة. في عام 2006 بدأت السلطات الكرواتية في التحقيق في ادعاءات بارتكاب جرائم حرب خلال هذه العملية وتحديدا في مقتل 40 مدنيا في منطقة بوسانسكا دوبيكا على يد قوات الكتيبة الأولى من لواء الحرس الثاني.

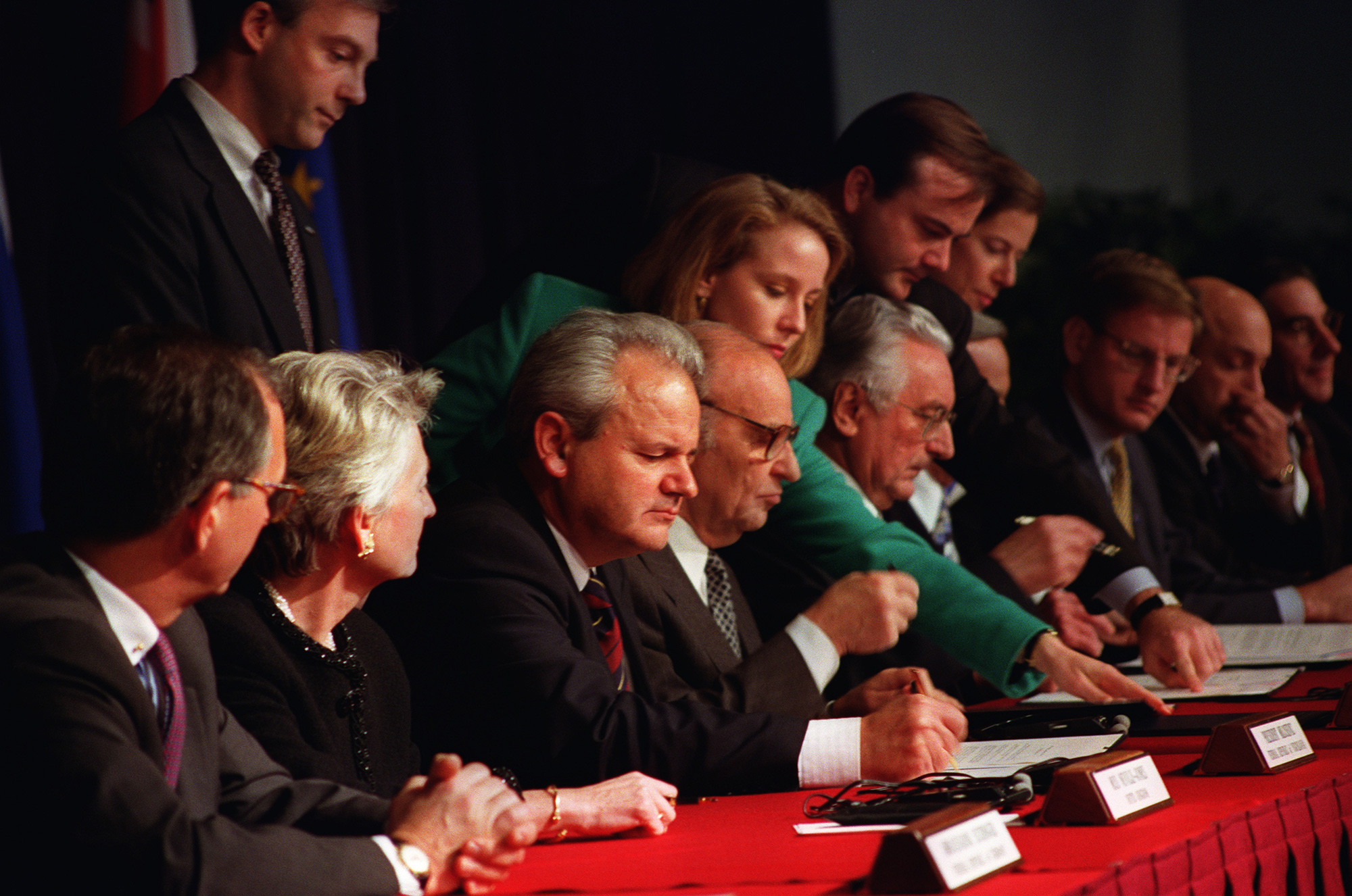
جالسون من اليسار إلى اليمين: سلوبودان ميلوشيفيتش وعلي عزت بيغوفيتش وفرانيو تودجمان يوقعون اتفاق السلام النهائي في باريس في 14 ديسمبر 1995.

أمنت القوات الكرواتية-مجلس الدفاع الكرواتي أكثر من 2500 كيلومتر مربع (970 ميل مربع) من الأراضي خلال عملية ميسترال 2 بما في ذلك مدن يايتسي وأوغويبوفو ودرفار. في الوقت نفسه اشتبك جيش جمهورية البوسنة والهرسك مع جيش جمهورية صرب البوسنة في الشمال في عملية صنعاء واستولت على عدة بلدات بما في ذلك بوسانسكا كروبا وبوسانسكي بيتروفاتش وكليوتش وسانسكي موست. تم شن هجوم مضاد من قبل جيش جمهورية صرب البوسنة ضد جيش جمهورية البوسنة والهرسك في غرب البوسنة في 23/24 سبتمبر. في غضون أسبوعين كان جيش جمهورية صرب البوسنة بالقرب من بلدة كليوتش. طلب جيش جمهورية البوسنة والهرسك المساعدة الكرواتية وفي 8 أكتوبر أطلقت القوات الكرواتية-مجلس الدفاع الكرواتي عملية التحرك الجنوبي تحت القيادة العامة للواء القوات الكرواتية اللواء أنته غوتوفينا. خسر جيش جمهورية صرب البوسنة بلدة ماركونييتش غراد بينما جاءت وحدات مجلس الدفاع الكرواتي على بعد 25 كيلومترا (16 ميلا) جنوب بانيا لوكا.
في 28 أغسطس أسفر هجوم بقذائف الهاون من قبل جيش جمهورية صرب البوسنة على سوق سراييفو ماركالي عن مقتل 43 شخصا. ردا على مذبحة ماركال الثانية في 30 أغسطس أعلن الأمين العام لحلف الناتو بدء عملية القوة المتعمدة الضربات الجوية الواسعة النطاق ضد مواقع صرب البوسنة المدعومة من قوة مدفعية قوة الرد السريع بهجمات المدفعية. في 14 سبتمبر 1995 تم تعليق الضربات الجوية لحلف شمال الأطلسي للسماح بتنفيذ اتفاق مع صرب البوسنة لسحب الأسلحة الثقيلة من جميع أنحاء سراييفو. بعد اثني عشر يوما في 26 سبتمبر تم الاتفاق على مبادئ أساسية أخرى تم التوصل إلى اتفاق سلام في مدينة نيويورك بين وزراء خارجية البوسنة والهرسك وكرواتيا وجمهورية يوغوسلافيا الاتحادية. بدأ سريان وقف إطلاق النار لمدة 60 يوما في 12 أكتوبر وفي 1 نوفمبر بدأت محادثات السلام في دايتون بولاية أوهايو. انتهت الحرب باتفاقية دايتون للسلام الموقعة في 21 نوفمبر 1995. تم التوقيع على النسخة النهائية من اتفاقية السلام في 14 ديسمبر 1995 في باريس.
في أعقاب اتفاقية دايتون تم نشر قوة تنفيذ بقيادة الناتو في البوسنة والهرسك. تم نشر هذه الوحدة القوية المكونة من 80.000 جندي والمسلحة بشكل كبير والمكلفة بإطلاق النار عند الضرورة من أجل التنفيذ الناجح للعملية من أجل فرض السلام بالإضافة إلى مهام أخرى مثل تقديم الدعم للمساعدات الإنسانية والسياسية وإعادة الإعمار وتوفير دعم عودة المدنيين النازحين إلى ديارهم وجمع الأسلحة وإزالة الألغام والذخائر غير المنفجرة من المناطق المتضررة.

## الضحايا

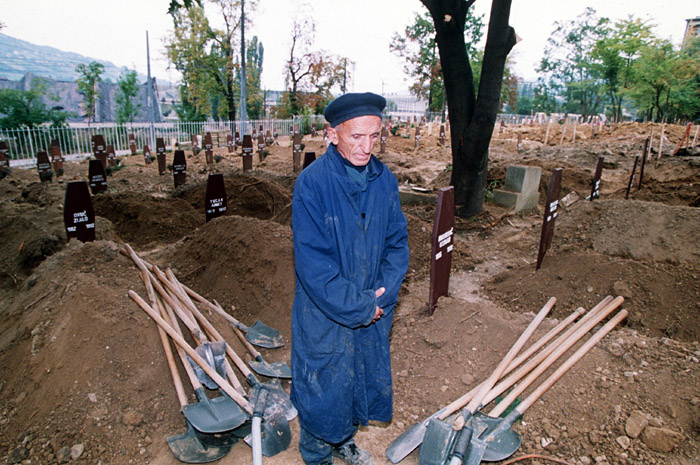
حفار قبور في مقبرة في سراييفو، 1992.

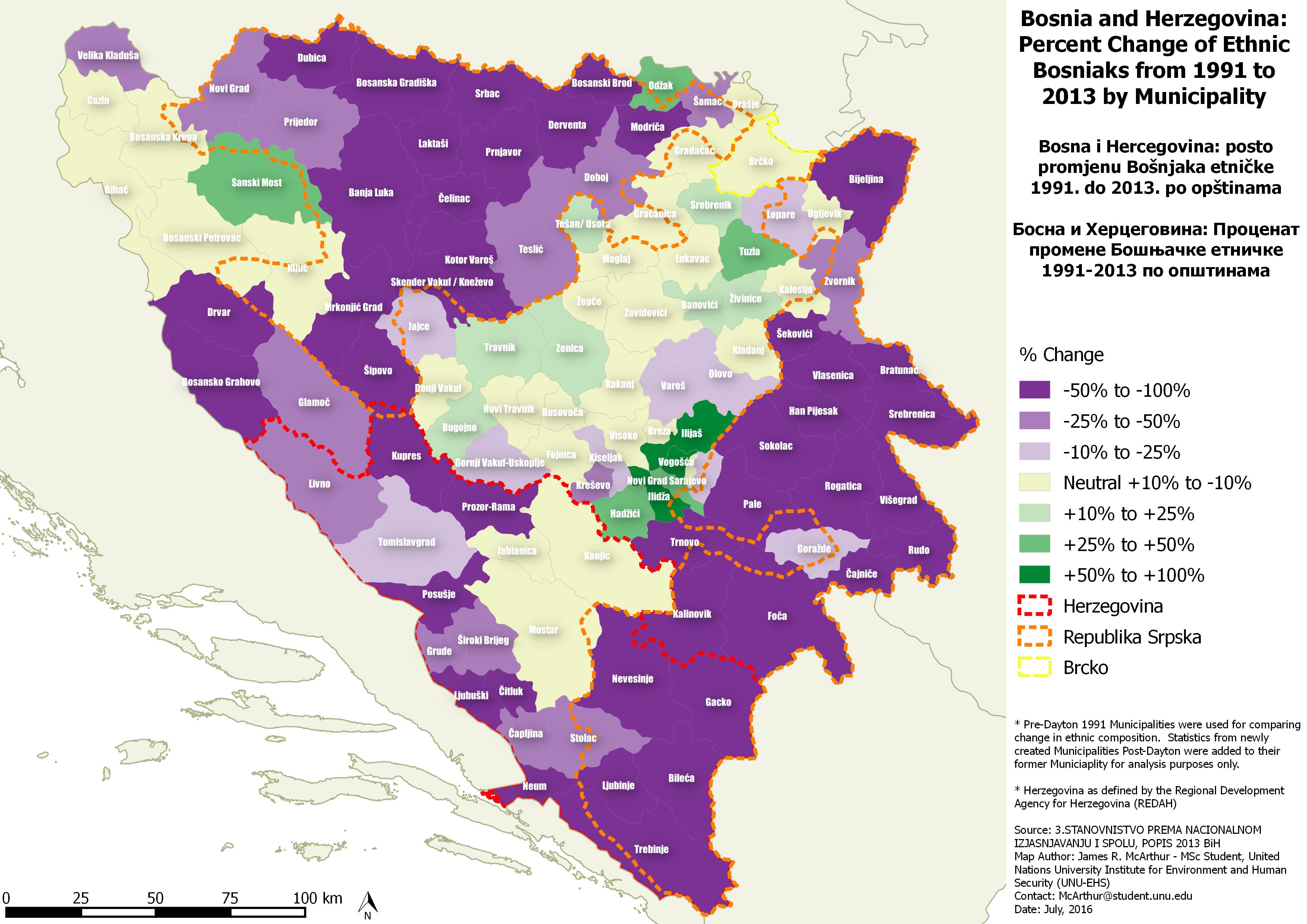
البوسنة والهرسك: النسبة المئوية للتغير في أعداد البوشناق من 1991 إلى 2013.

خضع حساب عدد الوفيات الناتجة عن الصراع إلى جدل كبير ومسيس للغاية حيث أحيانا يتم دمج أخبار مرسلة عن الضحايا من النخب السياسية في مختلف الجماعات. تراوحت تقديرات العدد الإجمالي للضحايا من 25000 إلى 329000. الاختلافات ناتجة جزئيا عن استخدام تعريفات غير متسقة لمن يمكن اعتباره ضحايا الحرب حيث أن بعض الأبحاث حسبت الخسائر المباشرة للنشاط العسكري فقط بينما شملت الأبحاث الأخرى أولئك الذين ماتوا من الجوع أو البرد أو المرض أو ظروف الحرب الأخرى. كما كانت الزيادة المبكرة في العد نتيجة لإدراج العديد من الضحايا في كل من القوائم المدنية والعسكرية بسبب قلة التنسيق المنهجي لتلك القوائم حدث في ظروف الحرب. قدر محمود شريف بسيوني رئيس لجنة الخبراء التابعة للأمم المتحدة المكلفة بالتحقيق في جرائم الحرب عدد القتلى في عام 1994 بنحو 200 ألف.
لاحظ البروفيسوران ستيفن ل. بورغ وبول س. شوب في عام 1999 الأرقام المرتفعة في وقت مبكر:

### أرقام مركز الأبحاث والتوثيق في سراييفو
| مجموع القتلى أو المختفين 101,040 (الإجمالي يتضمن حالات غير معروفة أدناه والنسب المئوية تتجاهل "المجهول") | Bosniaks        | 62,013 | 61.4% |
| مجموع القتلى أو المختفين 101,040 (الإجمالي يتضمن حالات غير معروفة أدناه والنسب المئوية تتجاهل "المجهول") | الصرب           | 24,953 | 24.7% |
| مجموع القتلى أو المختفين 101,040 (الإجمالي يتضمن حالات غير معروفة أدناه والنسب المئوية تتجاهل "المجهول") | الكروات         | 8,403  | 8.3%  |
| مجموع القتلى أو المختفين 101,040 (الإجمالي يتضمن حالات غير معروفة أدناه والنسب المئوية تتجاهل "المجهول") | عرقيات أخرى     | 571    | 0.6%  |
| مدنيون 38,239 (النسب المئوية للقتلى المدنيين)                                                            | Bosniaks        | 31,107 | 81.3% |
| مدنيون 38,239 (النسب المئوية للقتلى المدنيين)                                                            | الصرب           | 4,178  | 10.9% |
| مدنيون 38,239 (النسب المئوية للقتلى المدنيين)                                                            | الكروات         | 2,484  | 6.5%  |
| مدنيون 38,239 (النسب المئوية للقتلى المدنيين)                                                            | عرقيات أخرى     | 470    | 1.2%  |
| عسكريون 57,701 (النسب المئوية للقتلى العسكريين)                                                          | Bosniaks        | 30,906 | 53.6% |
| عسكريون 57,701 (النسب المئوية للقتلى العسكريين)                                                          | الصرب           | 20,775 | 36%   |
| عسكريون 57,701 (النسب المئوية للقتلى العسكريين)                                                          | الكروات         | 5,919  | 10.3% |
| عسكريون 57,701 (النسب المئوية للقتلى العسكريين)                                                          | عرقيات أخرى     | 101    | 0.2%  |
| حالات غير معروفة (النسبة المئوية لجميع القتلى أو المختفين)                                               | العرق غير مذكور | 5,100  | 5%    |

في يونيو 2007 نشر مركز الأبحاث والتوثيق ومقره سراييفو بحث مكثف حول وفيات الحرب البوسنية يُطلق عليه أيضا كتاب البوسنة للموتى وهي قاعدة بيانات كشفت في البداية ما لا يقل عن 97207 اسم لمواطني البوسنة والهرسك الذين تم تأكيد مقتلهم أو فقدهم خلال حرب 1992-1995. وصفتها رئيسة الوحدة الديمغرافية لمحكمة جرائم الحرب التابعة للأمم المتحدة إيوا تابو بأنها «أكبر قاعدة بيانات موجودة لضحايا الحرب البوسنيين» وتعتبر أكثر الروايات موثوقية عن الخسائر البشرية في حرب البوسنة. تم جمع أكثر من 240 ألف قطعة من البيانات وفحصها ومقارنتها وتقييمها من قبل فريق دولي من الخبراء من أجل إنتاج قائمة عام 2007 التي تضم 97207 أسماء الضحايا.
تشير أرقام مركز الدفاع الإقليمي لعام 2007 إلى أن هذه الأرقام مؤكدة وأن عدة آلاف من الحالات لا تزال قيد الفحص. يُعتقد أن جميع أرقام مركز الأبحاث والتوثيق أقل من العدد بقليل لأن منهجيتها تعتمد على أحد أفراد الأسرة الذي نجا للإبلاغ عن قريب مفقود على الرغم من أنه لا يُعتقد أن العدد المنخفض له دلالة إحصائية. 30% على الأقل من الضحايا المدنيين البوسنيين المؤكدين في عام 2007 كانوا من النساء والأطفال.
نشرت لجنة الدفاع عن اللاجئين تحديثات دورية لأرقامها حتى يونيو 2012 عندما نشرت تقريرها النهائي. سجلت أرقام عام 2012 ما مجموعه 101040 قتيل أو مفقود من بينهم 61.4% من البوشناق و24.7% من الصرب و8.3% من الكروات وأقل من 1% من أعراق أخرى و5% من أعراق غير معروفة.
تم تحديد عدد الوفيات بين المدنيين بـ 38239 وهو ما يمثل 37.9 في المائة من إجمالي الوفيات. وشكل البوشناق 81.3٪ من القتلى المدنيين مقارنة بالصرب 10.9٪ والكروات 6.5٪. علاوة على ذلك فإن نسبة الضحايا المدنيين هي حد أدنى مطلق لأن وضع 5100 ضحية لم يكن محدد ولأن الأقارب سجلوا أحبائهم المتوفين كضحايا عسكريين من أجل الحصول على المزايا المالية للمحاربين القدامى أو لأسباب تتعلق ب«الشرف».
طبقت كل من مركز الأبحاث والتوثيق والوحدة الديموغرافية للمحكمة الجنائية الدولية ليوغوسلافيا السابقة تقنيات إحصائية لتحديد الازدواجية المحتملة التي تسببها ضحية معينة يتم تسجيلها في قوائم أولية متعددة ثم يتم فحص المستندات الأصلية يدويا لتقييم الازدواجية.
توجد حوالي 30 فئة من المعلومات في قاعدة البيانات لكل سجل فردي بما في ذلك المعلومات الشخصية الأساسية ومكان وتاريخ الوفاة وفي حالة الجنود الوحدة العسكرية التي ينتمي إليها الفرد. وقد سمح ذلك لقاعدة البيانات بتقديم الوفيات حسب الجنس والوحدة العسكرية وسنة ومنطقة الوفاة بالإضافة إلى العرق و«الوضع في الحرب» (مدني أو جندي). كانت الفئة المخصصة لوصف التشكيل العسكري الذي تسبب في وفاة كل ضحية هي الفئة غير الكاملة واعتبرت غير صالحة للاستعمال.

### أرقام المحكمة الجنائية الدولية ليوغوسلافيا السابقة
| مجموع القتلى 104,732                      | البوشناق | حوالي 68,101 |
| مجموع القتلى 104,732                      | الصرب    | حوالي 22,779 |
| مجموع القتلى 104,732                      | الكروات  | حوالي 8,858  |
| مجموع القتلى 104,732                      | آخرون    | حوالي 4,995  |
| القتلى المدنيون 36,700                    | البوشناق | 25,609       |
| القتلى المدنيون 36,700                    | الصرب    | 7,480        |
| القتلى المدنيون 36,700                    | الكروات  | 1,675        |
| القتلى المدنيون 36,700                    | آخرون    | 1,935        |
| القتلى العسكريون 68,031 (بما فيهم الشرطة) | البوشناق | 42,492       |
| القتلى العسكريون 68,031 (بما فيهم الشرطة) | الصرب    | 15,298       |
| القتلى العسكريون 68,031 (بما فيهم الشرطة) | الكروات  | 7,182        |
| القتلى العسكريون 68,031 (بما فيهم الشرطة) | آخرون    | 3,058        |

أشارت الأبحاث التي أُجريت في عام 2010 لمكتب المدعي العام في محكمة لاهاي برئاسة إيوا تابو إلى أخطاء في الأرقام السابقة وحسبت الحد الأدنى لعدد الضحايا ب89186 مع رقم محتمل يبلغ حوالي 104.732. أشار تابو إلى أنه لا ينبغي الخلط بين الأرقام و«من قتل من» لأنه على سبيل المثال قُتل العديد من الصرب على يد الجيش الصربي أثناء قصف سراييفو وتوزلا ومدن أخرى متعددة الأعراق. قال مؤلفو هذا التقرير أن عدد القتلى الفعلي قد يكون أعلى قليلا.
لم تكن هذه الأرقام مبنية فقط على «قتلى المعارك» لكنها تضمنت الوفيات العرضية التي تحدث في ظروف المعارك وأعمال العنف الجماعي. تم استبعاد «الزيادات في الوفيات غير العنيفة» و«العنف الإجرامي وغير المنظم». وبالمثل تضمنت «الوفيات العسكرية» القتلى في المعارك وغير القتالية.

### إحصائيات أخرى
لا توجد إحصاءات تتناول على وجه التحديد ضحايا الصراع الكرواتي البوسني على أسس عرقية. ومع ذلك ووفقا لبيانات مركز الأبحاث والتوثيق حول الخسائر البشرية في مناطق وسط البوسنة كان 62٪ من 10448 حالة وفاة موثقة من البوسنيين بينما شكل الكروات 24٪ والصرب 13٪. تقع بلديات غورنيي فاكوف أوسكوبلي وبوغوينو جغرافيا في وسط البوسنة (المعروفة باسم منطقة غورني بوفرباسي) ولكن تم تضمين 1337 حالة وفاة موثقة في المنطقة في إحصائيات فرباس الإقليمية. ما يقرب من 70-80 في المئة من الضحايا في غورني بوفرباسي كانوا من البوشناق. في منطقة نهر نيريتفا من بين 6717 ضحية كانوا 54 في المائة من البوشناق و 24 في المائة من الصرب و 21 في المائة من الكروات. كانت الخسائر في تلك المناطق بشكل رئيسي ولكن ليس حصريا نتيجة الصراع الكرواتي البوسني.
وفقا للأمم المتحدة كان هناك 167 حالة وفاة بين أفراد قوة الحماية خلال فترة تفويض القوة من فبراير 1992 إلى مارس 1995. من الذين لقوا حتفهم كان ثلاثة من المراقبين العسكريين و 159 من الأفراد العسكريين الآخرين وواحد من المدنيين وشرطي مدني واحد واثنان من الموظفين المدنيين الدوليين واثنان من الموظفين المحليين.
في بيان صدر في سبتمبر 2008 أمام الجمعية العامة للأمم المتحدة قال حارث سيلايديتش: «وفقا لبيانات اللجنة الدولية للصليب الأحمر قُتل 200000 شخص منهم 12000 من الأطفال وتم اغتصاب ما يصل إلى 50000 امرأة وأجبر 2.2 مليون على الفرار من منازلهم. . لقد كانت إبادة جماعية وإبادة اجتماعية حقيقية». ومع ذلك فقد تم انتقاد سيلايديتش وآخرين لتضخيم عدد القتلى لجذب الدعم الدولي. يشير كتاب نشرته اللجنة الدولية للصليب الأحمر عام 2010 إلى أن العدد الإجمالي للقتلى في جميع حروب البلقان في التسعينيات هو «حوالي 140 ألف شخص».
العديد من ال34700 شخص الذين تم الإبلاغ عن فقدهم خلال حرب البوسنة ما زالوا مجهولي المصير. في عام 2012 أفادت منظمة العفو الدولية أن مصير ما يقدر بنحو 10500 شخص معظمهم من مسلمي البوسنة ما زال مجهولا. لا تزال جثث الضحايا قيد الاستخراج بعد عقدين من الزمان. في يوليو 2014 تم دفن رفات 284 ضحية تم استخراجها من مقبرة توماشيكا الجماعية بالقرب من بلدة برييدور في مراسم جماعية في بلدة كوزاراك الشمالية الغربية حضرها الأقارب.
ذكرت لجنة الأمم المتحدة المتصلة بحقوق الإنسان أن الصراع في البوسنة والهرسك أجبر أكثر من 2.2 مليون شخص على الفرار من ديارهم مما جعله أكبر نزوح للناس في أوروبا منذ نهاية الحرب العالمية الثانية.

## جرائم الحرب
بحسب تقرير أعدته الأمم المتحدة برئاسة محمود شريف بسيوني فإن جميع الأطراف ارتكبت جرائم حرب أثناء النزاع وكانت القوات الصربية مسؤولة عن تسعين بالمائة منها بينما كانت القوات الكرواتية مسئولة عن ستة بالمائة والقوات البوسنية أربعة في المئة. كرر التقرير النتائج التي نشرتها تقديرات وكالة المخابرات المركزية في عام 1995. في أكتوبر 2019 تم تحويل ثلث تهم جرائم الحرب التي رفعتها النيابة العامة البوسنية خلال العام إلى محاكم دنيا مما أثار انتقادات للمدعين العامين.

### التطهير العرقي

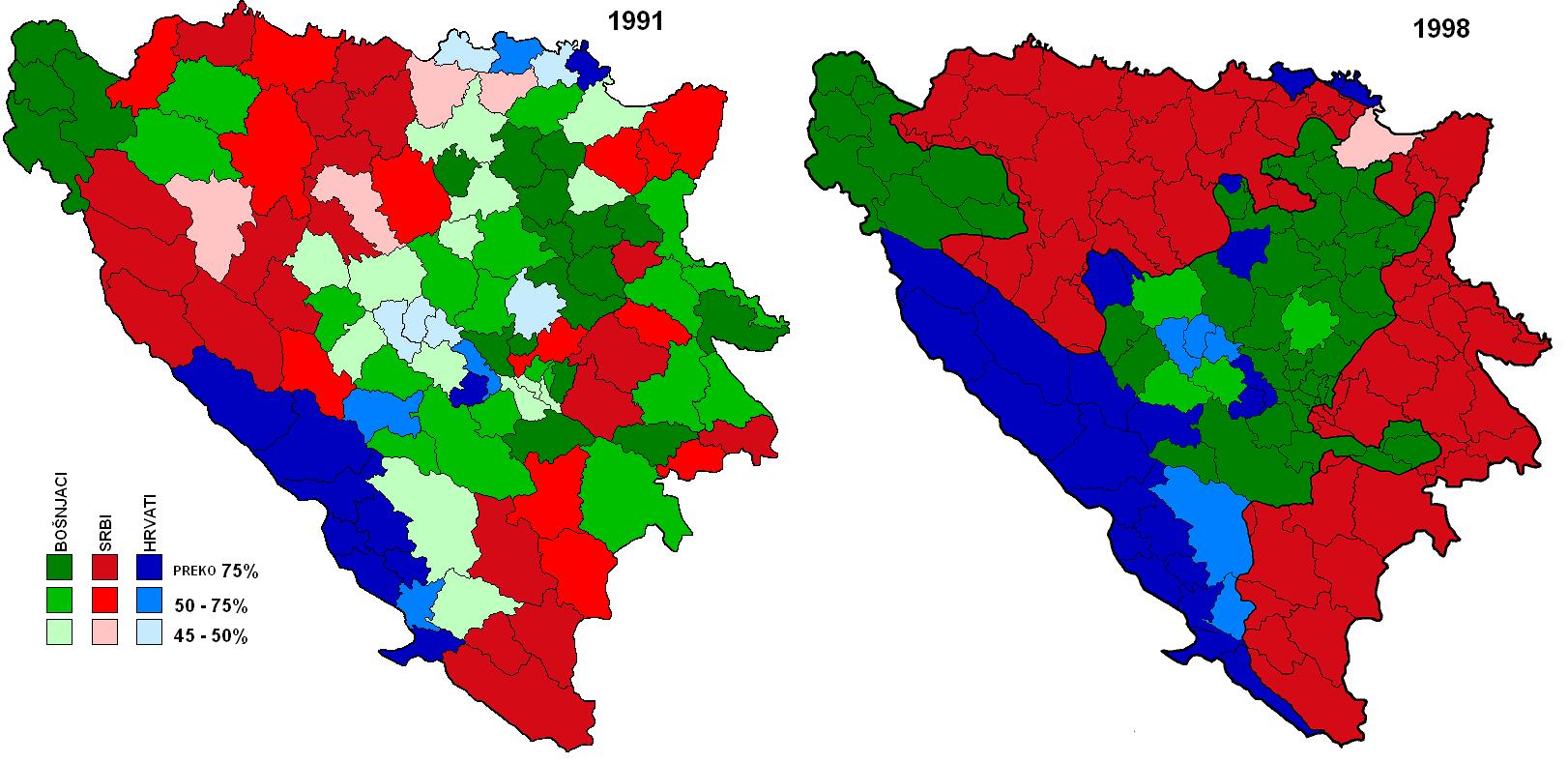
التوزيع الإثني على مستوى البلديات في البوسنة والهرسك قبل (1991) وبعد الحرب (1998).

كان التطهير العرقي ظاهرة شائعة في الحرب. وقد انطوى ذلك على ترهيب المجموعة العرقية غير المرغوب فيها أو طردها قسرا أو قتلها فضلا عن تدمير أماكن العبادة والمقابر والمباني الثقافية والتاريخية لتلك المجموعة العرقية. يجادل الأكاديميان ماتيا كليمنتشيتش وميتيا شاغار بأن: «أفكار السياسيين العرقيين القوميين بإعادة تنظيم البوسنة والهرسك إلى أقاليم قومية متجانسة تتطلب حتما تقسيم الأراضي المختلطة عرقيا إلى أجزاء من الصرب والكروات والمسلمين». وفقا للعديد من الأحكام ولوائح الاتهام الصادرة عن المحكمة الجنائية الدولية ليوغوسلافيا السابقة قامت القوات الصربية والكرواتية بالتطهير العرقي لأراضيهم التي خططت لها قيادتهم السياسية لإنشاء دول عرقية نقية (جمهورية صرب البوسنة والجمهورية الكرواتية في البوسنة والهرسك). نفذت القوات الصربية الفظائع المعروفة باسم «مذبحة سربرنيتسا» في نهاية الحرب. زعمت وكالة المخابرات المركزية في تقرير عام 1995 أن القوات الصربية البوسنية كانت مسؤولة عن 90% من التطهير العرقي الذي ارتُكب أثناء النزاع.
بناء على الأدلة على العديد من هجمات مجلس الدفاع الكرواتي خلصت الدائرة الابتدائية للمحكمة الجنائية الدولية ليوغوسلافيا السابقة في قضية كورديتش وشركيز إلى أنه بحلول أبريل 1993 كان لدى القيادة الكرواتية تصميم أو خطة مشتركة تم وضعها وتنفيذها للتطهير العرقي للبوشناق من وادي لاشفا في وسط البوسنة. تم العثور على داريو كورديتش بصفته الزعيم السياسي المحلي ليكون المخطط والمحرض على هذه الخطة.
على الرغم من ندرتها نسبيا كانت هناك أيضا حالات قامت فيها القوات الموالية للبوشناق «بإجبار مجموعات عرقية أخرى على الفرار» أثناء الحرب.

### الإبادة

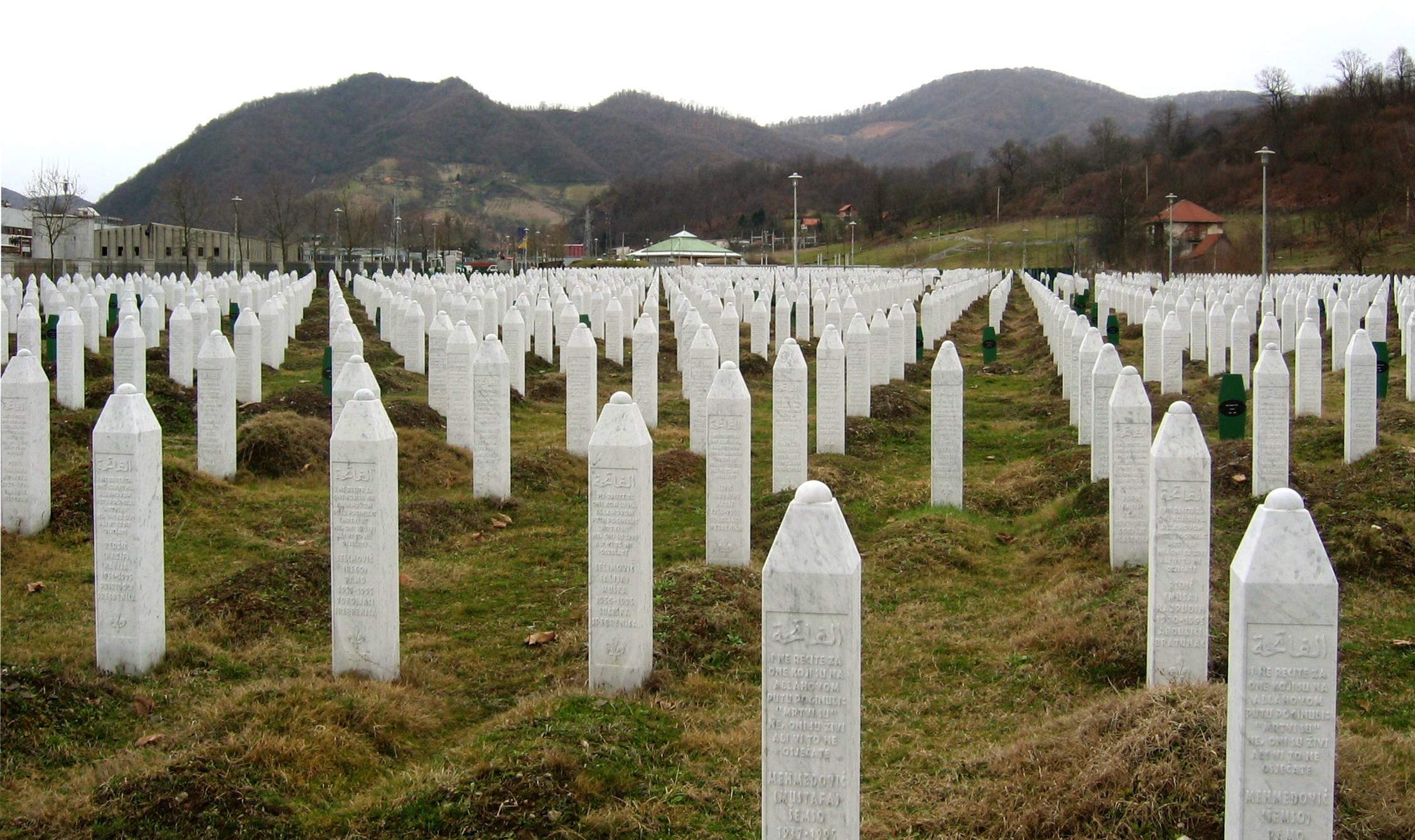
المقبرة في النصب التذكاري سريبرينيتشا - بوتوتشاري ومقبرة ضحايا الإبادة الجماعية.

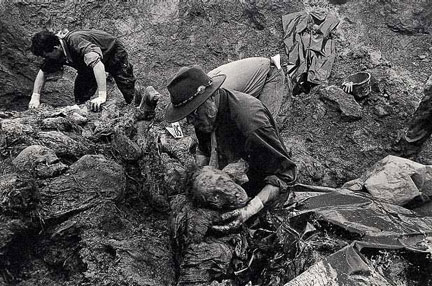
عمليات استخراج الجثث في سريبرينيتشا (1996).

جرت محاكمة أمام محكمة العدل الدولية في أعقاب دعوى رفعتها البوسنة والهرسك عام 1993 ضد صربيا والجبل الأسود بدعوى الإبادة الجماعية. حدد حكم محكمة العدل الدولية الصادر في 26 فبراير 2007 بشكل غير مباشر طبيعة الحرب على أنها دولية رغم تبرئة صربيا من المسؤولية المباشرة عن الإبادة الجماعية التي ارتكبتها قوات جمهورية صرب البوسنة. ومع ذلك خلصت محكمة العدل الدولية إلى أن صربيا فشلت في منع الإبادة الجماعية التي ارتكبتها القوات الصربية وفشلت في معاقبة المسؤولين وتقديمهم إلى العدالة. برقية أرسلت إلى البيت الأبيض في 8 فبراير 1994 وصاغها سفير الولايات المتحدة في كرواتيا بيتر قالبرايث ذكرت أن الإبادة الجماعية كانت تحدث. واستشهدت البرقية «بالقصف المستمر والعشوائي وإطلاق النار» على سراييفو من قبل الجيش الشعبي اليوغوسلافي التابع لكارادزيتش، مضايقة الأقليات في شمال البوسنة «في محاولة لإجبارهم على المغادرة» واستخدام المعتقلين «للقيام بأعمال خطيرة على الخطوط الأمامية» كدليل على ارتكاب إبادة جماعية. في عام 2005 أصدر الكونغرس الأمريكي قرار يعلن أن «سياسات العدوان والتطهير العرقي الصربية تلبي الشروط التي تحدد الإبادة الجماعية».
على الرغم من وجود أدلة على أنواع عديدة من جرائم الحرب التي ارتكبتها قوات صربية مختلفة في وقت واحد في أجزاء مختلفة من البوسنة والهرسك ولا سيما في بيلينا وسراييفو وبرييدور وزفورنيك وبانيا لوكا وفيشيجراد وفوتشا فقد قرر القضاة أن معايير الإبادة الجماعية مع نية محددة لتدمير مسلمي البوسنة لم تتحقق إلا في سربرنيتسا أو شرق البوسنة في عام 1995.
خلصت المحكمة إلى أن الجرائم المرتكبة أثناء حرب 1992-1995 قد ترقى إلى مرتبة الجرائم ضد الإنسانية وفقا للقانون الدولي لكن هذه الأفعال في حد ذاتها لا تشكل إبادة جماعية في حد ذاتها. وقررت المحكمة كذلك أنه في أعقاب إعلان الجبل الأسود لاستقلاله في مايو 2006 كانت صربيا الطرف المدعى عليه الوحيد في القضية ولكن «أي مسؤولية عن الأحداث الماضية التي وقعت في ذلك الوقت هي الدولة المركبة من صربيا والجبل الأسود».

### الاغتصاب
تم اغتصاب ما يقدر بـ12.000-50.000 امرأة معظمهن مسلمات البوسنة مع غالبية الحالات التي ارتكبتها القوات الصربية. تمت الإشارة إلى هذا على أنه «اغتصاب جماعي» خاصة فيما يتعلق بالاستخدام المنسق للاغتصاب كسلاح حرب من قبل أعضاء جيش جمهورية صرب البوسنة وشرطة صرب البوسنة. لأول مرة في تاريخ القضاء أعلنت المحكمة الجنائية الدولية ليوغوسلافيا السابقة أن «الاغتصاب المنهجي» و «الاستعباد الجنسي» في زمن الحرب كانا جريمة ضد الإنسانية وتأتي في المرتبة الثانية بعد جريمة الإبادة الجماعية. كان الاغتصاب أكثر منهجية في شرق البوسنة (على سبيل المثال خلال الحملات في فوتشا وفيسيغراد) وفي غربافيتشا أثناء حصار سراييفو. تم احتجاز النساء والفتيات في مراكز احتجاز مختلفة حيث كان عليهن العيش في ظروف غير صحية بشكل لا يطاق وتعرضن لسوء المعاملة بطرق عديدة بما في ذلك تعرضهن للاغتصاب المتكرر. ومن الأمثلة سيئة السمعة «منزل كرمان» في فوتشا. تشمل المضاعفات الشائعة بين النساء والفتيات الناجيات الاضطرابات النفسية وأمراض النساء والاضطرابات الجسدية الأخرى فضلا عن الحمل غير المرغوب فيه والأمراض المنقولة عن طريق الاتصال الجنسي.

### الإجراءات القانونية والنيابية

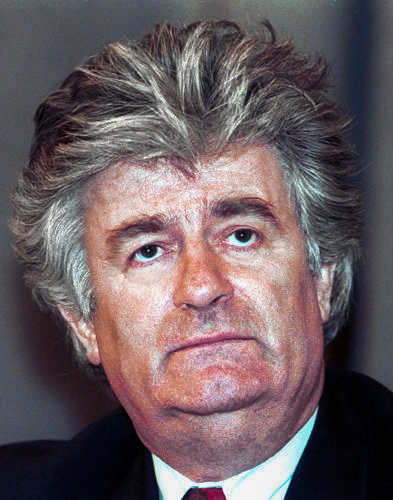
رادوفان كاراديتش (يسار) الرئيس السابق لجمهورية صرب البوسنة وراتكو ملاديتش (يمين) رئيس الأركان السابق لجيش جمهورية صرب البوسنة كلاهما حكمت عليهما المحكمة الجنائية الدولية ليوغوسلافيا السابقة.

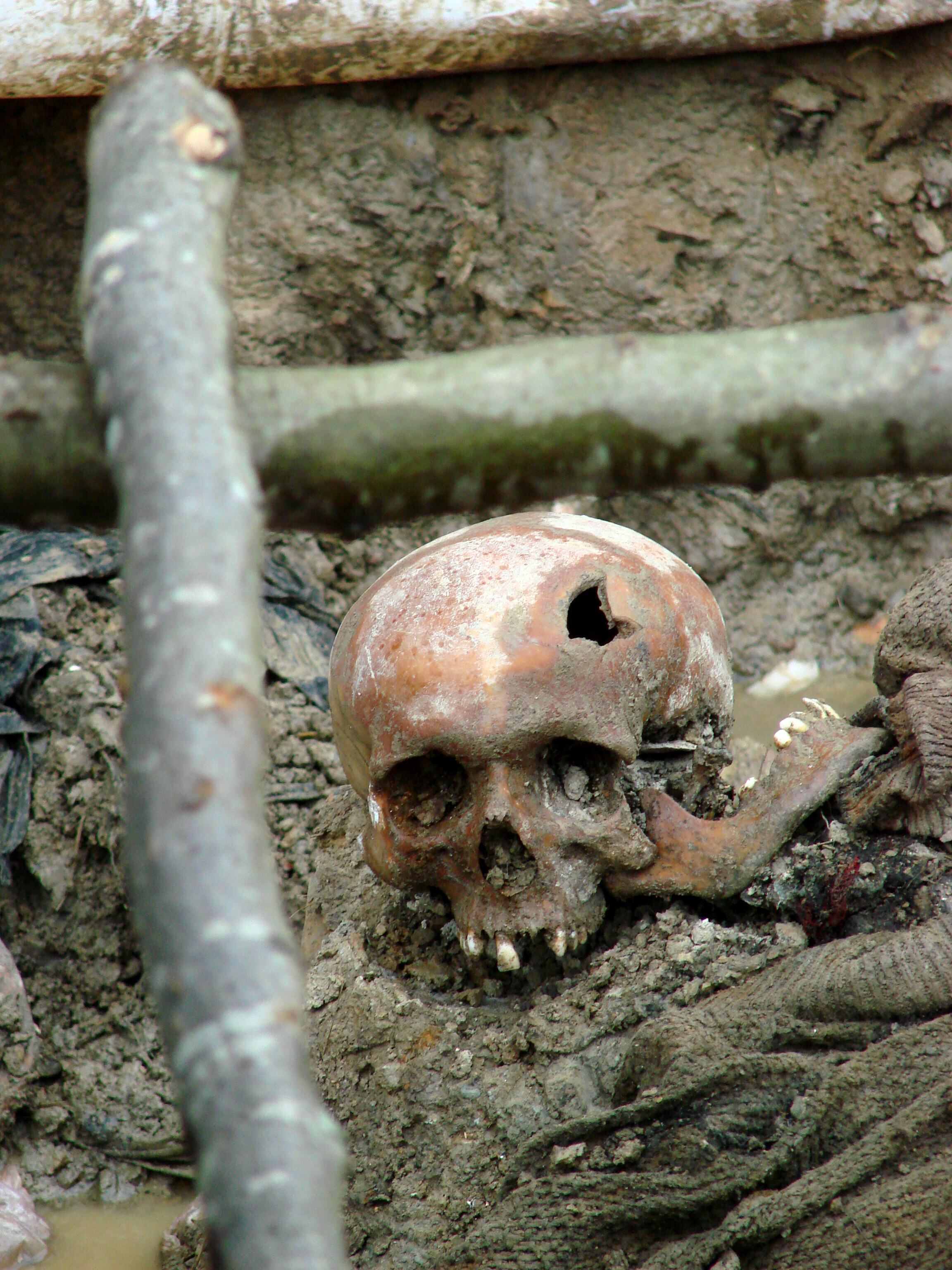
جمجمة ضحية مذبحة سربرنيتسا في يوليو 1995 في مقبرة جماعية خارج دونيي بوتوتشاري، 2007.

تأسست المحكمة الجنائية الدولية ليوغوسلافيا السابقة في عام 1993 كهيئة تابعة للأمم المتحدة لمحاكمة مرتكبي جرائم الحرب التي ارتكبت خلال الحروب في يوغوسلافيا السابقة ومحاكمة مرتكبيها. المحكمة هي محكمة خاصة يقع مقرها في لاهاي بهولندا.
وفقا لخبراء قانونيين اعتبارا من أوائل عام 2008 أدين 45 صربي و 12 كرواتي و 4 بوسنيين بارتكاب جرائم حرب من قبل المحكمة الجنائية الدولية ليوغوسلافيا السابقة فيما يتعلق بحروب البلقان في التسعينيات. تم توجيه الاتهام إلى كل من الصرب والكروات وإدانتهم بارتكاب جرائم حرب منهجية (عمل إجرامي مشترك) بينما تم توجيه الاتهام إلى البوشناق وإدانتهم بجرائم حرب فردية. تم اتهام معظم قادة صرب البوسنة في زمن الحرب - بيليانا بلافسيك مومشيلو كراجيشنيك، ومومشيلو كراجيشنيك ورادوسلاف برجانين وودوشكو تاديتش بارتكاب جرائم حرب وتطهير عرقي.
احتُجز الرئيس السابق لجمهورية صرب البوسنة رادوفان كاراديتش وحُكم عليه بالسجن مدى الحياة لارتكابه جرائم بما في ذلك الجرائم ضد الإنسانية والإبادة الجماعية. كما حوكم راتكو ملاديتش من قبل المحكمة الجنائية الدولية ليوغوسلافيا السابقة بتهمة ارتكاب جرائم تتعلق بحصار سراييفو ومذبحة سربرنيتسا. أُدين ملاديتش وحكم عليه أيضا بالسجن مدى الحياة من قبل لاهاي في نوفمبر 2017. يُحاكم زعيم القوات شبه العسكرية فويسلاف سيسلي منذ عام 2007 بتهمة المشاركة في مشروع إجرامي مشترك لتطهير عرقي مناطق واسعة من البوسنة والهرسك من غير الصرب. اتُهم الرئيس الصربي سلوبودان ميلوشيفيتش بارتكاب جرائم حرب فيما يتعلق بالحرب في البوسنة بما في ذلك الانتهاكات الجسيمة لاتفاقيات جنيف والجرائم ضد الإنسانية والإبادة الجماعية لكنه توفي في عام 2006 قبل أن تنتهي المحاكمة.
بعد وفاة علي عزت بيغوفيتش كشفت لاهاي أن تحقيق المحكمة الجنائية الدولية ليوغوسلافيا السابقة بشأن عزت بيغوفيتش كان قيد التنفيذ وانتهى بوفاته. البوشناق الذين أدينوا أو حوكموا بارتكاب جرائم حرب تشمل راسم ديليتش رئيس أركان جيش البوسنة والهرسك الذي حُكم عليه بالسجن ثلاث سنوات في 15 سبتمبر 2008 لفشله في منع مجاهدو البوسنة من جيش جمهورية البوسنة والهرسك من ارتكاب جرائم ضد المدنيين الأسرى والمقاتلين الأعداء. حُكم على أنور هادجيانوفيتش وهو جنرال في جيش جمهورية البوسنة والهرسك بالسجن 3.5 سنوات لسلطته على أعمال القتل والتدمير الوحشي في وسط البوسنة. حازم ديليتش كان نائب قائد البشناق في سجن جيلبيتشي الذي كان يحتجز المدنيين الصرب وحكمت عليه دائرة الاستئناف بالمحكمة الجنائية الدولية ليوغوسلافيا السابقة بالسجن 18 عام في 8 أبريل 2003 بتهمة قتل وتعذيب سجناء واغتصاب امرأتين صربيتين. اتُهم القائد البوسني سيفير خليلوفيتش بتهمة واحدة تتعلق بانتهاك قوانين وأعراف الحرب على أساس المسؤولية الجنائية العليا للحوادث التي وقعت أثناء عملية نيريتفا 93 وثبت أنه غير مذنب. اتهم الصرب سلطات سراييفو بممارسة عدالة انتقائية من خلال الملاحقة القضائية الفعالة للصرب مع تجاهل أو التقليل من شأن جرائم حرب البوشناق.
داريو كورديتش الزعيم السياسي للكروات في وسط البوسنة أدين بارتكاب جرائم ضد الإنسانية في وسط البوسنة مثل التطهير العرقي وحُكم عليه بالسجن 25 عام. في 29 مايو 2013 في حكم ابتدائي حكمت المحكمة الجنائية الدولية ليوغوسلافيا السابقة على بريليتش بالسجن 25 عام. أدانت المحكمة أيضا خمسة قادة آخرين في وقت الحرب في المحاكمة المشتركة: وزير دفاع كروات البوسنة برونو ستوجيتش (20 عام) وضباط الجيش سلوبودان برالياك (20 عام) وميليفوي بيتكوفيتش (20 عام) وقائد الشرطة العسكرية فالنتين تشوريتش (20 عام) ورئيس مركز تبادل الأسرى والاحتجاز بيريسلاف بوشيتش (10 سنوات). قضت المحكمة الإبتدائية بالأغلبية مع معارضة رئيس المحكمة الإبتدائية جان كلود أنتونيتي بأنهم شاركوا في عمل إجرامي مشترك ضد السكان غير الكروات في البوسنة والهرسك وأن العمل الإجرامي المشترك شمل الرئيس الكرواتي فرانجو توزمان ووزير الدفاع غوجكو شوشاك والجنرال يانكو بوبيتكو. ومع ذلك في 19 يوليو 2016 أعلنت محكمة الاستئناف في القضية أن «المحكمة الابتدائية لم تقدم أي نتائج صريحة بشأن مشاركة [تودجمان وشوشاك وبوبيتكو] في العمل الإجرامي المشترك ولم تجدهم مذنبين بارتكاب أي جرائم».
الإبادة الجماعية في سربرنيتسا هي أخطر جرائم الحرب التي أدين بها أي صربي. الجرائم ضد الإنسانية هي أخطر جرائم الحرب التي أدين بها أي من البوشناق أو الكروات.

### المصالحة

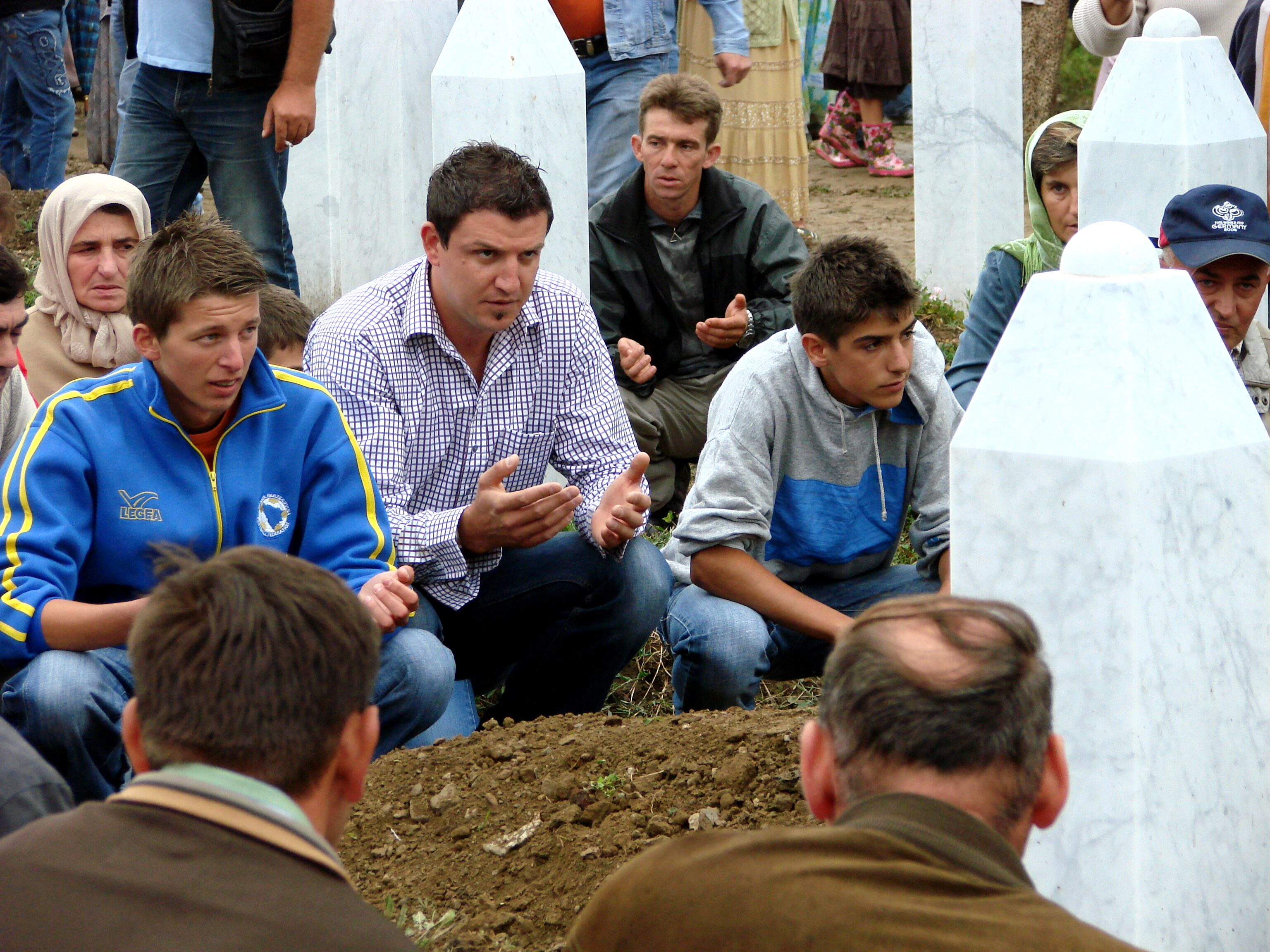
مشيعون في مراسم إعادة دفن ضحية من ضحايا مذبحة سربرنيتسا.

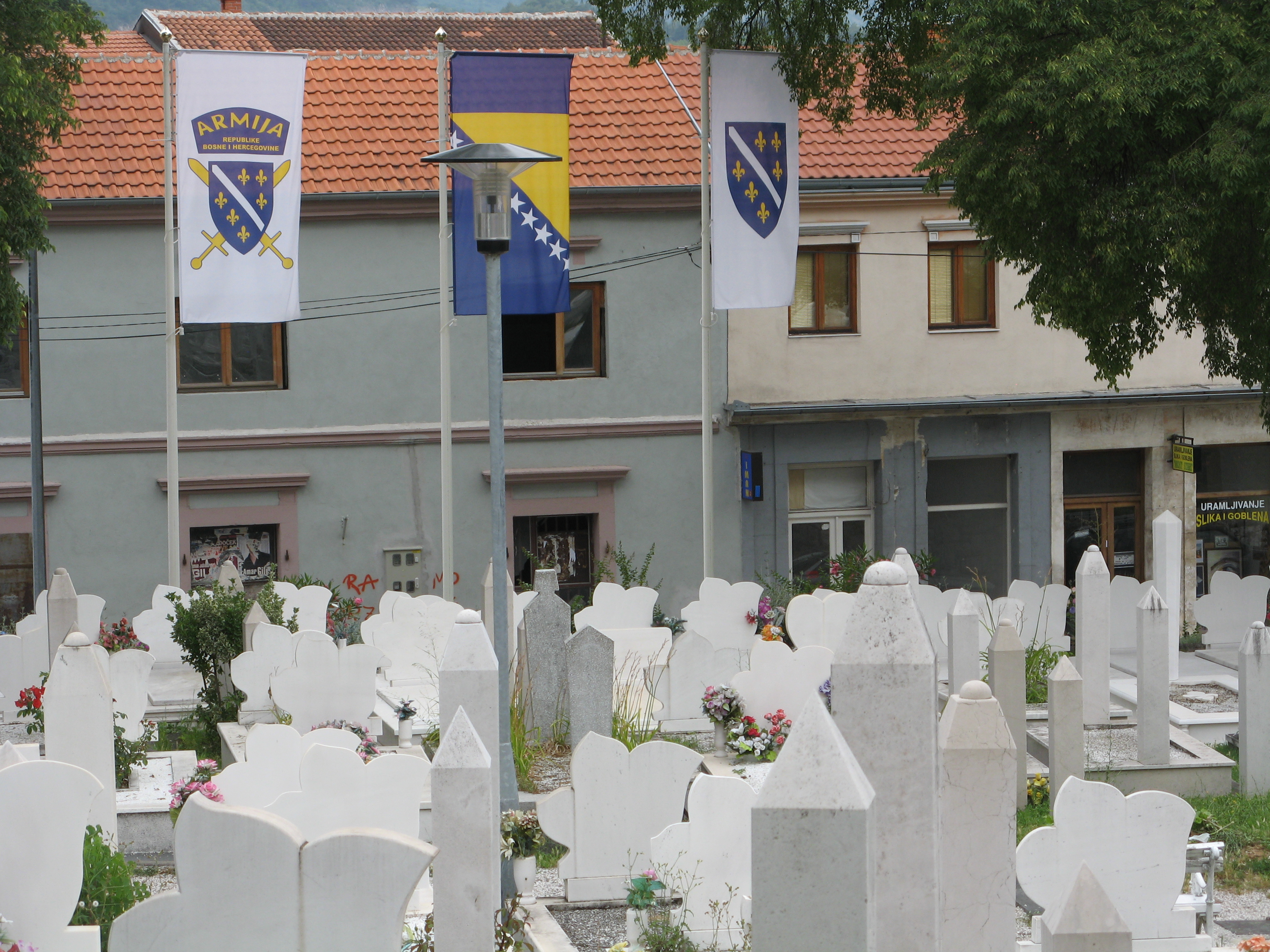
مقبرة في موستار ترفع علم جيش جمهورية البوسنة والهرسك (يسار) وعلم البوسنة والهرسك وعلم جمهورية البوسنة والهرسك.

في 6 ديسمبر 2004 قدم الرئيس الصربي بوريس تاديتش اعتذار للبوسنة والهرسك لجميع أولئك الذين عانوا من جرائم ارتكبت باسم الشعب الصربي.
اعتذر الرئيس الكرواتي إيفو يوسيبوفيتش في أبريل 2010 عن دور بلاده في حرب البوسنة. وأشاد رئيس البوسنة والهرسك آنذاك حارث سيلايديتش بدوره بالعلاقات مع كرواتيا وهي تصريحات تناقضت بشكل صارخ مع انتقاداته القاسية لصربيا في اليوم السابق. قال يوسيبوفيتش لبرلمان البوسنة والهرسك: «إنني آسف بشدة لأن جمهورية كرواتيا ساهمت في معاناة الناس والانقسامات التي لا تزال تثقل كاهلنا حتى اليوم».
في 31 مارس 2010 اعتمد البرلمان الصربي إعلان «يدين بأشد العبارات الجريمة التي ارتكبت في يوليو 1995 ضد السكان البوسنيين في سربرنيتسا» واعتذر لأسر الضحايا وهو الأول من نوعه في المنطقة. جاءت مبادرة تمرير القرار من الرئيس بوريس تاديتش الذي دفع باتجاهه رغم أن القضية كانت مثيرة للجدل سياسي. في الماضي كانت جماعات حقوق الإنسان والأحزاب غير القومية فقط هي التي أيدت مثل هذا الإجراء.

## التقدير

### حرب أهلية أو حرب عدوانية
بسبب تورط كرواتيا وصربيا كان هناك نقاش طويل الأمد حول ما إذا كان الصراع حرب أهلية أو حرب عدوانية على البوسنة والهرسك من قبل الدول المجاورة. يجادل الأكاديميان ستيفن بورغ وبول شوب بما يلي:
فمن ناحية يمكن اعتبار الحرب «حالة واضحة من حرب أهلية - أي حرب داخلية بين مجموعات غير قادرة على الاتفاق على ترتيبات لتقاسم السلطة».
ينتقد ديفيد كامبل الروايات حول «الحرب الأهلية» والتي يجادل بأنها غالبا ما تتضمن ما يسميه «التسوية الأخلاقية» حيث «يُقال إن جميع الأطراف مذنبون بنفس القدر بارتكاب الفظائع» و «يؤكدون على المخاوف الصربية الموثوقة كأساس منطقي لأفعالهم».
على عكس تفسير الحرب الأهلية زعم البوشناق والعديد من الكروات والسياسيين الغربيين ومنظمات حقوق الإنسان أن الحرب كانت حرب للعدوان الصربي والكرواتي على أساس اتفاقيات كاراجورشيفو وغراتس بينما اعتبرها الصرب في كثير من الأحيان حرب أهلية.
تمتع الصرب البوسنيون والكروات البوسنيون بدعم سياسي وعسكري كبير من صربيا وكرواتيا وكان لقرار منح البوسنة والهرسك الاعتراف الدبلوماسي أيضا تداعيات على التفسير الدولي للصراع. كما يقول بورغ وشوب:
في غضون ذلك تجادل سومانترا بوس بأنه من الممكن وصف حرب البوسنة والهرسك بأنها حرب أهلية دون الاتفاق بالضرورة مع رواية القوميين الصرب والكروات. ويذكر أنه في حين أن «جميع حلقات العنف الشديد قد نشأت بسبب أحداث وقوى خارجية فإن المجتمع المحلي أيضا كان متورط بعمق في هذا العنف» وبالتالي يجادل بأنه «من المنطقي نسبيا النظر إلى نزاع 1992-1995 في البوسنة والهرسك ك» حرب أهلية«وإن كان من الواضح أنها ذات بعد حيوي خارجي إقليمي للبوسنة والهرسك».
في قضيتي دوشكو تاديتش وزدرافكو موسيتش خلصت المحكمة الجنائية الدولية ليوغوسلافيا السابقة إلى أن النزاع بين البوسنة والهرسك وجمهورية يوغوسلافيا الاتحادية كان نزاع دولي:
وبالمثل في القضايا المتعلقة بإيفيكا راجيتش وتيهومير بلاشكيتش وداريو كورديتش خلصت المحكمة الجنائية الدولية ليوغوسلافيا السابقة إلى أن النزاع بين البوسنة والهرسك وكرواتيا كان أيضا دولي:
في عام 2010 احتُجز القائد البوسني أيوب يانيتش في لندن بناء على طلب صربي لتسليمه بتهمة ارتكاب جرائم حرب مزعومة. قرر القاضي تيموثي وركمان الإفراج عن يانيتش بعد أن حكم بأن طلب صربيا كان «لدوافع سياسية». في قراره وصف حرب البوسنة والهرسك بأنها نزاع مسلح دولي حيث أعلنت البوسنة والهرسك استقلالها في 3 مارس 1992.
تقول الأكاديمية ماري كالدور أن حرب البوسنة والهرسك هي مثال لما تسميه حروب جديدة وهي ليست مدنية ولا بين الدول ولكنها تجمع بين عناصر من كليهما.

### حرب عرقية
في كتاب: «أسطورة الحرب العرقية: صربيا وكرواتيا في التسعينيات» تحدى الأستاذ الجامعي من كلية إيثاكا ف. ب. غانيون الاعتقاد السائد في الغرب بأن حرب البوسنة والهرسك (والحروب اليوغوسلافية الأخرى) كانت نتاج الكراهية العرقية بين الفصائل المتحاربة. يجادل غانيون بأن الحروب سببها النخب السياسية المتعطشة للسلطة والتي قاومت التحرر السياسي والاقتصادي والديمقراطية وليس الناس العاديين. في مناقشة التقييم المشترك للأكاديميين والسياسيين والصحفيين الغربيين لحرب عرقية ومنطقة البلقان كمنطقة معاكسة للقيم الغربية يستشهد غانيون بمعدلات الزواج المختلط العالية والنسبة العالية لمقاومي التجنيد ومقاومة الحركات القومية ووجهات النظر الإيجابية في العلاقات بين الأعراق في استطلاعات الرأي التي أجريت في أواخر الثمانينيات في يوغوسلافيا من بين عوامل أخرى.

## في الثقافة الشعبية

### الأفلام
تم تصوير حرب البوسنة والهرسك في عدد من الأفلام بما في ذلك أفلام هوليوود مثل حفلة الصيد بطولة ريتشارد غير الذي أدى دور الصحفي سيمون هانت في محاولته للقبض على مجرم حرب مشتبه به ورئيس صرب البوسنة السابق رادوفان كاراديتش. فيلم خلف خطوط العدو المستند بشكل أساسي على حادثة مركونييتش غراد الذي يحكي عن إسقاط طيار أمريكي ليكتشف مذبحة أثناء فراره من القوات الصربية الذين يريدون قتله. فيلم صانع السلام من بطولة جورج كلوني ونيكول كيدمان هو قصة عن كولونيل بالجيش الأمريكي وخبير نووي في البيت الأبيض يحققان في أسلحة نووية روسية مسروقة حصل عليها الدبلوماسي اليوغوسلافي دوسان جافريتش.
في أرض الدم والعسل فيلم أمريكي صدر عام 2011 من تأليف وإنتاج وإخراج أنجلينا جولي. كان الفيلم أول إخراج لجولي وهو يصور قصة حب تدور أحداثها ضد الاغتصاب الجماعي لنساء مسلمات في حرب البوسنة والهرسك. الفيلم الإسباني / الإيطالي لعام 2013 ولد مرتين من بطولة بينيلوبي كروز استنادا إلى كتاب لمارجريت مازانتيني الذي يحكي قصة أم أحضرت ابنها المراهق إلى سراييفو حيث توفي والده في الصراع البوسني منذ سنوات.
من بين الأفلام البريطانية «مرحبا بكم في سراييفو» وتدور أحداث الفيلم حول حياة سكان سراييفو أثناء الحصار. يصور الفيلم البوسني البريطاني «ناس جميلة» من إخراج ياسمين ديزدار المواجهة بين العائلات الإنجليزية واللاجئين البوسنيين الوافدين في ذروة حرب البوسنة والهرسك. حصل الفيلم على جائزة نظرة ما في مهرجان كان 1999. يعرض الفيلم الإسباني «إقليم كومانتش» قصة طاقم تلفزيوني إسباني أثناء حصار سراييفو. الفيلم البولندي «شياطين الحرب» (1998) الذي تم تصويره أثناء الصراع البوسني يصور بولنديون من جنود قوة التنفيذ الذين يأتون لمساعدة زوج من الصحفيين تعقبهم أحد أمراء الحرب المحليين الذين قاموا بتسجيل جرائمهم.
فاز فيلم «الأرض المحايدة» للمخرج البوسني دانيس تانوفيتش بجائزة أفضل فيلم بلغة أجنبية في حفل توزيع جوائز الأوسكار لعام 2001 وجائزة غولدن غلوب لعام 2002. فاز الفيلم البوسني «غرابافيتشا:أرض أحلامي» الذي يدور حول حياة أم عزباء في سراييفو المعاصرة في أعقاب الاغتصاب المنهجي للنساء البوسنيات على أيدي القوات الصربية أثناء الحرب بجائزة الدب الذهبي في مهرجان برلين السينمائي الدولي.
فيلم عام 2003 «طبعة جديدة» من إخراج المخرج البوسني دينو مصطفيتش وكتبه زلاتكو توبجيتش يتتبع الأب أحمد وابنه طارق كاراجا خلال الحرب العالمية الثانية وحصار سراييفو. تم عرضه لأول مرة في الدورة 32 لمهرجان روتردام السينمائي الدولي. فيلم عام 2010 «المهجور» من إخراج أديس باكراتش وكتبه زلاتكو توبتشي يحكي قصة صبي في منزل للأطفال المهجورين يحاول معرفة الحقيقة بشأن أصوله بمعنى أنه طفل تعرض للاغتصاب. عرض الفيلم لأول مرة في الدورة 45 لمهرجان كارلوفي فاري السينمائي الدولي.
يحكي فيلم الدائرة المثالية الذي أخرجه المخرج البوسني أدمير كينوفيتش عام 1997 قصة ولدين خلال حصار سراييفو وحصل على جائزة فرانسوا شاليه في مهرجان كان لعام 1997.
يروي فيلم المنقذ لعام 1998 بطولة دنيس كويد قصة مرتزق متمرس في الفيلق الأجنبي يبدأ في العثور على إنسانيته عندما يواجه الفظائع أثناء القتال في البوسنة والهرسك.
يقدم فيلم قرية جميلة، بريق جميل الذي أخرجه المخرج الصربي سردان دراغوييفي سرد كئيب ولكنه مضحك للغاية عن حرب البوسنة والهرسك. الفيلم الصربي الحياة معجزة الذي أنتجه أمير كوستوريتسا يصور الرومانسية التي عاشها مدير محطة صربي مسالم وشابة مسلمة من البوشناق عُهدت إليه كرهينة في سياق الاشتباكات الحدودية بين البوسنيين والصرب. تم ترشيحه في مهرجان كان 2004.
حظيت الأفلام القصيرة مثل باسم الابن التي تدور حول والد قتل ابنه خلال حرب البوسنة والهرسك و 10 دقائق التي تتناول 10 دقائق من حياة سائح ياباني في روما مع عائلة بوسنية خلال الحرب بالثناء على تصويرهم للحرب.
جعلت عدد من الأفلام الغربية الصراع البوسني خلفية لقصصهم ومن بينها فيلم المنتقمون استنادا إلى رواية فريدريك فورسيث حيث يتعقب مرتزقة أحد أمراء الحرب الصربيين المسؤولين عن جرائم الحرب وصانع السلام حيث يقوم رجل يوغوسلافي عاطفي بارتكاب جرائم حرب دمرتها خسائر مؤامرات الحرب للانتقام من الامم المتحدة بتفجير قنبلة نووية في نيويورك. يروي كاشفة الفساد القصة الحقيقية لكاثرين بولكوفاك إحدى قوات حفظ السلام التابعة للأمم المتحدة التي كشفت عن فضيحة الاتجار بالبشر التي تورطت فيها الأمم المتحدة في البوسنة ما بعد الحرب. فيلم رصاصة عبر القلب هو فيلم تلفزيوني عام 1998 أخرجه ديفيد أتوود وعُرض على بي بي سي وإنش بي أو في عام 1998 ويغطي حصار سراييفو أثناء حرب البوسنة والهرسك من منظور اثنين من الرماة اليوغوسلافيين على المستوى الأولمبي أحدهما يصبح قناص.
إلى أين تذهبين يا عايدة؟ فيلم بوسني لعام 2020 من تأليف وإخراج ياسميلا زبينيتش حول عايدة مترجمة الأمم المتحدة التي تحاول إنقاذ عائلتها بعد أن استولى جيش جمهورية صرب البوسنة على مدينة سربرنيتسا مباشرة قبل مذبحة سربرنيتسا.

### المسلسلات
المسلسل التلفزيوني البريطاني الحائز على جوائز «مقاتلون» تم بثه على بي بي سي الأولى في عام 1999. يحكي قصة مجموعة من جنود حفظ السلام البريطانيين أثناء التطهير العرقي في وادي لاشفا. تم تصوير العديد من أحداث الحرب في المسلسل الدرامي الباكستاني ألفا برافو تشارلي من تأليف وإخراج شعيب منصور في عام 1998. وأظهر المسلسل الذي كان من إنتاج «العلاقات العامة للخدمات الداخلية» العديد من الأحداث النشطة في ساحة المعركة ومشاركة باكستان العسكرية في بعثات حفظ السلام التابعة للأمم المتحدة. تم تقديم ألفا برافو تشارلي على قناة تلفزيون باكستان.

### البرامج الوثائقية
سلسلة وثائقية من إنتاج بي بي سي بعنوان «موت يوغوسلافيا» تغطي انهيار يوغوسلافيا من جذور الصراع في الثمانينيات إلى الحروب اللاحقة واتفاقات السلام وصدر كتاب بنفس العنوان. تشمل الأفلام الوثائقية الأخرى «بوسنة» لبرنار هنري ليفي حول المقاومة البوسنية ضد القوات الصربية المجهزة تجهيز جيد في بداية الحرب والفيلم الوثائقي السلوفيني نفق الأمل حول نفق سراييفو الذي بناه مواطنو سراييفو المحاصرون لربط سراييفو بأراضي الحكومة البوسنية والفيلم الوثائقي البريطاني «صرخة من القبر» حول مذبحة سربرنيتسا. «معجزة في البوسنة» هو فيلم وثائقي صدر عام 1995 وتم تصويره بمناسبة الذكرى الثالثة لتأسيس جيش جمهورية البوسنة والهرسك. تم عرضه لأول مرة في مهرجان كان السينمائي 1995 وفاز بالجائزة الخاصة. كانت حرب البوسنة محور رئيسي في فيلم «الدبلوماسي» الوثائقي عن حياة ريتشارد هولبروك المهنية. «يوغوسلافيا: الحرب التي يمكن تجنبها» (1999) يلقي نظرة على السياق الأوسع للحروب الأهلية في يوغوسلافيا السابقة.

### كتب
من بين أفضل الكتب المعروفة التي كُتبت عن الحرب في البوسنة والهرسك كتب شمس الدين محمدينوفيتش «سراييفو الزرقاء» وميلينكو ييرغوفيتش «سراييفو مارلبورو». «يوميات زلاتا» هي يوميات منشورة تحتفظ بها فتاة صغيرة اسمها زلاتا فيليبوفيتش التي تؤرخ حياتها في سراييفو من عام 1991 إلى عام 1993. بسبب اليوميات يشار إليها أحيانا باسم «آن فرانك من سراييفو». «قائمة البوسنة» الذي ألفه كينان تريبنسيفيتش وسوزان شابيرو تؤرخ الحرب من خلال عيون لاجئ بوسني عائد إلى وطنه لأول مرة بعد 18 عام في نيويورك.
تشمل الأعمال الأخرى عن الحرب ما يلي:
- «محاربو البوسنة: العيش على الخط الأمامي» للرائد فوغان كينت باين هو سرد لعمليات الأمم المتحدة في البوسنة والهرسك كتبه ضابط مشاة بالجيش البريطاني كان مقره في فيتيس وسط البوسنة لمدة سبعة أشهر في عام 1993.[215]
- «الأهداف الضرورية» لإيف إنسلر.
- «محاربو الشتاء» لليس هوارد وهو تقرير واقعي من قبل جندي مشاة بريطاني تطوع للعمل كجندي حفظ سلام تابع للأمم المتحدة في المراحل الأخيرة من الحرب وخلال المراحل الأولى من حلف الناتو بقيادة اتفاقية دايتون للسلام.[216]
- «طيور جميلة» لسكوت سيمون الذي يصور فتاة مراهقة في سراييفو التي كانت لاعبة كرة سلة في فريق مدرستها الثانوية ثم تصبح قناصة.
- «عازف التشيلو في سراييفو» لستيفن غالاوي هو رواية تتبع قصص أربعة أشخاص عاشوا في سراييفو أثناء الحرب.
- «الحياة أقصر من أن تغفر» للين بيسر الذي صدر في عام 2005 وهو يتبع جهود ثلاثة أشخاص اتحدوا لاغتيال كارادزيتش لوقف الأعمال الوحشية التي يرتكبها الصرب.
- «اندفاع الحمقى» لبيل كارتر وهو عن قصة رجل ساعد في إقامة حفل موسيقي تاريخي لفرقة يو تو في سراييفو.
- «الشر لا يعيش هنا» لداود سارهاندي وألينا بوبوك وهو عبارة عن 180 ملصق من إبداع الفنان البوسني والذي قام بتجصيص الجدران أثناء الحرب.
- «المنتقم» لفريدريك فورسيث.
- «فندق سراييفو» لباي جاك كيرش.
- «كان المدفع ساخنا» لفلاديمير كيكمانوفيتش وهو عن قصة صبي من صرب البوسنة في الجزء من سراييفو الذي تسيطر عليه القوات البوسنية المسلمة أثناء حصار سراييفو.
- «منطقة غورازده الآمنة» لجو ساكو وهو رواية مصورة عن الحرب في شرق البوسنة والهرسك.
- «دامبير» لماورو بوزيللي وماوريزيو كولومبو وهو كتاب هزلي إيطالي نشره في إيطاليا سيرجيو بونيللي وهو عن هارلان دراكا الذي عبارة عن نصف إنسان ونصف مصاص دماء الذي يشن حرب على قوى الشر متعددة الأوجه. كان عنوان الحلقتان الأوليان هي ابن الشيطان وسباق الليل.
- «وداعا سراييفو» - لأتكا ريد وهانا سكوفيلد وهو قصة حقيقية للشجاعة والحب والبقاء التي نشرت في عام 2011 وهي قصة شقيقتين من سراييفو وتجاربهما المنفصلة في الحرب.
- «أحب جارك: قصة حرب» لبيتر ماس الذي نُشر في عام 1997 وهو تقريره كمراسل في ذروة حرب البوسنة والهرسك.
- «لقد ذهبت حربي، لقد افتقدتها» لأنتوني لويد وهي مذكرات عن الوقت الذي أمضاه لويد في تغطية الصراع كمصور وكاتب صحفي.[217]
- «كلاب الفلفل» لبينغ ويست وهي رواية صدرت في عام 2004 وهي عن تميز فريق استطلاع تابع لقوات مشاة البحرية الأمريكية تم القبض عليه بين الجانبين أثناء جهود الناتو لحفظ السلام.[218]

### الموسيقى
حفلة فرقة يو تو بعنوان أفتقد ساراييفو وهي عن الحرب في البوسنة والهرسك حيث شارك فيها بونو ولوتشانو بافاروتي. ومن بين الأغاني الأخرى أغنية «البوسنة» لفرقة ذي كرانبيريز وأغنية «سراييفو» ليو إتش إف و «مذبحة نقية» لسيلفرتشير وأغنية «كل الآلام في العالم» لمحمد فازلاغيتش المعروف باسم فضلة وغيرهم. يروي الألبوم المفاهيمي «وفيات الشتاء الميت» للفرقة سافاتاج قصة تدور أحداثها خلال حرب البوسنة.

### الكتب
- أوتومار بارتوس; بول وير (2002). Using Conflict Theory (بالإنجليزية). مطبعة جامعة كامبريدج. ISBN:978-0-521-79446-6. Archived from the original on 2017-02-16.
- ماغنوس بيارنسن (2001). The War and War-games in Bosnia and Herzegovina from 1992 to 1995: The Main Events, Disagreements and Arguments, Resulting in a "de Facto" Divided Country (بالإنجليزية). M. Bjarnason. ISBN:978-9979-60-669-7. Archived from the original on 2017-02-16.
- سومانترا بوس (2002). Bosnia After Dayton: Nationalist Partition and International Intervention (بالإنجليزية). C. Hurst & Co. Publishers. ISBN:978-1-85065-585-5. Archived from the original on 2017-04-16.
- سومانترا بوس (2009). Contested Lands (بالإنجليزية). مطبعة جامعة هارفارد. ISBN:978-0-674-02856-2. Archived from the original on 2017-04-16.
- ستيفن بورغ; بول شوب (2015). Ethnic Conflict and International Intervention: Crisis in Bosnia-Herzegovina, 1990-93: Crisis in Bosnia-Herzegovina, 1990-93 (بالإنجليزية). Taylor & Francis. ISBN:978-1-317-47101-1. Archived from the original on 2020-03-13.
- ستيفن بورغ; بول شوب (1999). The War in Bosnia-Herzegovina: Ethnic Conflict and International Intervention (بالإنجليزية) (الثانية ed.). M.E. Sharpe. ISBN:978-0-7656-3189-3. Archived from the original on 2014-01-02.
- نينا كاسبرسن (2010). Contested Nationalism: Serb Elite Rivalry in Croatia and Bosnia in the 1990s (بالإنجليزية). Berghahn Books. ISBN:978-1-84545-791-4. Archived from the original on 2017-04-16.
- فوتيني كريستيا (2012). Alliance Formation in Civil Wars (بالإنجليزية). مطبعة جامعة كامبريدج. Archived from the original on 2017-04-16. Retrieved 2013-04-13.
- روبرت دنيا (2006). Sarajevo: A Biography (بالإنجليزية). مطبعة جامعة ميشيغان. ISBN:0-472-11557-X. Archived from the original on 2017-04-16.
- ألاستير فينلان (2004). The Collapse of Yugoslavia 1991–1999 (بالإنجليزية). Osprey Publishing. Archived from the original on 2020-08-13. Retrieved 2013-02-16.
- ديفيد فورسيذي (2009). Encyclopedia of Human Rights (بالإنجليزية). مطبعة جامعة أكسفورد. Vol. 1. Archived from the original on 2016-05-19. Retrieved 2013-05-04.
- فيليب هاموند (2007). Framing Post-Cold War Conflicts: The Media and International Intervention (بالإنجليزية). مانشستر: مطبعة جامعة مانشستر. ISBN:978-0-7190-7696-1.
- بول هاريس (1995). Cry Bosnia (بالإنجليزية). Canongate. ISBN:0-86241-564-0.
- لي آن هوف (2009). Violence and Abuse Issues: Cross-Cultural Perspectives for Health and Social Services (بالإنجليزية). Routledge. Archived from the original on 2017-04-16. Retrieved 2013-02-18.
- كليجدا مولاج (2008). Politics of Ethnic Cleansing: Nation-state Building and Provision of In/security in Twentieth-century Balkans (بالإنجليزية). Lexington Books. ISBN:978-0-7391-1782-8. Archived from the original on 2020-02-10.
- إليزابيث وود (2013). ميراندا هورفاث، جيسيكا وودهامز (ed.). Handbook on the Study of Multiple Perpetrator Rape: A multidisciplinary response to an international problem (بالإنجليزية). Routledge. ISBN:978-0-415-50044-9. Archived from the original on 2016-12-23.
- سابرينا رامت (2010). Central and Southeast European Politics since 1989 (بالإنجليزية). مطبعة جامعة كامبريدج. ISBN:978-1-139-48750-4. Archived from the original on 2016-03-05.
- سابرينا رامت (2006). The Three Yugoslavias: State-Building and Legitimation, 1918–2005 (بالإنجليزية). بلومينغتون، إنديانا: مطبعة جامعة إنديانا. ISBN:978-0-253-34656-8. Archived from the original on 2017-03-24.
- Why Bosnia? Writings on the Balkan War (بالإنجليزية). Stony Creek, CT: The Pamphleteer's Press, Inc. 1993. ISBN:0-9630587-9-7.
- كارول روجيل (1998). The Breakup of Yugoslavia and the War in Bosnia (بالإنجليزية). Greenwood Publishing Group. ISBN:978-0-313-29918-6. Archived from the original on 2017-02-16.
- آنا تربوفيتش (2008). A Legal Geography of Yugoslavia's Disintegration (بالإنجليزية). مطبعة جامعة أكسفورد. ISBN:978-0-19-533343-5. Archived from the original on 2019-08-15.
- سيس ويبيس (2003). Intelligence and the War in Bosnia, 1992–1995 (بالإنجليزية). LIT Verlag Münster. ISBN:978-3-8258-6347-0. Archived from the original on 2020-03-13.

### الصحف
- سيلفا ميزناريك; جيلينا زلاتكوفيتش ونتر (Feb 1993). "Forced Migration and Refugee Flows in Croatia, Slovenia and Bosnia-Herzegovina: Early Warning, Beginning and Current State of Flows". Refuge (بالإنجليزية). 12 (7): 3–4. Archived from the original on 2014-12-31.

## وصلات خارجية
- بوابة البوسنة والهرسك باللغة العربية
- متحف نفق الأمل الذي أنقد أهل سراييفو أثناء الحرب الأهلية